# 利摩日
利摩日（法語：Limoges，法語：[limɔʒ] ⓘ），法国中南部城市，新阿基坦大区上维埃纳省的一个市镇，也是该省的省会，下辖利摩日区，1982年至2015年间曾为利穆赞大区的首府。利摩日的市镇面积为77.45平方公里，2022年1月1日时人口数量为129,754人，是该省人口最多的市镇，在新阿基坦大区排名第二，仅次于首府波尔多，在所有法国城市中排名第28位。
利摩日位于上维埃纳省中南部，維埃納河畔，距离法国首都巴黎约400公里。利摩日是利穆赞地区的政治、经济、科教、文化、医疗中心，建有公立综合性大学、大区中心医院等机构。利摩日也是法国重要的交通枢纽，多个方向地铁路和公路在此交汇；另建有国际机场，开行前往伦敦、布鲁塞尔等地的固定航班。
利摩日是法国艺术与历史之城，罗马时期开始建城，天主教圣人马夏尔为当地首任主教，中世纪时长期为一个由“城堡”和“教堂”两部分组成的“双核城市”。利摩日被称为“法国瓷器之都”（Capitale de la porcelaine），当地附近地表富含高岭土，自18世纪起得到大规模开采，所产瓷器销往法国及欧洲各地。现代利摩日是一座综合性的工商业和科教城市，世界大型电气制造商羅格朗总部设于此地。利摩日本笃会火车站是当地的标志性建筑物，被媒体提名为“法国最美火车站”之一。利摩日也因其篮球队而闻名，后者曾获得过11次法国冠军和1次欧洲冠军。

## 地名来源
“利摩日”一名来源于高卢时期在此活动的莱莫维斯人，该部落的名称包括“lemo”和“vices”两部分，在古高卢语中分别意为“榆木”和“胜利者”，对应现代法语的和，其引申含义为“拿着（榆木做的）弓箭的胜利者”。
利摩日所处的利穆赞地区的名称来源与之相同。

## 历史

### 古典时期

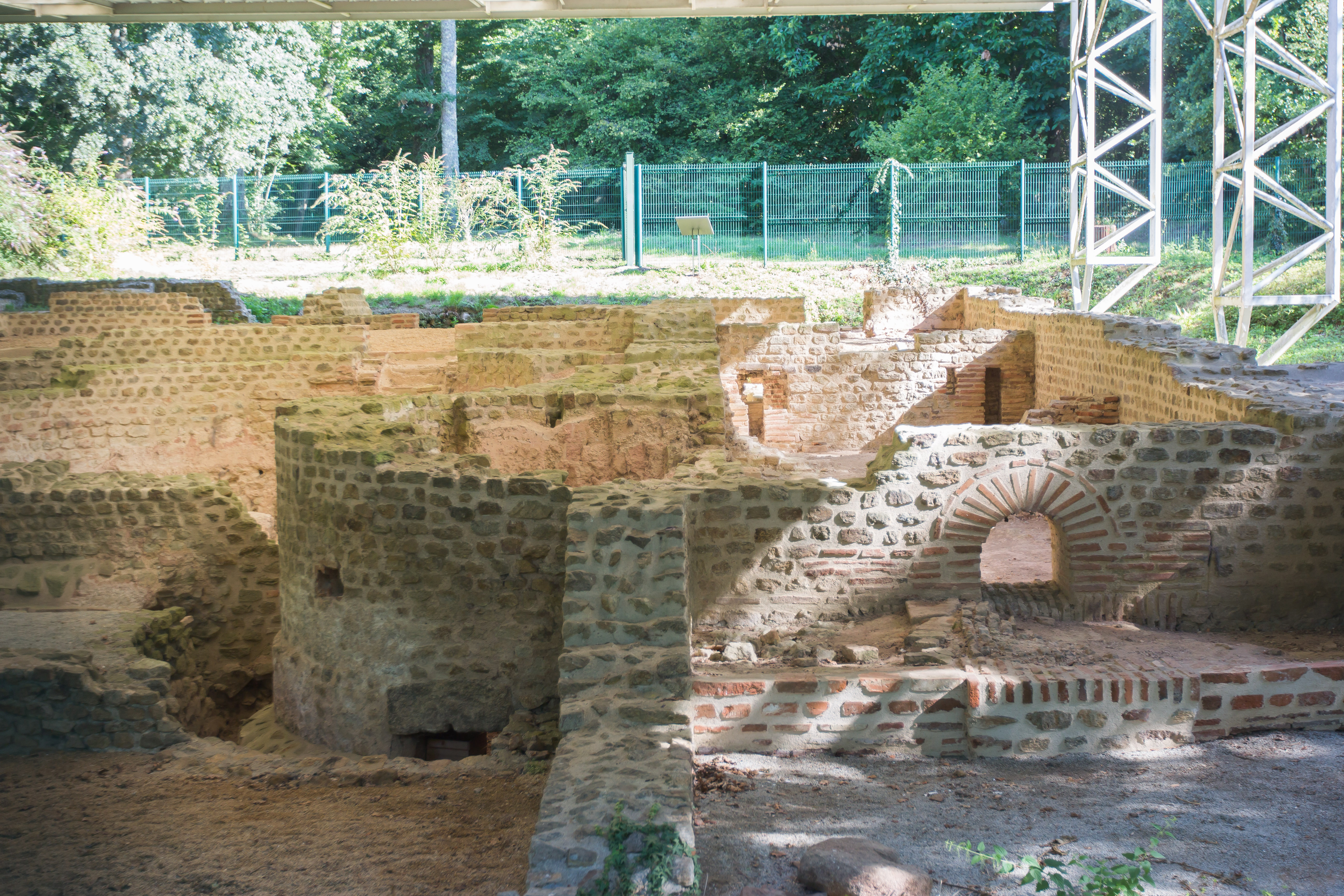
利摩日市中心的奥古斯托里图姆奥皮杜姆遗址

在高卢市区，利摩日附近为莱莫维斯人的活动范围，其定都于维勒茹贝尔，城址位于今圣但尼代米尔境内（也有史学家认为其城址位于今圣让斯附近）。公元前10年，奥古斯都率领罗马军队征服了莱莫维斯，将其划至阿基坦高卢，并在此新建了一座奥皮杜姆，并命名为“奥古斯托里图姆”，意为“奥古斯都的城市”，其城址大致位于今利摩日北部，具体位置尚有待考证。彼时，罗马人开辟了横穿奥古斯托里图姆，连接卢格杜努姆和诺维奥雷古姆的“阿格里帕大道”，奥古斯托里图姆逐渐发展成为一座重要的商业集镇，市中心出现了大剧场、温泉、教会、神庙等设施及建筑，2004年当地的一次考古发掘证明奥古斯托里图姆可能还有一处讲坛。
公元三世纪末，马夏尔成为了第一任利摩日主教。此后，西罗马帝国逐渐衰落，戴克里先将阿基坦高卢一分为三，利摩日被划至第二阿基坦。公元四世纪时，受到外族入侵威胁的影响，利摩日居民不得不将城址从奥古斯托利图姆迁至圣艾蒂安山（Le Puy Saint-Étienne，音译为“勒皮圣艾蒂安”，即今利摩日主教座堂所在地），原有的城池逐渐被废弃。

### 中世纪

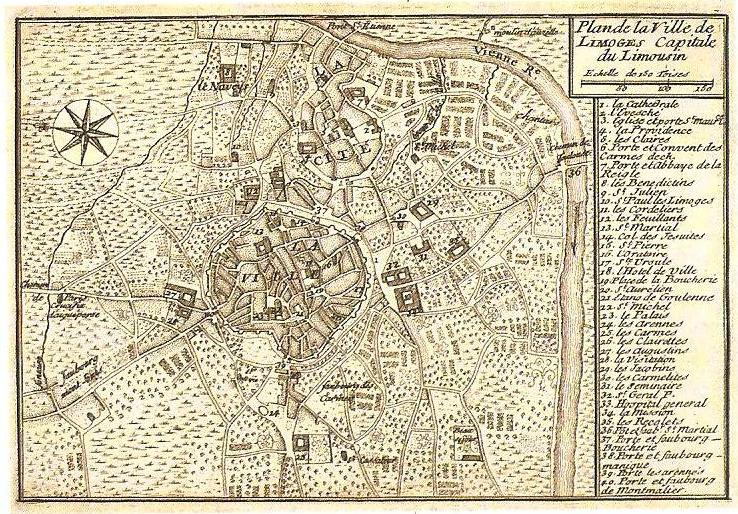
中世纪末的利摩日地图

公元五世纪末，西哥特人入侵阿基坦，后被克洛维一世征服，利摩日先后被划至西哥特和法兰克王国。511年，法兰克王国被一分为三，查理贝尔特一世获得了利摩日，其于567年逝世后，利摩日及利穆赞又被纽斯特里亚继承，后成为阿基坦王国的一部分。
自利摩日的城镇中心搬迁至圣艾蒂安山后，当地居民在新城址上大兴土木，成为一个区域性的贸易中心，并建成了城墙；于此同时，埋葬马夏尔的狮之圣米歇尔教堂成为一个重要的天主教朝圣地，其教堂附近亦形成聚落并不断扩张，并同样出现了防御工事。由此，利摩日形成了一个由“圣艾蒂安山”和“圣马夏尔城堡”组成的双核城市，其中后者因地形更加平坦且靠近农业种植区而得以扩张。

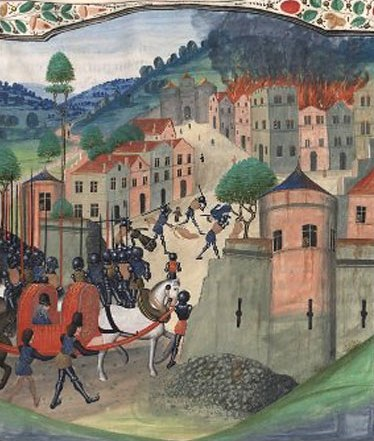
利摩日围城战（绘画）

公元八世纪中后期，法兰西王国征伐阿基坦，矮子丕平率领军队多次征战利摩日及附近地区，768年6月2日，阿基坦公爵瓦伊夫尔在战乱中身亡，阿基坦事实上成为了卡洛林王朝的一部分。876年，在秃头查理的支持下，当地的领主富歇获得子爵爵位，同时他还开创了利摩日家族，而圣马夏尔修道院也在秃头查理的支持下得以修建。
中世纪中期，利摩日因搪瓷手工业而闻名，当地出现了多处手工作坊，其出产的搪瓷画及器皿流在西欧多个地区都有出现。与此同时，圣马夏尔在天主教的声望同样为利摩日带来了隐形财富：1095年第三次克莱芒会议在利摩日召开，乌尔巴诺二世首次提及十字军东征。11世纪后，以利摩日圣马夏尔命名的乐派逐渐形成，该乐派包含额我略圣歌及奥尔加农等中世纪音乐形式，被认为是巴黎圣母院乐派的始祖之一。
1275年，布列塔尼公爵阿蒂尔二世通过联姻获得了利摩日子爵的爵位，由此开创了德勒-布列塔尼家族（Maison de Dreux-Bretagne），此后共有五名布列塔尼公爵持有利摩日子爵爵位，这也使得其家族徽章上出现了布列塔尼白貂（blanche hermine）的印记。英法百年战争期间，爱德华三世率领英格兰军队横扫包括利摩日在内的法兰西西部地区，并于1360年与查理五世签署《布勒丁尼条约》，建立了阿基坦亲王国，但此后该地区逐渐瓦解，重新被法兰西皇室控制。1370年8月23日，利摩日主教约翰·德克罗开启城门迎接贝里及奥弗涅公爵让·德贝里，此举引发黑太子爱德华的强烈不满，后者认为约翰·德克罗及利摩日居民背叛了阿基坦。同年9月19日，黑太子爱德华率领军队围攻利摩日，史称“利摩日围城战”，造成当地超过三千名民众丧生。当地的搪瓷手工业也几乎被终止，直至文艺复兴期间才逐渐恢复。

### 十六至十九世纪

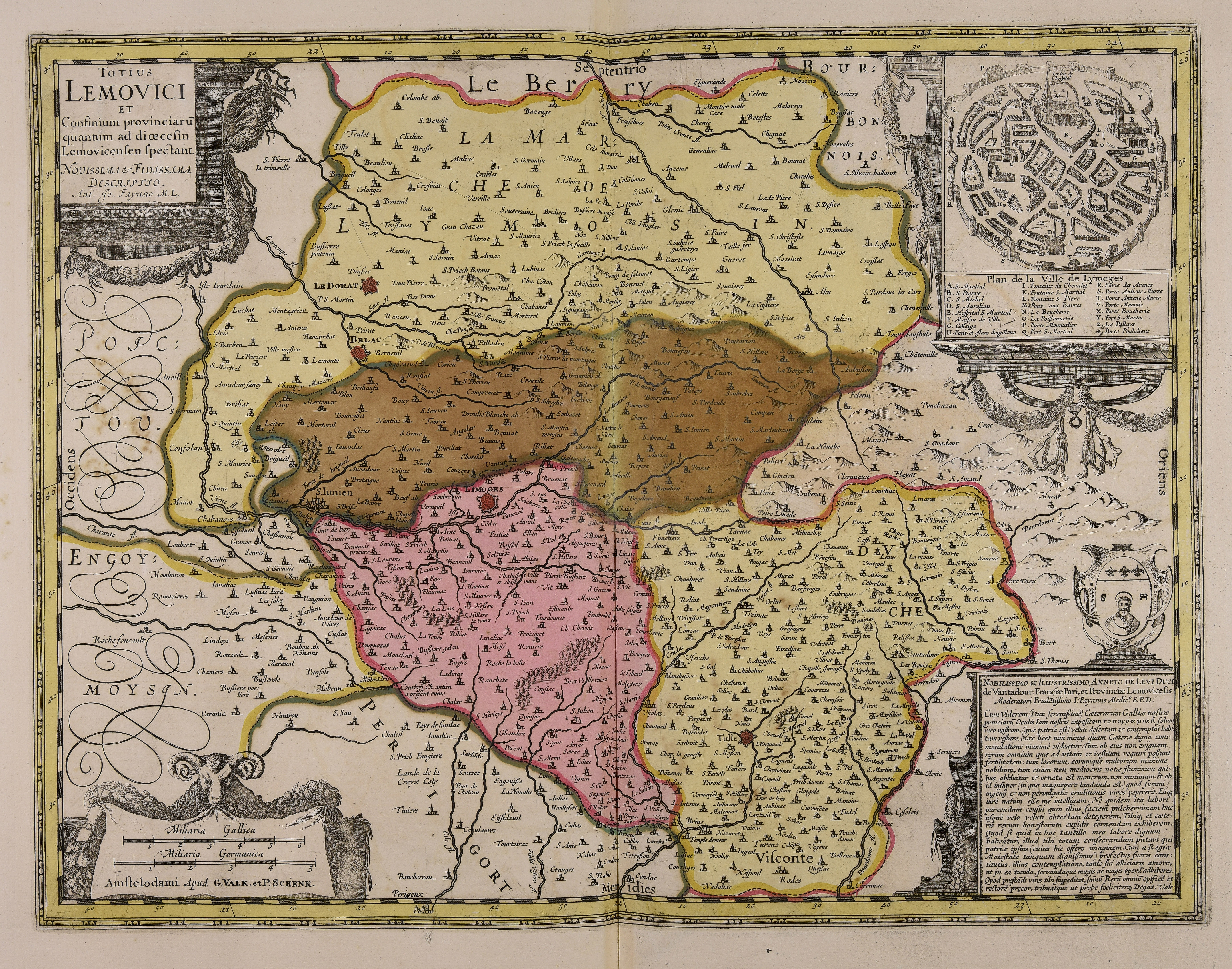
17世纪末利穆赞地图

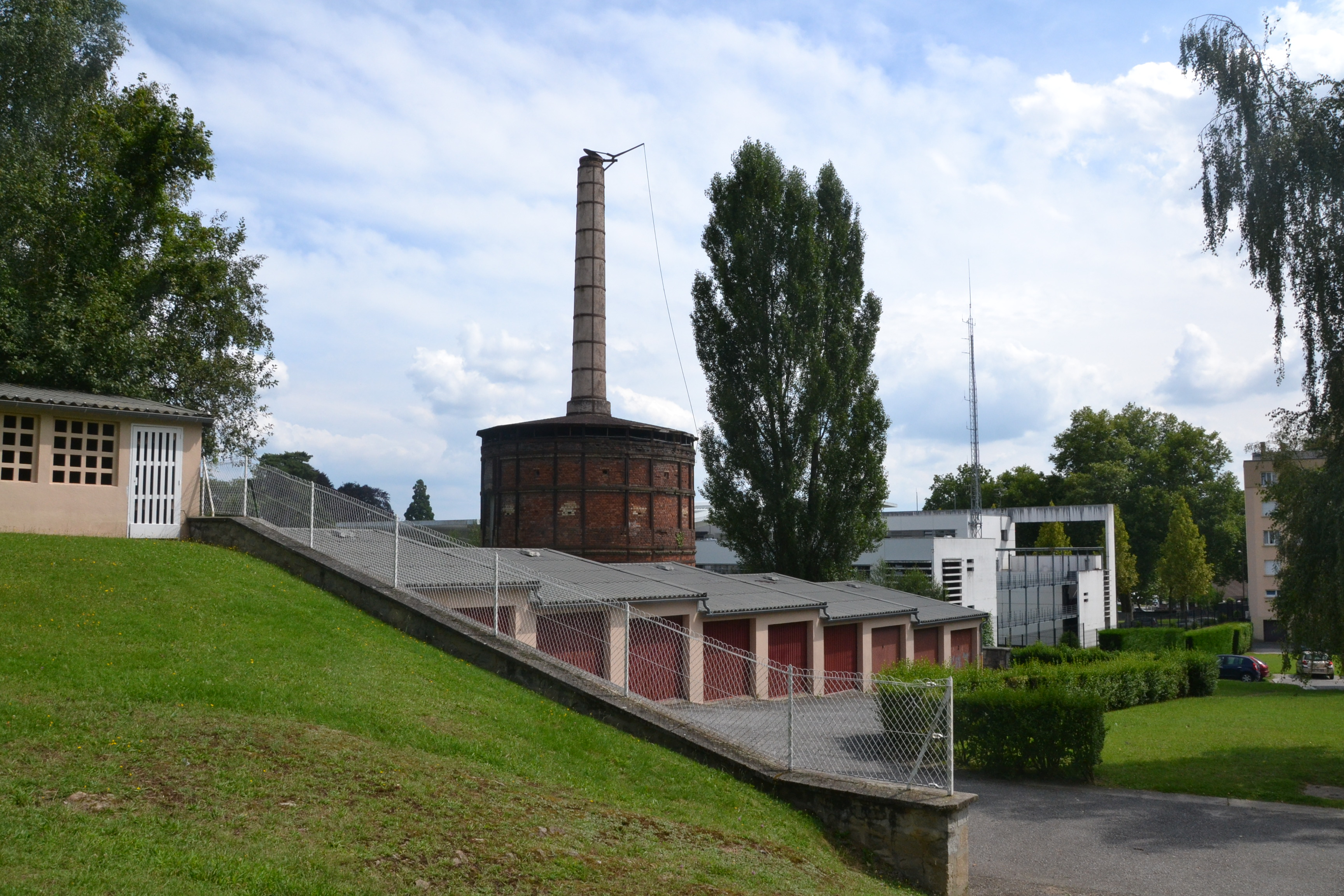
利摩日一处瓷窑旧址

1589年，利摩日子爵爵位被亨利四世继承，利摩日由此成为法兰西王室直属土地，原利摩日子爵区域则成为利穆赞行省，利摩日成为了新的行政中心。
宗教战争期间，利摩日约有10%的民众信仰新教。17世纪后，受到反宗教改革运动的影响，利摩日主教采取宽容措施，同时容纳了天主教徒和新教徒，并开辟了耶稣会讲堂；当地亦出现了多个以颜色命名的天主教及新教教派，各个教会在此百家争鸣，使得利摩日获得了“万圣之城”（ville de saints）的称号。
17世纪末，出生于利摩日的殷弘绪前往清朝景德镇担任主教，在此期间他对那里的瓷器制品产生了浓厚的兴趣，并将瓷器样品派人运回法兰西，同时还写了两封关于瓷器制造技术的详细说明，引起了法国摄政王菲利普二世以及物理学家列奥米尔的关注。彼时，利摩日及附近区域亦发现了高岭土资源，但因缺乏技术手段，其出产的瓷器尚存在技术缺陷，殷弘绪提供的瓷器样品及技术指导无疑为法国制瓷业的提升起到了关键作用。1769年，路易十五将利摩日附近的一处高岭土田买下，创建了皇家瓷窑，利摩日的瓷器得以大规模开发。
法国大革命期间，利穆赞行省被撤销，利摩日成为了上维埃纳省的一个市镇以及该省的省会，利摩日主教座堂以及当地的多处修道院及祷告室被迫关闭，其建筑则被收归国有。1792年，圣克里斯托夫（Saint-Christophe）、苏布勒瓦（Soubrevas）和于聚拉（Uzurat）三个市镇合并入利摩日，1794年，拉布吕热尔（La Brugère）亦整体并入利摩日的市镇范围。
利摩日瓷器在19世纪初得到了新的发展，当地地质学家及企业家弗朗索瓦·阿吕奥接手经营了原有的皇家瓷窑，至1807年，该瓷窑已有七个窑炉和超过两百名工人，当年的产值达到了23万法郎，其生产的瓷器因质地美白而受到欢迎，至19世纪30年代，当地共有24处瓷窑，其产品销售至西欧乃至北美各地，利摩日逐渐成为“法国瓷器之都”。19世纪中期，在利摩日出生的雷诺阿曾为当地一家瓷窑的绘画雕刻工，后成为法国印象派画家。
工业革命期间，利摩日成为法国中部重要的铁路枢纽，连接巴黎和图卢兹之间的POLT铁路由此通过，另有多条铁路在此交汇。在手工业方面，除瓷器外，利摩日还有纺织、皮革、制鞋等多个工业部门，其中1860年成立的罗格朗在经过多年的发展壮大后成为了一家大型跨国电气设备生产商。工业的发展使得利摩日吸引了其附近利穆赞及佩里戈尔地区的大批劳动力，当地人口数量逐年增加，居民数量在半个世纪内增长了一倍。1864年8月15日，利摩日市中心发生特大火灾，造成超过150间房屋被毁，此后，该区域得到恢复重建。1876至1883年间，利摩日市政厅大楼建成，成为了当地的地标性建筑，利摩日中央大堂则于1889年建成。1897年，利摩日出现了有轨电车系统。
工人数量的增加也使得利摩日成为法国重要的工人运动中心，1895年，法国总工会在利摩日成立。1905年，利摩日的瓷器工人因不满其薪资待遇而举行了大罢工，并影响了法国多个城市，利摩日也因此被称为“红色之城”（ville rouge）。

### 现代

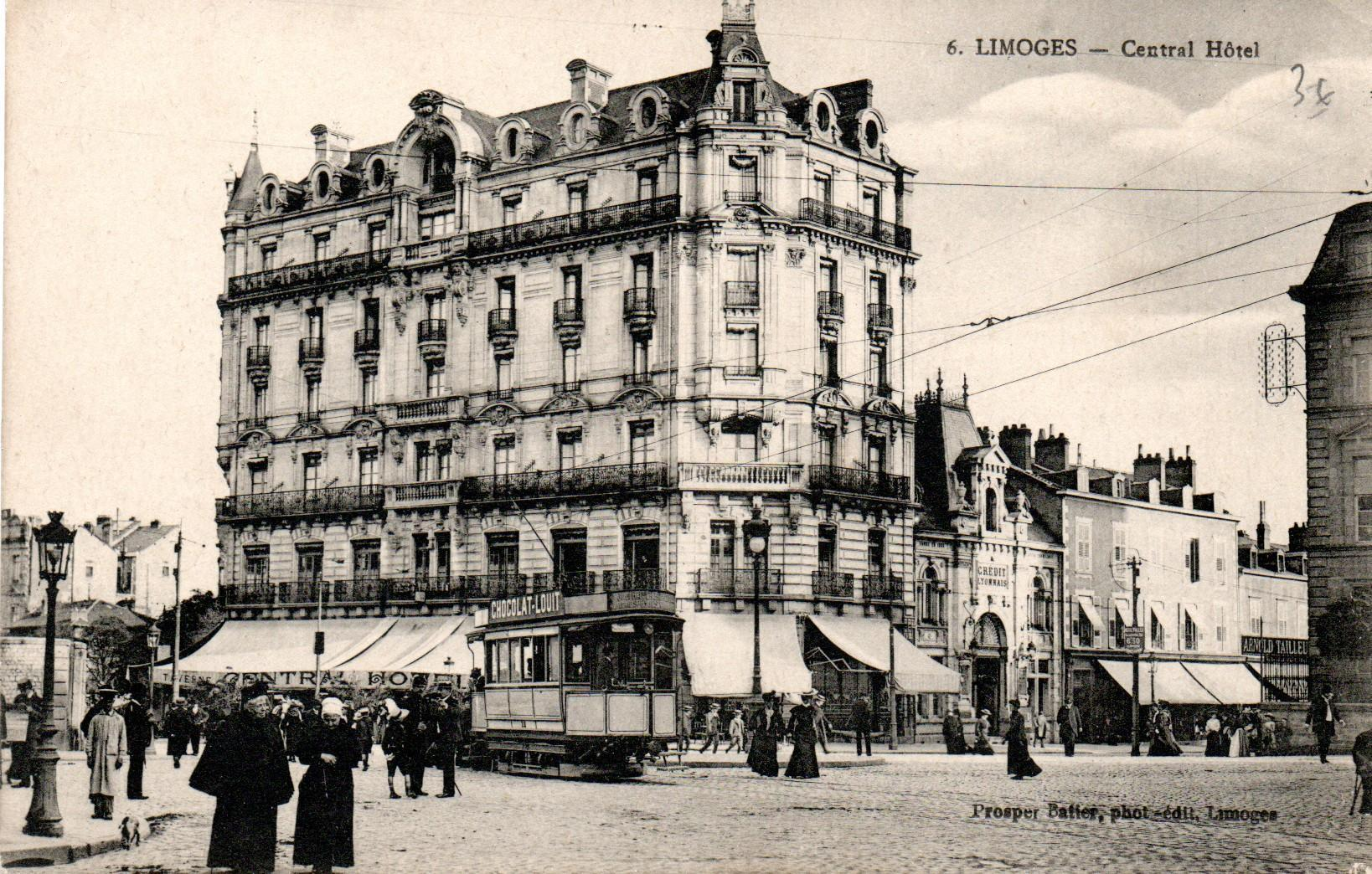
1917年的利摩日市中心

第一次世界大战期间，法国陆军第十二军、步兵第63军团和第263军团驻扎于利摩日，彼时，法军元帅约瑟夫·霞飞认为军队中存在大量闲职，对陆军第十二军进行了大规模的缩减，使得其40%的军官被撤职，现代法语单词即来源于此，后者意为“降职”，其名词形式写作。
20世纪20年代末，受到经济大萧条的影响，利摩日的瓷器工业出现萎缩，一些工厂被迫关闭或外迁。与此同时，随着铁路交通的发展，原有的利摩日火车站已无法满足实际需要，1929年，新的利摩日本笃会火车站建成，其主塔楼高57米，是利摩日的地标性建筑物。
第二次世界大战期间，利摩日被维希法国控制，安德烈·富尔被任命为市长。其间，利摩日接纳了大批来自法国北方沦陷区的居民，当地组建了“斯特拉斯堡-利摩日联盟”（Strasbourg-Limoges），成为了一个区域性的抵抗运动团体。1944年6月10日，受到利摩日盖世太保错误信息的影响，纳粹德军在利摩日以西30公里外的格拉讷河畔奥拉杜尔进行大屠杀，造成643人遇难，而主犯阿道夫·狄克曼在数日后的诺曼底战役中身亡，此举引发了各方的愤慨。同年8月21日，乔治·甘古安率领法国内务部队进驻利摩日，利摩日获得解放。
二战后，利摩日和其它法国主要城市一样，接纳了大批来自法国前殖民地的居民，利摩日城市逐渐向北部和西部扩张，原奥古斯托里图姆附近再次被开发成为城市居民区。20世纪60年代，法国国营铁路公司开行途径利摩日的卡比托勒号列车，该车在巴黎和利摩日之间最短运行时间在3小时以内，是彼时法国商业速度最快的线路。1966年，利摩日大学建立，成为法国一所综合性的公立大学。1982年，法国政府将“大区”设为官方行政区划，利摩日所处的上维埃纳省和与之相邻的科雷兹省及克勒兹省组建成为利穆赞大区，利摩日成为大区首府。2016年，利穆赞大区和另外两个大区（阿基坦和普瓦图-夏朗德）合并，并命名为“新阿基坦大区”，首府设于波尔多，利摩日成为普通省会。

## 地理

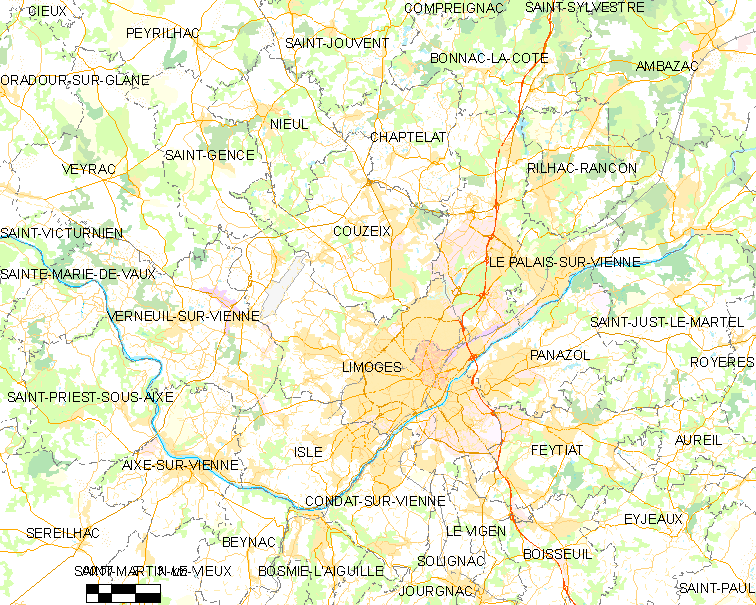
利摩日市镇范围地图

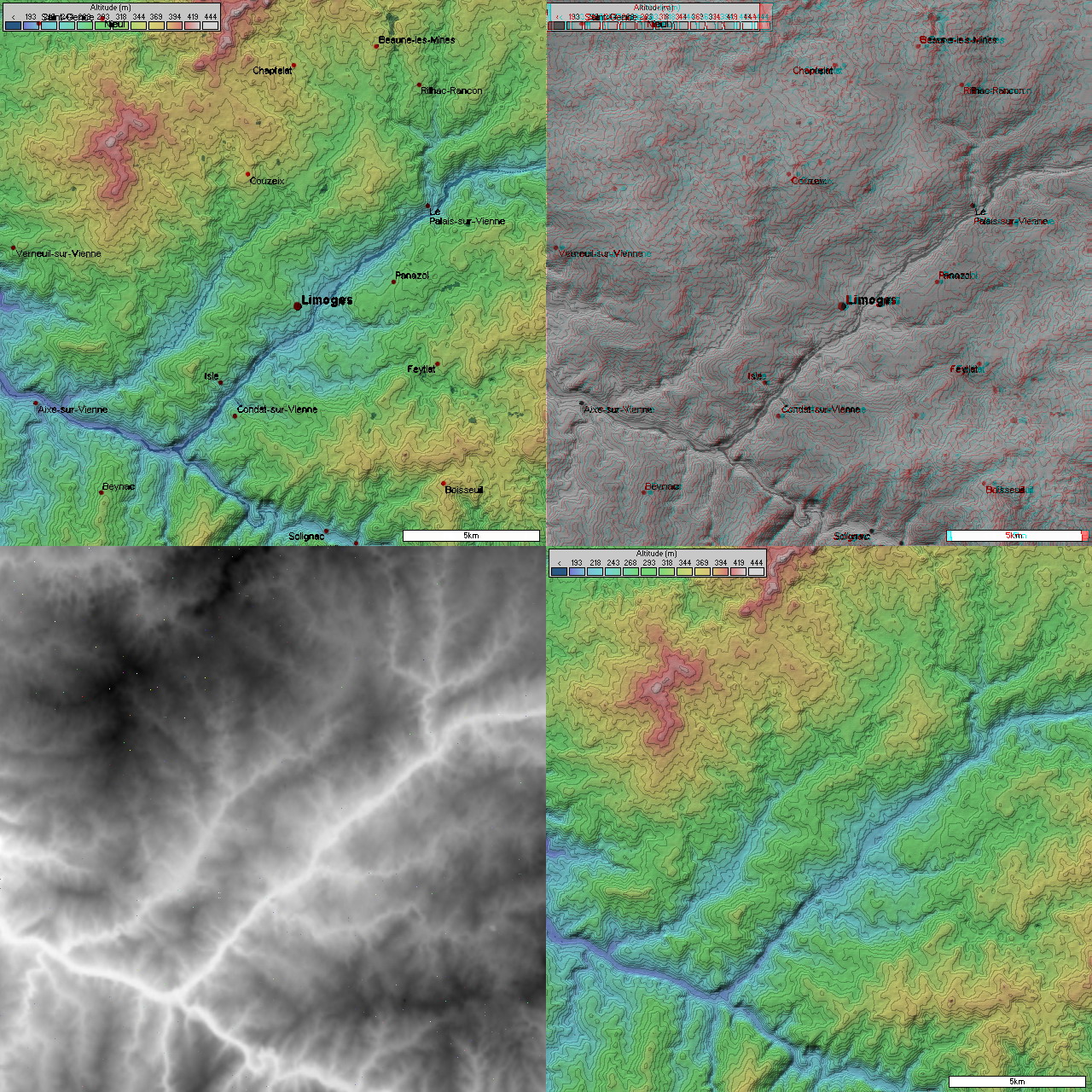
利摩日地形遥感影像图

利摩日位于法国中南部偏西，新阿基坦大区东北部和上维埃纳省中南部，距离大区首府波尔多大约221公里，距离法国首都巴黎大约392公里。与利摩日接壤的市镇包括：博纳克拉科特、沙普特拉、维埃纳河畔孔达、库泽克斯、费蒂亚、伊勒、维埃纳河畔勒帕莱、帕纳佐勒、里亚克朗孔、圣让斯、索利尼亚克、维埃纳河畔韦尔讷伊、勒维让。在用地情况方面，2018年，利摩日市镇范围内57.9%的土地为城市建设用地（道路、广场、建筑等）、30.3%为农业用地、10.2%为林地、0.2%为自然土地，以维埃纳河为首的水体区域占利摩日市镇面积的1.3%。

### 地形
利摩日位于法國中央高原西部，维埃纳河河谷之中，境内以丘陵为主，地势由維埃納河河面向两侧抬升，其中河流右岸的部分北高南低，部分街道有明显的起伏；河流左岸的起伏则相对较小，仅最南端起伏较为明显。利摩日市镇范围最高点海拔为431米，位于市区西北部的“马塞尔·卡尔内街”（rue Marcel Carné）与圣让斯交界处；最低点为209米，位于利摩日、伊勒和维埃纳河畔孔达三地交界处的维埃纳河河面。

### 地质
利摩日所处的中央高原是一片古老的山地，形成年代距今超过两亿年，其基岩则以片麻岩为主，根据其形成年代的不同，该基岩被分为“上片麻岩区”（USG）和“下片麻岩区”（UIG）两部分。利摩日所处的高原西部地区的地表经多年风化侵蚀，其地表岩层出现粘化，形成粘粒并不断累积，产生了大片的粘土区。其中利摩日附近及南部区域主要为高岭土，属于三斜晶系，其土壤主要呈白色，粘性较强，多被加工为瓷器；利摩日西部及西北部则分布有蒙脱石，属于单斜晶系，结构层中存在水分子，颜色偏黄，多用于建筑及医药。除此之外，利摩日所处的维埃纳河沿河区域亦有大量河流冲积物分布。

### 水文

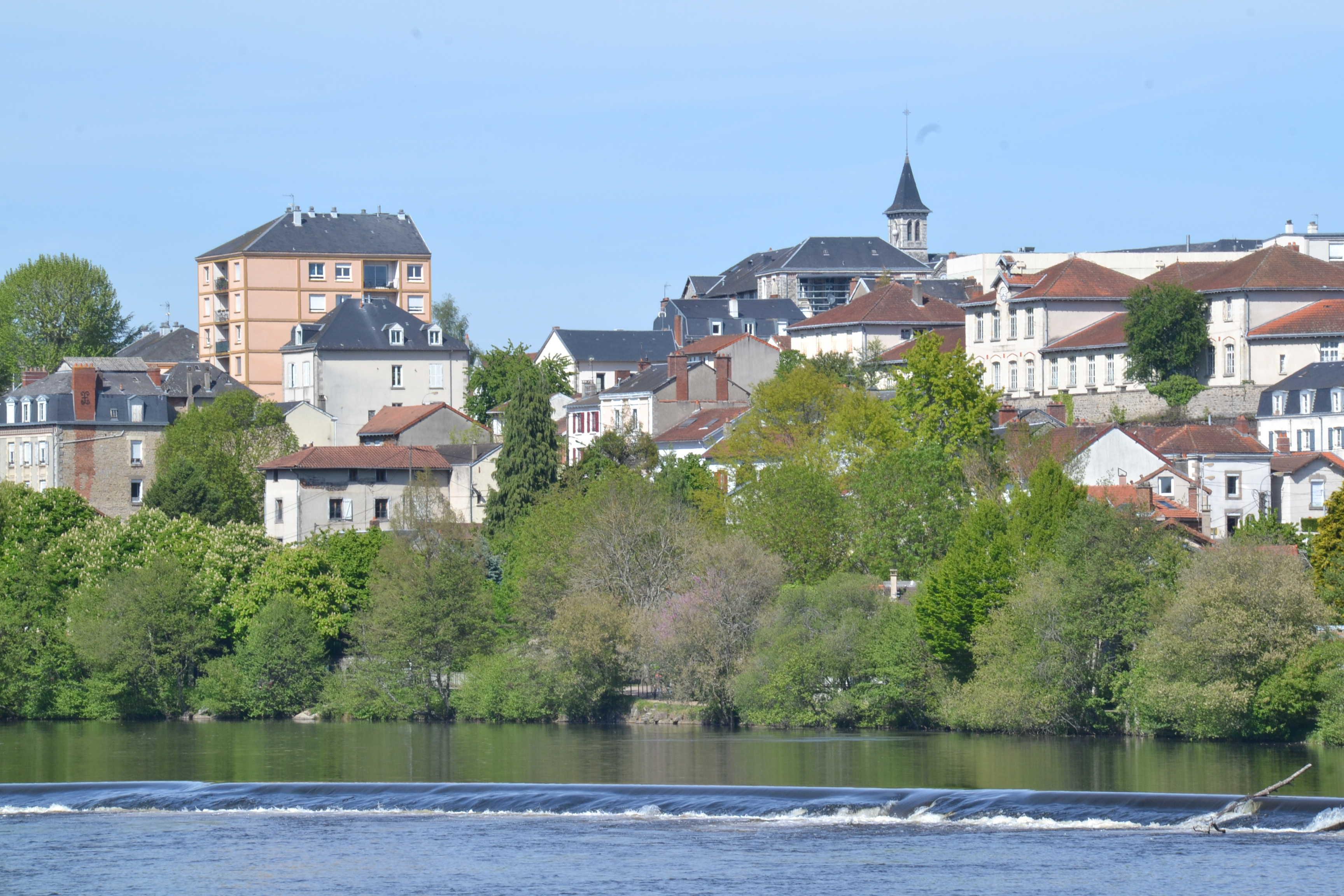
维埃纳河利摩日段

維埃納河干流自东北向西南流经利摩日，该河是法国第一大河卢瓦尔河的一级支流，其市区平均宽度约100米，有多座桥梁连接两岸，维埃纳河利摩日段水深平均不足1米，加之该河沿岸缺乏大型工商业城市，故历史上未得到大规模的航运开发。
维埃纳河的右岸支流欧朗斯河发源于沙普特拉境内，全长27公里，自北向南流经利摩日市区西部，并形成“欧朗斯河谷”（Val d'Aurence），其附近街区经开发成为利摩日西部重要的集中式居民区；维埃纳河右岸支流欧泽特河则发源于圣瑞斯特勒马尔泰勒，全长10公里，自东向西在利摩日市区注入维埃纳河。
因地质原因，利摩日地下水资源相对匮乏，利用价值较差，故当地的生活饮用水多来源于地表，利摩日城市公共社区内共有5处取水点，市区北部建有大型污水处理厂。

### 植被

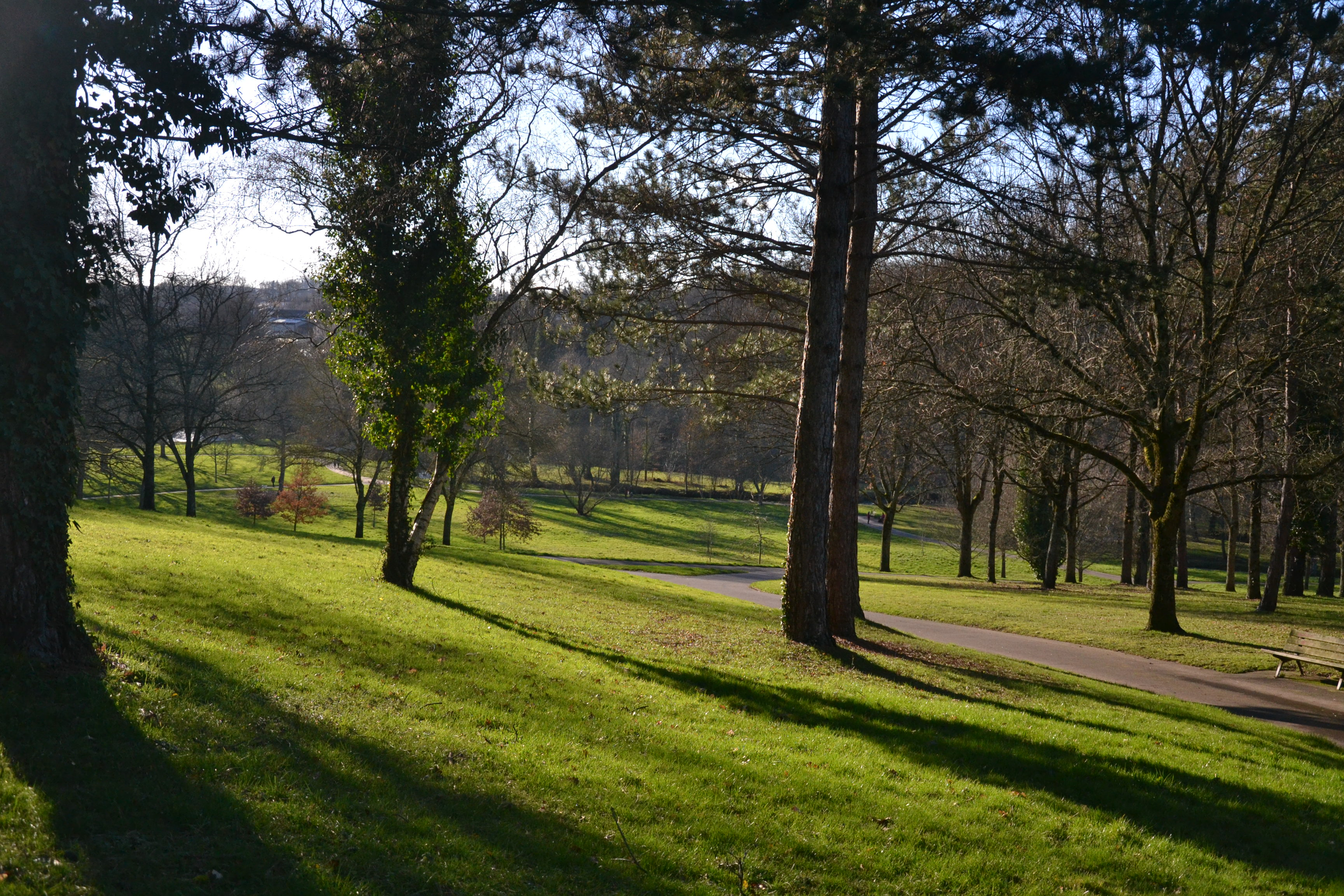
欧藏斯河谷附近的绿地公园

利摩日属于温带落叶林区，其市镇范围内共有森林618公顷，主要分布于河流两岸、市区北部的拉巴斯蒂德公园（parc de la Bastide）以及市区最北端博讷莱米讷街区内。利摩日主教花园、欧泽特河公园、维克托·蒂亚公园是利摩日市区主要的城市绿地。
在鲜花城市的评比中，利摩日被评为四星级（最高级）鲜花城市。

### 气候
利摩日在柯本气候分类法中属于温带海洋性气候，降水分布均匀，全年温差较小，但自20世纪10年代以来受到全球气温变暖的影响，当地的极端天气愈发频繁，主要表现为高温日数的增加。
利摩日境内的气象站位于贝勒加德机场附近，海拔402米，自1973年1月3日起开始运转。截至2021年5月，该气象站记录的最高气温为37.9摄氏度，出现于2019年7月23日；最低气温为-18.7摄氏度，出现于1985年1月16日。以下为该气象站的详细数据：
| 利摩日1981年－2019年 | 利摩日1981年－2019年 | 利摩日1981年－2019年 | 利摩日1981年－2019年 | 利摩日1981年－2019年 | 利摩日1981年－2019年 | 利摩日1981年－2019年 | 利摩日1981年－2019年 | 利摩日1981年－2019年 | 利摩日1981年－2019年 | 利摩日1981年－2019年 | 利摩日1981年－2019年 | 利摩日1981年－2019年 | 利摩日1981年－2019年 |
| 月份                 | 1月                  | 2月                  | 3月                  | 4月                  | 5月                  | 6月                  | 7月                  | 8月                  | 9月                  | 10月                 | 11月                 | 12月                 | 全年                 |
| -------------------- | -------------------- | -------------------- | -------------------- | -------------------- | -------------------- | -------------------- | -------------------- | -------------------- | -------------------- | -------------------- | -------------------- | -------------------- | -------------------- |
| 历史最高温 °C（°F）  | 20 (68)              | 23.1 (73.6)          | 24.7 (76.5)          | 27.8 (82.0)          | 29.8 (85.6)          | 36.2 (97.2)          | 37.9 (100.2)         | 37.2 (99.0)          | 32.6 (90.7)          | 27.3 (81.1)          | 23 (73)              | 18.3 (64.9)          | 37.9 (100.2)         |
| 平均高温 °C（°F）    | 6.9 (44.4)           | 8.3 (46.9)           | 11.5 (52.7)          | 14.1 (57.4)          | 18 (64)              | 21.4 (70.5)          | 23.9 (75.0)          | 23.8 (74.8)          | 20.4 (68.7)          | 16.1 (61.0)          | 10.4 (50.7)          | 7.6 (45.7)           | 15.2 (59.4)          |
| 日均气温 °C（°F）    | 4.2 (39.6)           | 5 (41)               | 7.7 (45.9)           | 10 (50)              | 13.8 (56.8)          | 17 (63)              | 19.3 (66.7)          | 19.1 (66.4)          | 16 (61)              | 12.5 (54.5)          | 7.4 (45.3)           | 4.9 (40.8)           | 11.4 (52.5)          |
| 平均低温 °C（°F）    | 1.5 (34.7)           | 1.7 (35.1)           | 3.9 (39.0)           | 5.9 (42.6)           | 9.5 (49.1)           | 12.6 (54.7)          | 14.6 (58.3)          | 14.5 (58.1)          | 11.7 (53.1)          | 9 (48)               | 4.5 (40.1)           | 2.2 (36.0)           | 7.6 (45.7)           |
| 历史最低温 °C（°F）  | −19.2 (−2.6)         | −15 (5)              | −9.6 (14.7)          | −5 (23)              | −8 (18)              | 4 (39)               | 7.2 (45.0)           | 2 (36)               | 0 (32)               | −2.6 (27.3)          | −11 (12)             | −10.6 (12.9)         | −19.2 (−2.6)         |
| 平均降水量 mm（）    | 91.9 (3.62)          | 79.8 (3.14)          | 78.7 (3.10)          | 90.8 (3.57)          | 95.7 (3.77)          | 77.5 (3.05)          | 65.6 (2.58)          | 75 (3.0)             | 74.1 (2.92)          | 93.4 (3.68)          | 101.3 (3.99)         | 99.7 (3.93)          | 1,023.5 (40.30)      |
| 月均日照時數         | 86                   | 104                  | 156.8                | 167.7                | 204.9                | 227.4                | 238.2                | 231                  | 191.5                | 133.3                | 81.4                 | 77.6                 | 1,899.8              |
| 来源：infoclimat.fr  |                      |                      |                      |                      |                      |                      |                      |                      |                      |                      |                      |                      |                      |

## 行政区划
利摩日是法国新阿基坦大区上维埃纳省的一个市镇，编号为87085，它也是上维埃纳省的省会。利摩日下辖利摩日区，隶属于上维埃纳省第一、第二和第三选区，管理利摩日第一县、第二县、第三县、第四县、第五县、第六县、第七县、第八县和第九县，同时也是利摩日都会城市公共社区的办公驻地。
利摩日市镇被划为10个街区，并实行街区自治制度。
法国国家统计与经济研究所（简称）在进行数据统计时，将利摩日及相邻的另外8个市镇设为利摩日城市核心区，并将包括核心区在内的周边共96个市镇划为利摩日城市区。自2020年起，利摩日城市区被包含127个市镇的利摩日城市辐射区代替。此外，还将利摩日市镇分为了56个“块区”（IRIS），以便于统计人口分布情况。
| 利摩日行政区划 | 利摩日行政区划 | 利摩日行政区划 | 利摩日行政区划 | 利摩日行政区划 | 利摩日行政区划 |
| --- | -------------- | -------------- | -------------- | -------------- | -------------- |
| 大中心 · Grand Centre 贝莱尔-博丹 · Bel-Air - Baudin 西利摩日 · Limoges Ouest 东利摩日 · Limoges Est 勒萨布拉尔-大桥 · Le Sablard - Les Ponts 马格尔埃唐迪 · Magre étendu 欧朗斯河谷 · Val de l'Aurence 朗杜日 · Landouge 北利摩日 · Limoges Nord 博讷莱米讷 · Beaune-Les-Mines |                |                |                |                |                |
| 块区名称及原名 | 人口           | 失业率         |                |                |                |
| 大中心 Grand Centre | 36,278         | 17.1%          |                |                |                |
| 贝莱尔-博丹 Bel-Air - Baudin | 14,542         | 15.1%          |                |                |                |
| 西利摩日 Limoges Ouest | 22,819         | 12.3%          |                |                |                |
| 东利摩日 Limoges Est | 8,080          | 30%            |                |                |                |
| 勒萨布拉尔- 大桥 Le Sablard - Les Ponts | 9,851          | 19.5%          |                |                |                |
| 马格尔埃唐迪 Magre étendu | 2,508          | 12.5%          |                |                |                |
| 欧朗斯河谷 Val de l'Aurence | 21,238         | 25.4%          |                |                |                |
| 朗杜日 Landouge | 6,936          | 5.9%           |                |                |                |
| 北利摩日 Limoges Nord | 10,800         | 22.5%          |                |                |                |
| 博讷莱米讷 Beaune-Les-Mines | 3,168          | 9.8%           |                |                |                |
| *注：中文名称非官方正式翻译，仅供参考；人口及失业率为2012年数据 |                |                |                |                |                |

## 交通

### 公路

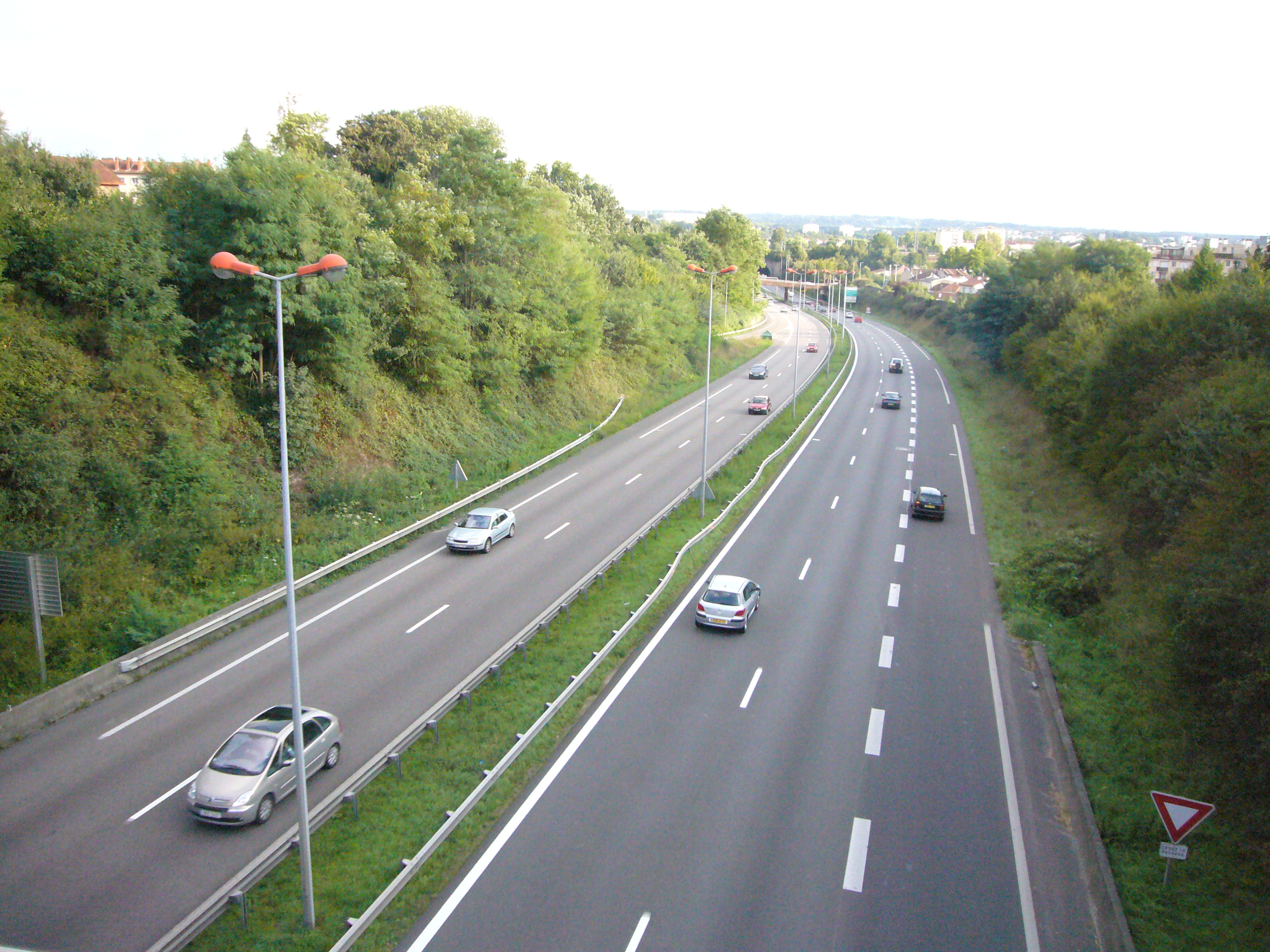
A20高速公路利摩日段

法国国家A20号高速公路纵贯利摩日市区东部，并在利摩日市镇范围内设有八个出入口，该高速公路是法国本土少有的免费干线高速公路之一，距离利摩日最近的收费站位于利摩日以南90公里外的布里夫拉盖亚尔德。此外，法国国道N21线、N141线、N147线和多条上维埃纳省省道在利摩日附近交汇，利摩日西部的环城路连接了多个方向的干线公路，是当地主要的过境通道。
利摩日综合交通枢纽位于本笃会火车站东侧，被称为“利摩日之天”（Limoges Ciel），该枢纽是一个综合性的汽车站，停靠区域巴士及长途巴士。新阿基坦大区城际客运开行多条由此出发的城际巴士线路，可前往昂古莱姆、蒂勒、于泽什、欧比松和费勒坦；同时还有25条校车线路，可连接上维埃纳省内的主要市镇（其中多数没有铁路连接）。自2015年起，一些国际性的客运公司也开行停靠奥尔良的长途大巴车线路，可前往巴黎、奥尔良、图卢兹、普瓦捷、南特等地。
2017年，65.5%的利摩日家庭拥有至少一辆私人汽车；2019年，利摩日境内共发生各类交通事故264起，造成3人遇难，307人受伤。

### 铁路

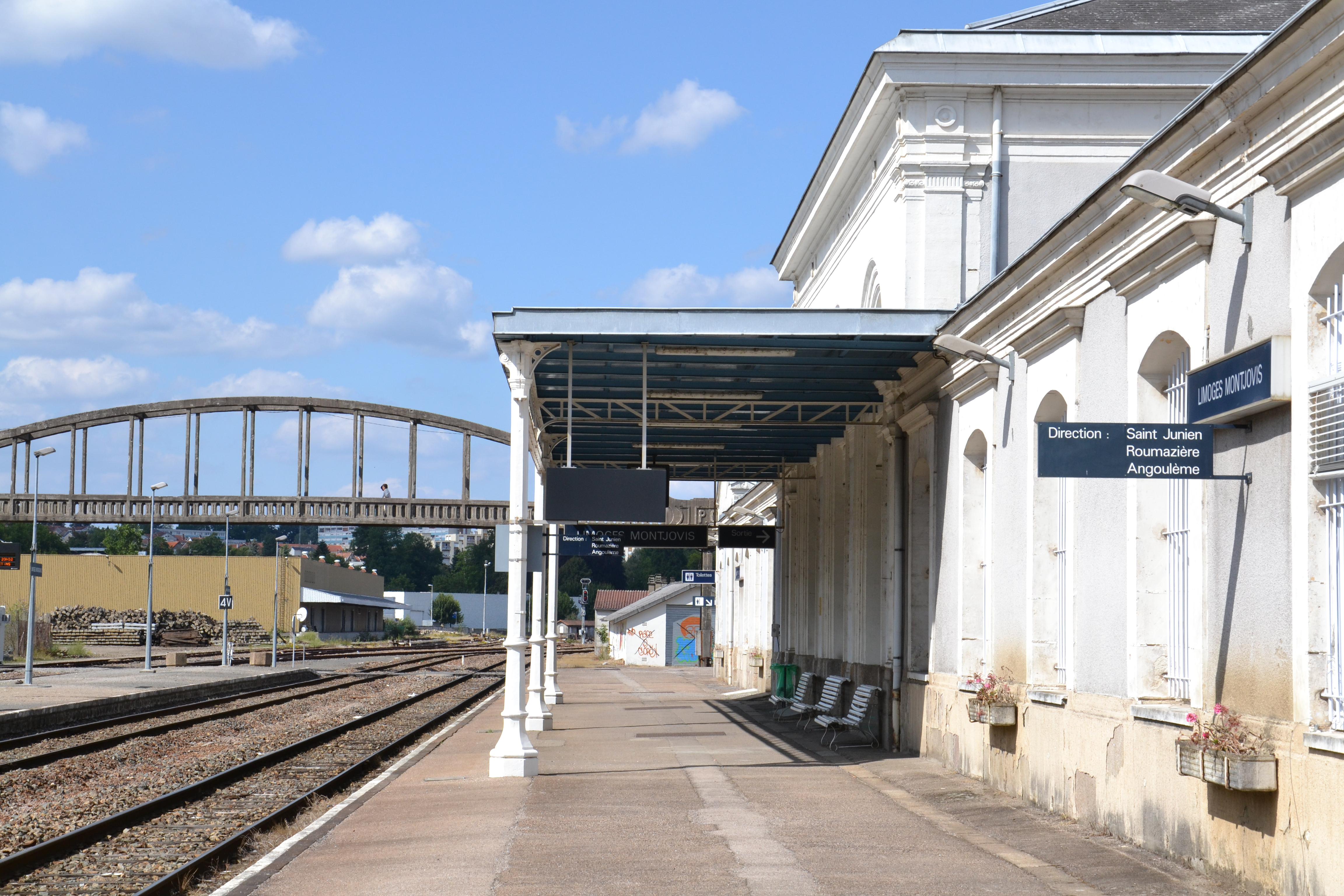
蒙若维火车站

利摩日是法国中西部的一个铁路枢纽，奥尔良－蒙托邦、勒多拉－利摩日、利摩日－昂古莱姆、利摩日－佩里格等多条铁路在此交汇。其中奥尔良－蒙托邦铁路是连接利摩日最主要的干线铁路，也是“POLT”（注：巴黎、奥尔良、利摩日、图卢兹四地首字母的简称）通道的组成部分，在20世纪70年代，该通道开行往返于巴黎和图卢兹之间卡比托勒号列车，该列车最高旅速达200km/h，巴黎至利摩日之间最短旅行时间在三小时以内，是彼时世界上商业速度最快的既有线列车。此后，因高铁及航空业的发展，该列车被常规城际列车替代，巴黎和利摩日之间新增加了多个停靠车站（莱索布赖站、维耶尔宗城站、沙托鲁站、拉苏泰赖讷站等），两地间的运行时间增加至3小时20分钟。在区域列车方面，截至2021年5月，利摩日本笃会站开行前往维耶尔宗、普瓦捷、萨亚、于塞勒、布里夫拉盖亚尔德、盖雷、波尔多和圣伊里耶共八个方向的区域列车，一小时可到达的主要城市包括布里夫拉盖亚尔德、盖雷、佩里格、沙托鲁以及贝拉克。
利摩日本笃会站位于利摩日市区东北部，是当地的主要铁路车站，该站最初建于1856年，后因客流量的增长而重建，新站房于1929年建成，该站主体建筑高57米，是利摩日的地标性建筑。除此之外，利摩日市区还有蒙若维火车站，位于市区西部的蒙若维街区，是一个通勤铁路车站，停靠前往萨亚的区域列车，并可通过联程中转前往昂古莱姆。

### 航空
利摩日贝勒加德机场位于利摩日市区西部，是一个区域性的民用航空站。截止2019年底，该机场开行前往巴黎、里昂、東密德蘭、伦敦、诺丁汉和曼彻斯特的固定航线，并开行前往阿雅克肖、利兹等地的季节性航班。

### 城市公共交通

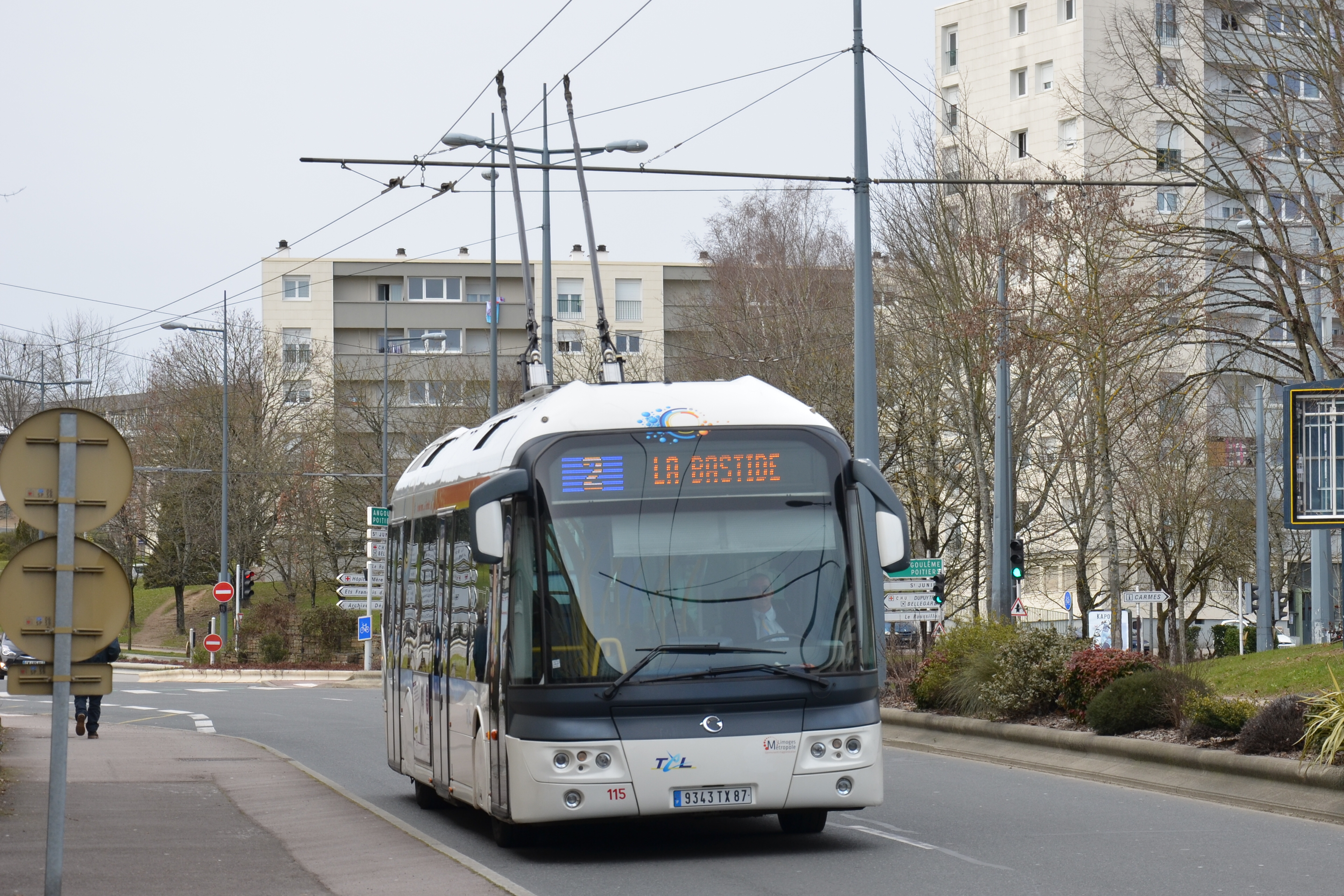
利摩日的无轨电车

利摩日都会公共交通公司是利摩日市政府下属的交通运输机构，其缩写也是当地的城市公共交通系统的商业名称，该系统由法国交通发展集团负责运营，共包括5条无轨电车线路、22条常规线路、2条夜间线路、5条节假日线路和8条定制公交线路，路网覆盖了城市公共社区内的所有市镇。
利摩日无轨电车最早出现于1943年，现共有5条线路，线网长度达32.5公里，共有车辆33台，2019年累计搭载旅客7,763,314人次，占了利摩日公交系统总客运量的近一半。此外，在1897年至1951年间，利摩日市区曾有老式有轨电车运行，后因设施老化及私家车的兴起而停运。
利摩日市区的一些道路设有自行车车道，利摩日都会城市公共社区亦提供商业名称为“V'LiM”的自行车租赁服务，共有自行车辆1,035台。

## 政治

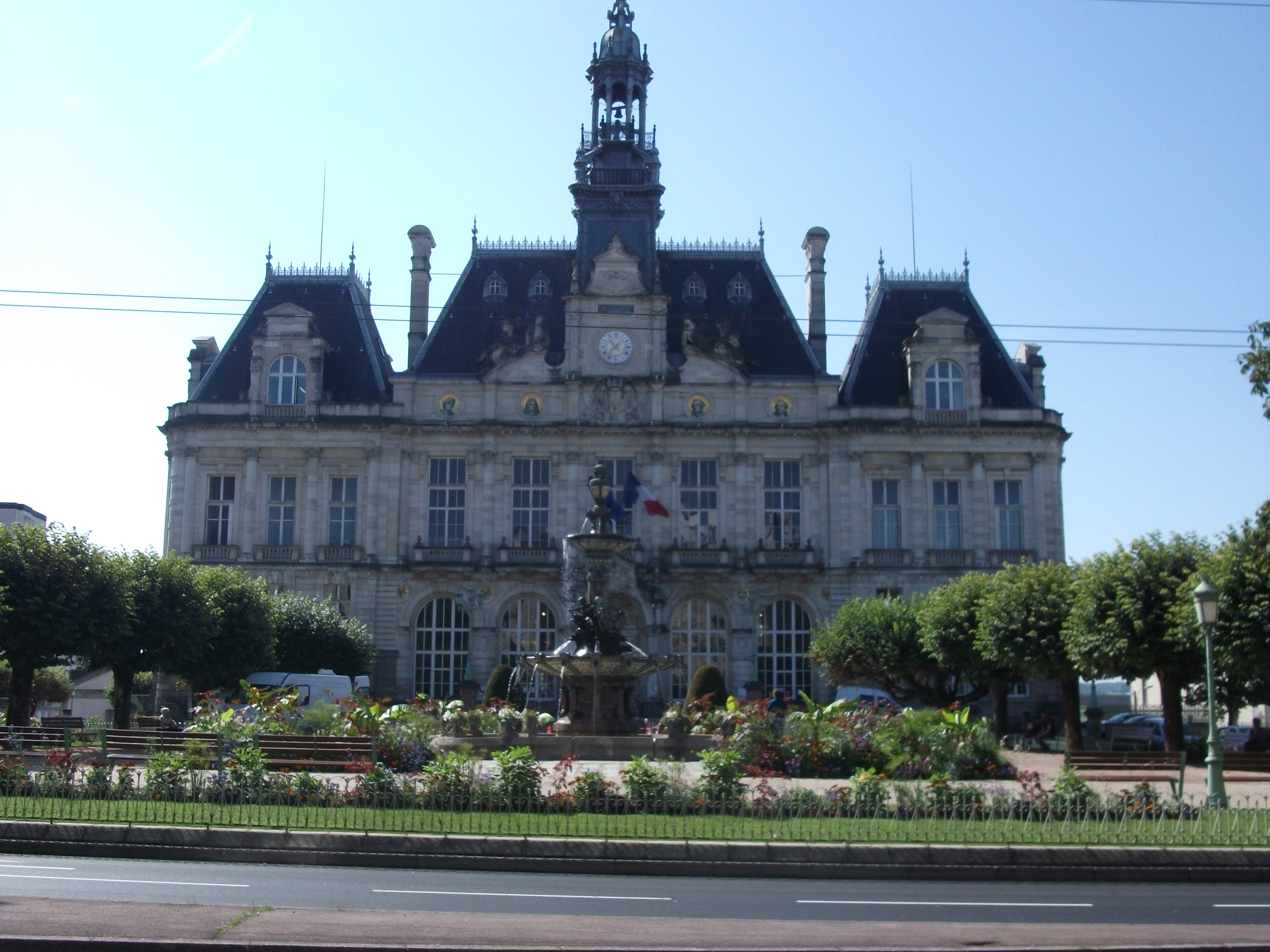
利摩日市政厅

### 市政内阁
利摩日的现任市长为埃米尔·罗歇·隆贝尔蒂先生，他是共和党的一名成员，在2020年的市政选举中获得了58.97%的支持率。
| 2020年利摩日市政内阁组成              |                                            | |          |          |            |            |      |          |  |
|                                       |                                            | |          |          |            |            |      |          |  |
| 代表                                  | 代表                                       | 党派 | 首轮选举 | 首轮选举 | 第二轮选举 | 第二轮选举 | 席位 | 席位     |  |
| 代表                                  | 代表                                       | 党派 | 票数     | %        | 票数       | %          | 市镇 | 公共社区 |  |
|                                       | 埃米尔·罗歇·隆贝尔蒂 Émile Roger Lombertie | - LR共和黨 - UDI民主人士和独立人士联盟 - MoDem民主运动 - Centriste中间派 - Agir行动 - SL让我们自由 - Cap21争取21世纪公民权、行动、参与 | 12,335   | 46.21    | 14,339     | 58.96      | 44   | 30       |  |
| 口号：利摩日在心中（Limoges au cœur）                |                                            | | 12,335   | 46.21    | 14,339     | 58.96      | 44   | 30       |  |
|                                       | 蒂埃尔·米盖尔 Thierry Miguel               | - PS社会党 - PCF法国共产党 - PP公共席位 - PRG左派激進黨 - ND新政 - DVG左翼无党派人士                                                   | 5,761    | 21.58    | 9,977      | 41.03      | 11   | 7        |  |
| 口号：生态、社会的左派公民（Gauche citoyenne sociale écologiste）        |                                            | | 5,761    | 21.58    | 9,977      | 41.03      | 11   | 7        |  |
|                                       | 贝尔纳·德罗邦科 Bernard Drobenko           | - EÉLV欧洲生态-绿党 - GS世代·s | 2,416    | 9.05     |            |            |      |          |  |
| 口号：生态，是我们的未来！（L'Écologie, c'est notre avenir !）        |                                            | | 2,416    | 9.05     |            |            |      |          |  |
|                                       | 莫尼克·布莱斯坦 Monique Boulestin          | - MRD改革者运动 - LREM复兴 | 2,044    | 7.66     |            |            |      |          |  |
| 口号：利摩日，未来都会（Limoges, Métropole d'Avenir）            |                                            | | 2,044    | 7.66     |            |            |      |          |  |
|                                       | 达妮埃尔·苏里 Danielle Soury               | - LO工人斗争 - Ensemble一起！ - PG左翼党                                                                                               | 1,490    | 5.58     |            |            |      |          |  |
| 口号：生活在利摩日（Vivons Limoges）                |                                            | | 1,490    | 5.58     |            |            |      |          |  |
|                                       | 马里·德菲尔吕克 Marie de Ferluc            | - MEI獨立生態運動 | 1,063    | 3.98     |            |            |      |          |  |
| 口号：利摩日新的春天（Nouveau printemps pour Limoges）              |                                            | | 1,063    | 3.98     |            |            |      |          |  |
|                                       | 樊尚·热拉尔 Vincent Gérard                 | - PCD天主教民主党 - CNIP全国独立人士与农民中心                                                                                         | 1,055    | 3.95     |            |            |      |          |  |
| 口号：合作利摩日（Alliance pour Limoges）                  |                                            | | 1,055    | 3.95     |            |            |      |          |  |
|                                       | 埃莉萨贝特·福孔 Élisabeth Faucon           | - LO工人斗争 | 531      | 1,99     |            |            |      |          |  |
| 口号：工人斗争，倾听劳动者的声音 （Lutte ouvrière - Faire entendre le camp des travailleurs） |                                            | | 531      | 1,99     |            |            |      |          |  |
|                                       |                                            | |          |          |            |            |      |          |  |
| 有效票                                | 有效票                                     | 有效票 | 26695    | 96.31    | 24316      | 95.55      |      |          |  |
| 空白票                                | 空白票                                     | 空白票 | 366      | 1.32     | 550        | 2.16       |      |          |  |
| 无效票                                | 无效票                                     | 无效票 | 658      | 2.37     | 583        | 2.29       |      |          |  |
| 总计                                  | 总计                                       | 总计 | 27719    | 100      | 25449      | 100        | 55   | 37       |  |

### 历届市长
| 利摩日历届市长                   |                      |                           |
| 任期                             | 市长                 | 党派                      |
| 1945年－1947年                   | 乔治·甘古安          | PCF法国共产党             |
| 1947年－1956年                   | 莱昂·伯图勒          | PSD民主社会党             |
| 1956年－1990年*                  | 路易·隆热克          | PS社会党                  |
| 1990年－2014年                   | 阿兰·罗代            | PS社会党                  |
| 2014年－                         | 埃米尔·罗歇·隆贝尔蒂 | UMP人民运动联盟 →LR共和黨 |
| *注：路易·隆热克先生在任期内逝世 |                      |                           |

### 各级选举
在2019年欧洲议会选举中，由共和国前进！和民主运动支持的“再生党”（Renaissance）在利摩日获得22.75%的支持率，居所有候选党派首位。
在2017年的法国总统大选的首轮和第二轮投票中，法国第25任总统埃马纽埃尔·马克龙在利摩日分别获得了29.1%和76.89%的支持率，均居所有候选人首位。
在2015年法国大区选举的首轮和第二轮投票中，阿兰·鲁塞在利摩日分别获得31.05%和46.47%的支持率，均居所有候选人首位。
在2015年法国省级选举中，利摩日的九个选区结果分别如下：
| 利摩日2015年省级选举结果                              |                                                                                          |          |                                                                                          |            |           |
| 选区                                                  | 首轮选举                                                                                 | 首轮选举 | 第二轮选举                                                                               | 第二轮选举 | 来源      |
| 选区                                                  | 胜出者                                                                                   | 支持率   | 胜出者                                                                                   | 支持率     | 来源      |
| 利摩日第一县                                          | - 克里斯蒂安·阿尼斯（Christian Hanus）先生 - 娜塔莉·梅齐耶（Nathalie Mézille）女士       | 34.4%    | - 克里斯蒂安·阿尼斯（Christian Hanus）先生 - 娜塔莉·梅齐耶（Nathalie Mézille）女士       | 50.29%     | [ 社 15 ] |
| 利摩日第二县                                          | - 樊尚·莱奥尼（Vincent Léonie）先生 - 拉蒂法·拉马维（Latifa Rahmaoui）女士               | 31.15%   | - 法布里斯·埃斯屈尔（Fabrice Escure）先生 - 谢丽法·特伦萨尼（Chérifa Tlemsani）女士      | 51.42%     | [ 社 16 ] |
| 利摩日第三县                                          | - 斯特凡纳·德特吕奥（Stéphane Destruhaut）先生 - 桑德里娜·罗茨勒（Sandrine Rotzler）女士 | 36.03%   | - 斯特凡纳·德特吕奥（Stéphane Destruhaut）先生 - 桑德里娜·罗茨勒（Sandrine Rotzler）女士 | 54.02%     | [ 社 17 ] |
| 利摩日第四县                                          | - 玛莱娜·拉洛热（Marlène Laloge）女士 - 皮埃尔·勒福尔（Pierre Lefort）先生               | 30.43%   | - 玛莱娜·拉洛热（Marlène Laloge）女士 - 皮埃尔·勒福尔（Pierre Lefort）先生               | 60.11%     | [ 社 18 ] |
| 利摩日第五县                                          | - 阿诺·布莱斯泰（Arnaud Boulesteix）先生 - 伊莎贝尔·布里凯（Isabelle Briquet）女士       | 35.96%   | - 阿诺·布莱斯泰（Arnaud Boulesteix）先生 - 伊莎贝尔·布里凯（Isabelle Briquet）女士       | 100%*      | [ 社 19 ] |
| 利摩日第六县                                          | - 雷蒙·阿尔谢（Raymond Archer）先生 - 萨拉·让蒂（Sarah Gentil）女士                      | 44.8%    | - 雷蒙·阿尔谢（Raymond Archer）先生 - 萨拉·让蒂（Sarah Gentil）女士                      | 60.92%     | [ 社 20 ] |
| 利摩日第七县                                          | - 纳迪娜·里韦（Nadine Rivet）女士 - 雷米·维鲁洛（Rémy Viroulaud）先生                    | 34.55%   | - 纳迪娜·里韦（Nadine Rivet）女士 - 雷米·维鲁洛（Rémy Viroulaud）先生                    | 50.34%     | [ 社 21 ] |
| 利摩日第八县                                          | - 让-马里·博斯特（Jean-Marie Bost）先生 - 伊莎贝尔·德堡（Isabelle Debourg）女士          | 39.52%   | - 让-马里·博斯特（Jean-Marie Bost）先生 - 伊莎贝尔·德堡（Isabelle Debourg）女士          | 55.64%     | [ 社 22 ] |
| 利摩日第九县                                          | - 吉勒·贝古（Gilles Bégout）先生 - 居尔桑·伊尔迪里姆（Gulsen Yildirim）女士              | 44.74%   | - 吉勒·贝古（Gilles Bégout）先生 - 居尔桑·伊尔迪里姆（Gulsen Yildirim）女士              | 100%*      | [ 社 23 ] |
| *注：利摩日第五县和第九县的第二轮选举均仅有一对候选人 |                                                                                          |          |                                                                                          |            |           |

## 人口
2018年，利摩日市镇人口数量为131,479，在法国排名第28位。其中男性61,072人，女性71,103人，75岁及以上人口占9.1%，外籍人口数量为41,643人，人口密度为1,685人/平方公里，当地居民被称为（男性）或（女性）。2019年，利摩日境内出生1,441人，死亡人口1,309人。
| 年份   | 1936   | 1946    | 1954    | 1962    | 1968    | 1975    | 1982    | 1990    | 1999    | 2006    | 2011    | 2016    | 2018    |
| ------ | ------ | ------- | ------- | ------- | ------- | ------- | ------- | ------- | ------- | ------- | ------- | ------- | ------- |
| 人口數 | 95,217 | 107,857 | 105,990 | 118,576 | 132,935 | 143,725 | 140,400 | 133,464 | 133,968 | 136,539 | 137,758 | 132,660 | 131,479 |

## 经济
利摩日是法国中南部的一个综合性工商业城市，历史上因陶瓷工业而闻名，二战后逐渐开发成为一座科教城市。当地的主要企业及科研单位集中在北部工业区和埃斯泰尔科技园内，市区南部则建有大学城。上维埃纳省工商会是当地的经济监管部门，负责境内各类用人单位及经济设施的管理。

### 产业分布

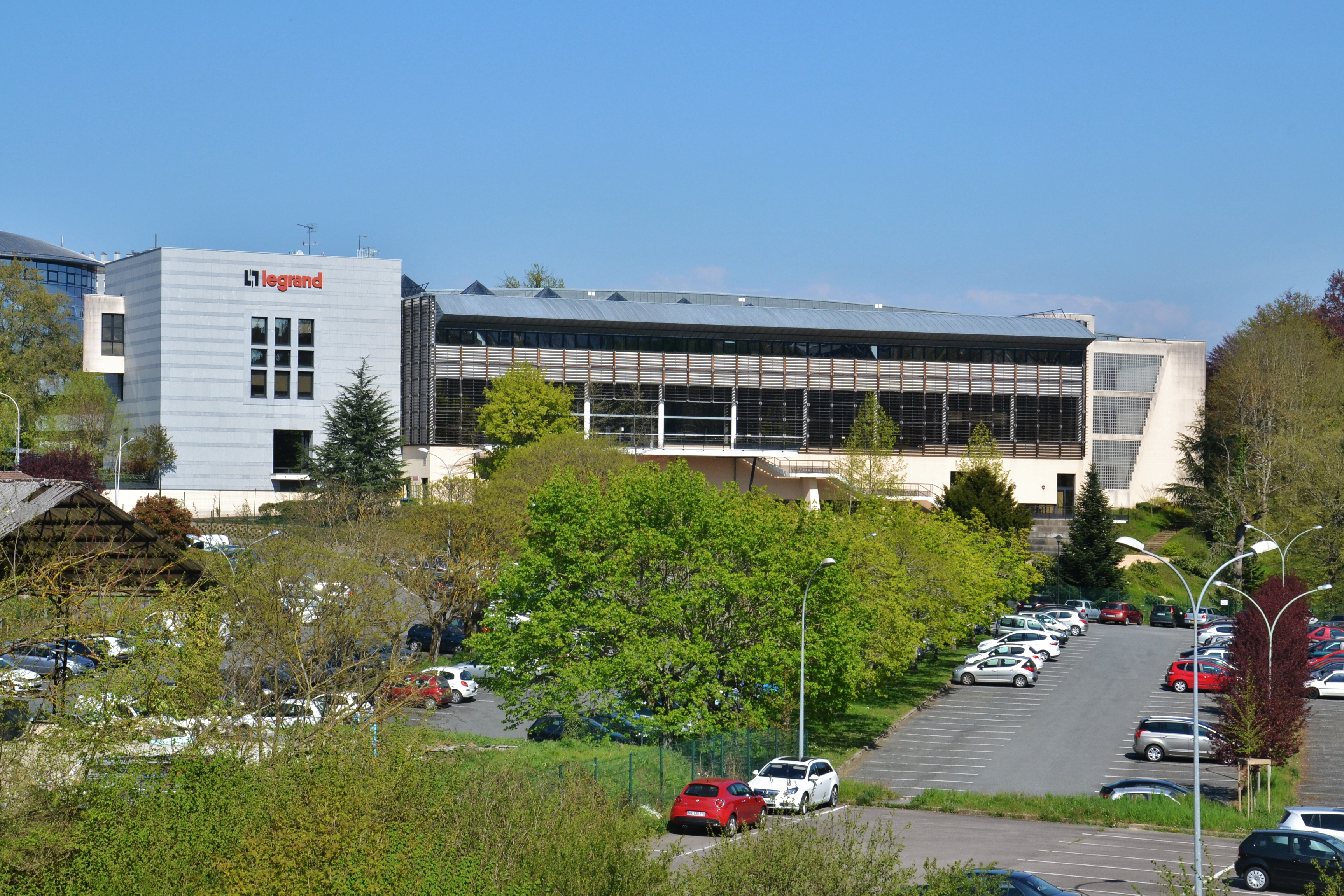
位于利摩日的羅格朗总部

在第一产业方面，利摩日在历史上为一个重要的农产品贸易中心，其东部的米勒瓦什高原和西南部的佩里戈尔地区均为法国重要的农业区，自19世纪工业革命起，这一地区快速完成工业和城市化发展，但市区北部和西部依然保留有部分农业区域。至2017年，利摩日境内有44家农业类经营单位，占企业总数的0.9%；相关就业总人数为154人，占总就业数的0.1%。
在第二产业方面，利摩日在工业革命期间为一个区域性的工业中心，二战后因城市扩张和生态环境保护的需要，当地的工业生产部门普遍转型。2017年，利摩日的工业及建筑业用人单位数量为559家，占总数的11.4%；相关就业总人数为10,690，占总人数的7.3%。
在第三产业方面，利摩日是利穆赞地区的经济、文化、科教、通讯、医疗中心，法国各银行、通信、保险等机构和多家大型企业的在利摩日设有分支，相关就业单位有4,271家，占总就业单位数量的87.7%；从业人数为133,976人，占就业总人数92.5%，超过了利摩日的常住人口数量，在此就业的居民多来自利摩日周边地区。

### 主要企业
截至2021年5月，利摩日境内共有各类用人单位18,280家，平均历史为17年，其中97.6%为中小型企业（PME）。电子、机械、食品加工是当地主要的工业部门，世界大型电气设备供应商羅格朗总部设于利摩日，是利摩日以及整个利穆赞地区营业规模最大的企业，为当地带来了数量可观的就业岗位，并在全球90多个国家和地区有所分布。
| 利摩日境内的主要大型企业                                                                                 |                |                               |          |               |                   |           |
| 企业 | 类型           | 法语原名                      | 领域     | 员工数量      | 营业额 （2019年） | 数据来源  |
| 羅格朗法国                                                                                               | 总部、区域总部 | Legrand France                | 电器     | 约5,000*      | 862,779,600 €     | [ 社 32 ] |
| Dekra工业                                                                                                | 分工厂         | DEKRA Industrial              | 汽车机械 | *             | 257,477,082 €     | [ 社 33 ] |
| 贝尔尼交通                                                                                               | 分部           | Transports Bernis             | 物流     | 572（2015年） | 116,924,209 €     | [ 社 34 ] |
| 卡德里亚                                                                                                 | 分部           | Quadria                       | 信息技术 | 214（2015年） | 111,763,359 €     | [ 社 35 ] |
| 利摩日汽车经销                                                                                           | 总部           | Limoges Diffusion Automobiles | 汽车销售 | 135（2019年） | 94,117,978 €      | [ 社 36 ] |
| *注：罗格朗法国注册的员工数量为其在法国境内26家部门的人数总和；Dekra工业利摩日分厂的就业人数未被单独计算 |                |                               |          |               |                   |           |

### 财政
2019年，利摩日的财政收入总额为169,831,000欧元，财政支出总额为155,947,000欧元，当年的债务总额为151,797,000欧元。根据2020年底利摩日政府发布的财政报告，当地2021年的财政收入总额预计为1.672亿欧元，比2020年减少0.5%；财政支出总额预计为1.535亿欧元，比2020年增加3.6%。
2020年，利摩日共获得26,432,503欧元的国家财政补助，比上一年增加了0.01%；利摩日所在的公共社区则获得22,538,670欧元的国家财政补助，比上一年减少了0.02%。

### 居民收入
2017年，利摩日的人均月收入总额为2,017欧元，其中高级职员为3,473欧元，低于法国平均水平（4,214欧元）；中级职员为2,152欧元，低于法国平均水平（2,353欧元）；普通职员为1,600欧元，亦低于法国平均水平（1,690欧元）。
2017年，利摩日境内的青壮年（15至64岁）失业率为18.6%，当地47.2%的家庭拥有纳税资格，平均纳税2,996欧元，低于法国平均水平（3,888欧元）。

## 社会事务

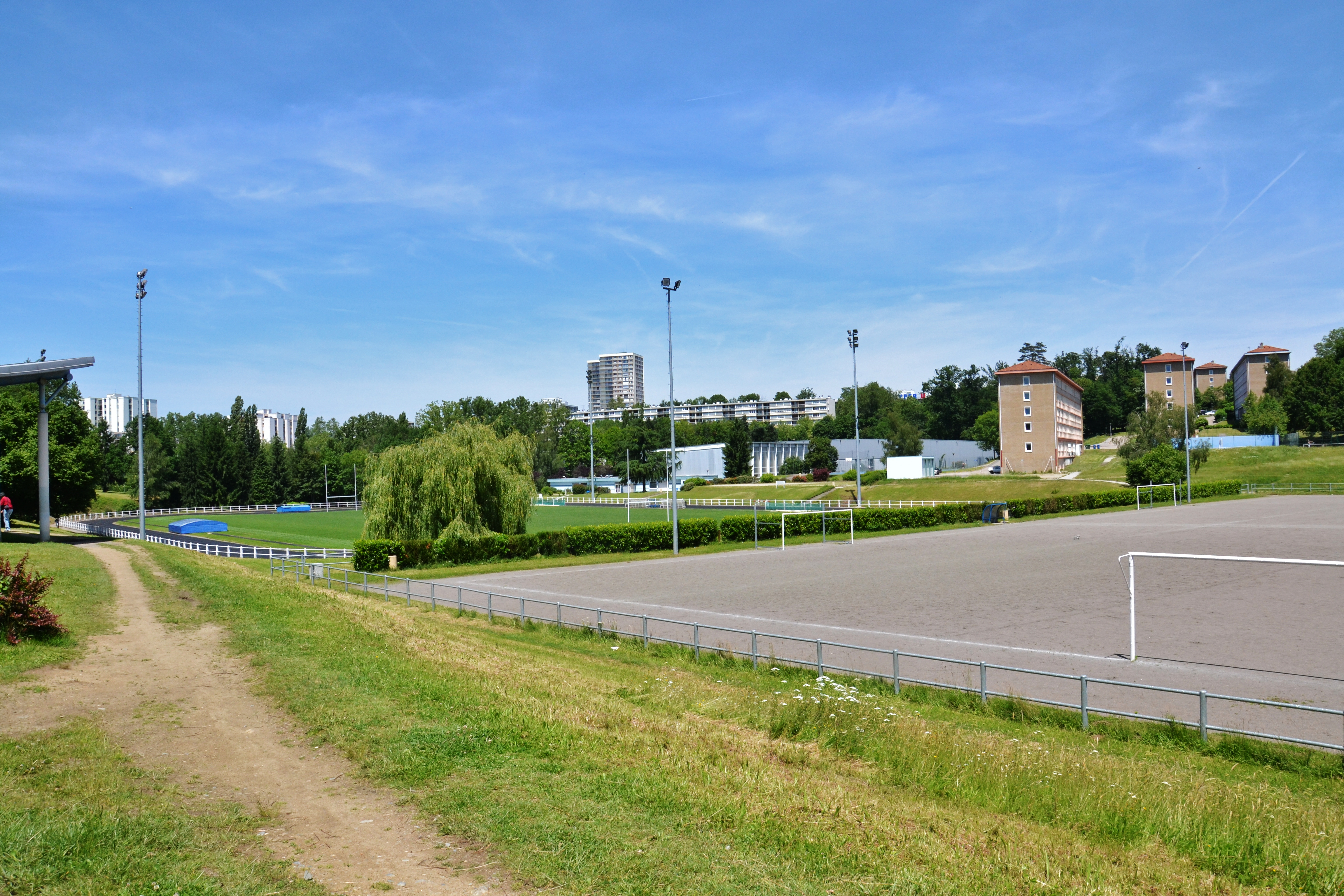
利摩日拉波博里教育园

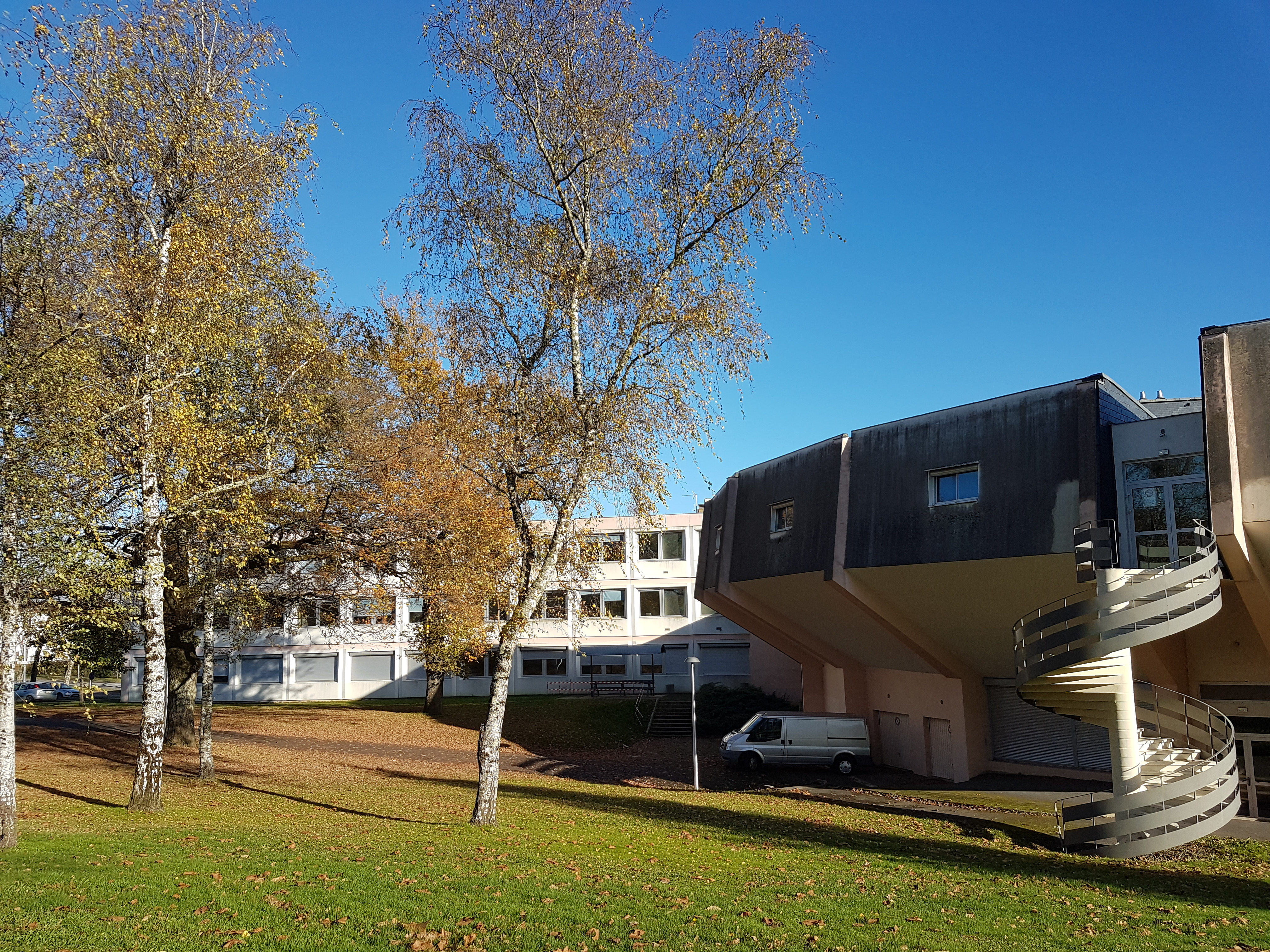
利摩日大学社会科学与文学院

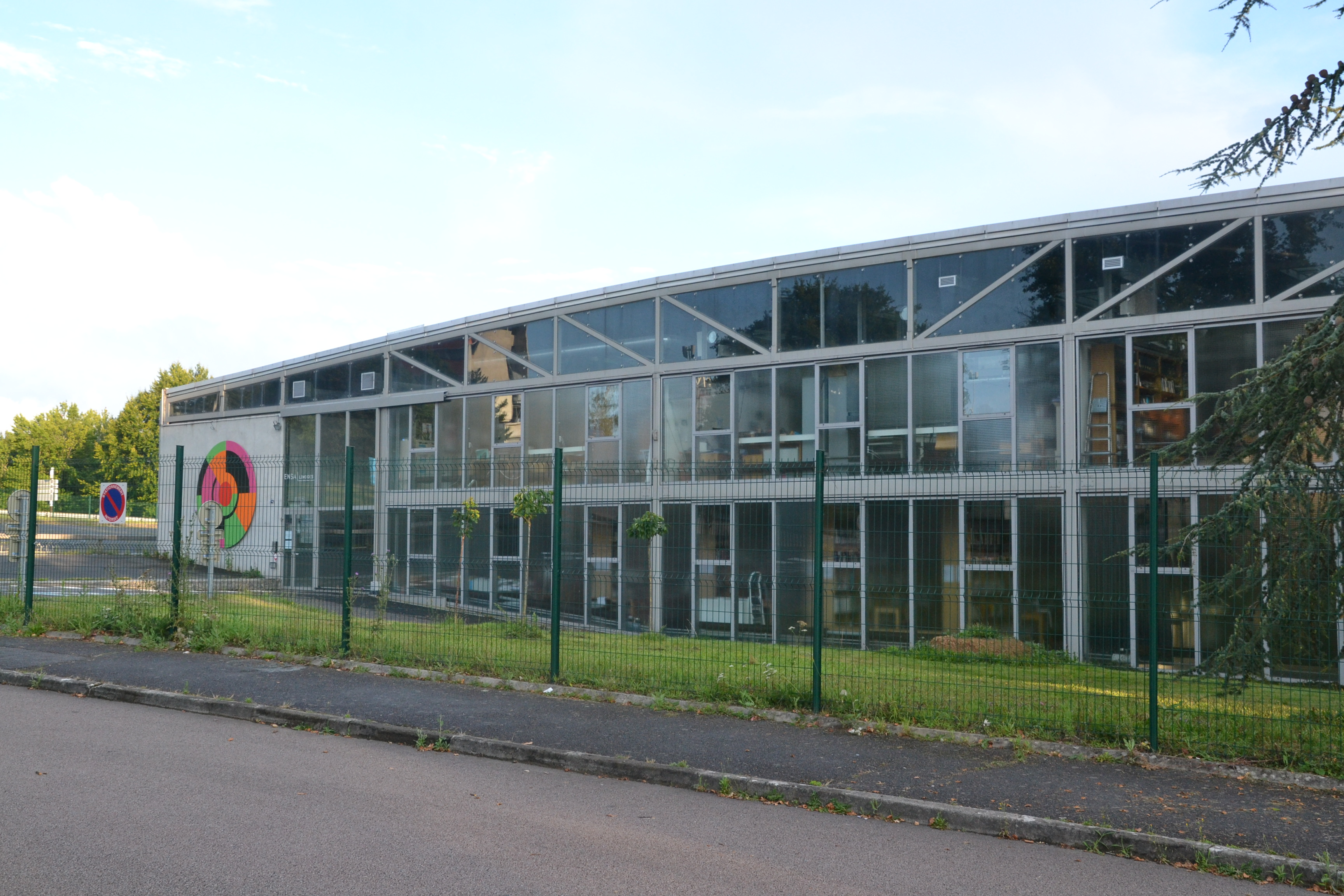
国立利摩日高等艺术学校

### 教育
利摩日是利摩日学区的总部所在地。截止2019年1月1日，利摩日境内共有30所幼儿园、41所小学、15所初级中学、12所普通高中和6所职业高中，利摩日盖-吕萨克高级中学是当地规模最大的中等教育机构，此外还有一些高中开设有大学校预科班。2018至2019学年度，利摩日境内共有学生14,975名。
在高等教育方面，利摩日大学是法国的一所综合性公立大学，下属多个二级学院：
| 利摩日大学及其主要下设学院                                                                          | 利摩日大学及其主要下设学院     | 利摩日大学及其主要下设学院 | 利摩日大学及其主要下设学院 | 利摩日大学及其主要下设学院                                           |
| 中文名称                                                                                            | 法语名称或缩写                 | 类别                       | 成立年代                   | 下设二级学院                                                         |
| --------------------------------------------------------------------------------------------------- | ------------------------------ | -------------------------- | -------------------------- | -------------------------------------------------------------------- |
| 利摩日大学（本部）                                                                                  | Université de Limoges          | 公立综合性大学             | 1968                       | - 经济科学与法律学院 - 社会科学与文学院 - 科技学院 - 医学院 - 药学院 |
| 利摩日信息工程学院                                                                                  | 3iL                            | 工程师学校、大学校         | 1987                       | 6个大班                                                              |
| 国立高等瓷器工程师学校                                                                              | École d'ingénieurs ENSIL-ENSCI | 工程师学校、大学校         | 2017*                      | 5个大类                                                              |
| 利穆赞大学技术学院                                                                                  | IUT du Limousin                | 大学技术学院               | 1968                       | 13个专业                                                             |
| 利摩日管理商学院                                                                                    | IAE Limoges                    | 商学院、管理学院           | 1966                       |                                                                      |
| 公务员预备学院                                                                                      | IPAG Limoges                   | 公共机构预备学院           | 1984                       |                                                                      |
| 利穆赞卫生康复学院                                                                                  | ILFOMER Limoges                | 卫生学校                   | 2012                       | 3个专业                                                              |
| 利摩日师范学院                                                                                      | ESPE Limoges                   | 师范学校                   | 2019                       |                                                                      |
| *注：国立高等瓷器工程师学校的前身“国立高等瓷器学校”和“利摩日大学工程师学校”分别创办于1893年和1991年 |                                |                            |                            |                                                                      |

除利摩日大学外，当地还有国立利摩日高等艺术学校，后者为一所艺术类的高等学府，直属于法国文化部。
在硬件设施方面，旺托大学城位于利摩日市区西南部，是一个大型的科教园区，多所教育机构及科研单位入驻于此。利摩日市区东北部的埃斯泰尔建成于1992年，下设陶瓷工艺、电子影像、水环境和健康四个发展部门，是一个综合性的科研中心。

### 医疗

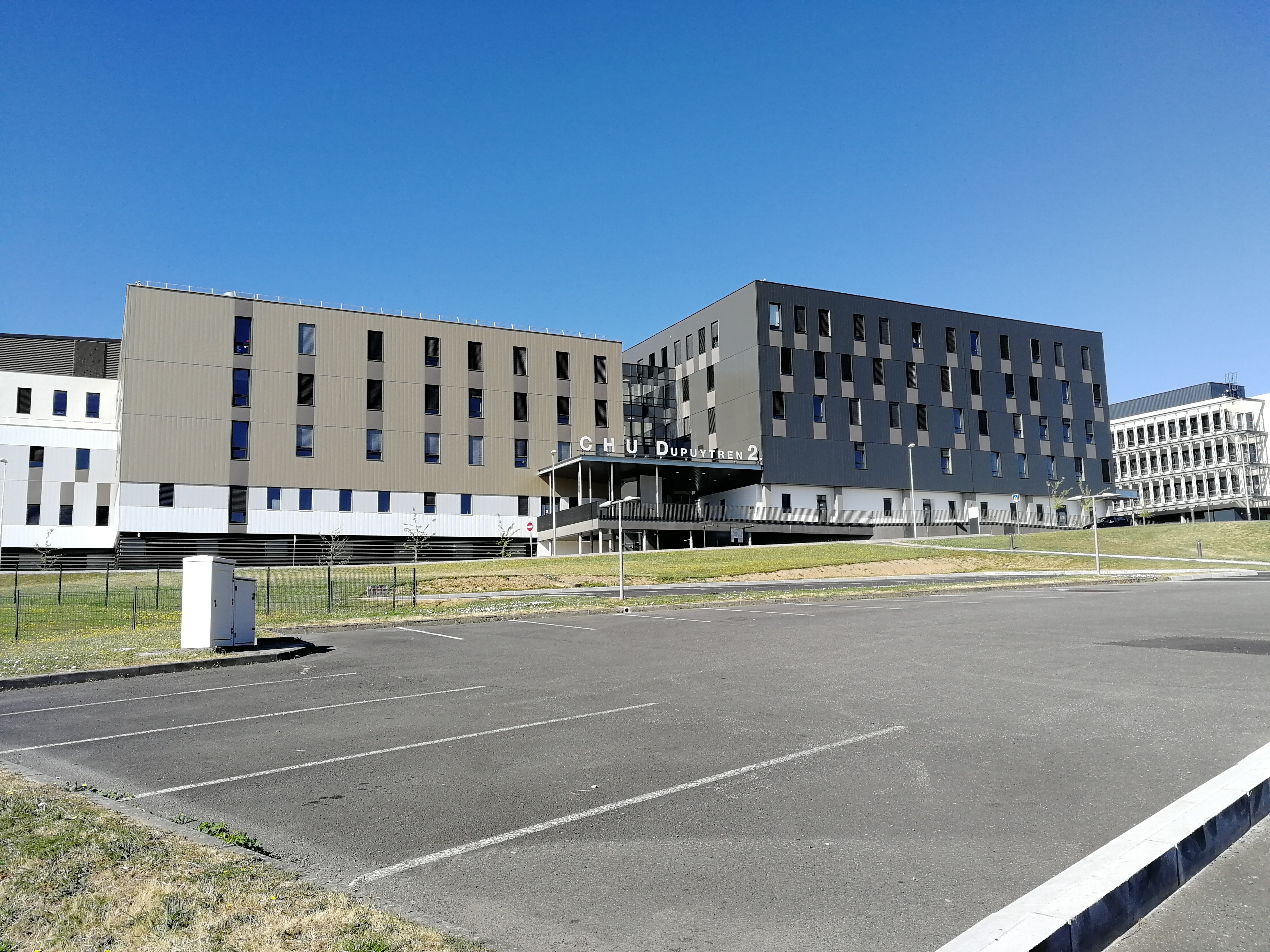
迪皮特朗医院

截止2019年1月1日，利摩日境内共有全科医生212名、保健师154名、牙医81名、护士242名、耳科医生6名、眼科医生10名、皮肤科医生13名、助产士20名、儿科医生8名和妇科医生23名。境内共有药房67家、养老院14家、残疾人帮扶中心16家。
利摩日大学中心医院是法国的三十所大学教学医院之一，在利摩日市区共设有三处综合性病区：
- 迪皮特朗医院（hôpital Dupuytren）
- 让·勒贝罗尔医院（hôpital Jean-Rebeyrol）
- 勒克吕佐医院（hôpital du Cluzeau）

除此之外，利摩日大学中心医院还设有一处妇女儿童医院（hôpital de la Mère et de l'enfant）、一处老年人帮助中心和一处心理健康中心。
利摩日综合诊疗中心（Polyclinique de Limoges）是当地的一家私立医疗机构，下属两个病区，并提供长期跟踪医疗服务。

### 住房
2017年，利摩日境内共有各类住房82,221套，其中27.6%为独立式居民区，主要分布于维埃纳河左岸、市区西南部、博讷莱米讷等地；71.7%为集中式居民区，主要分布于市中心、欧朗斯河谷、拉巴斯蒂德街区等地。常住房屋占利摩日市镇范围内居民建筑总量的88.3%。利摩日境内共有九处“优先城市开发区”（ZUP），2013年区域总人口数量为25,963人。
利摩日的住房事务由其所属的公共社区负责。利摩日都会城市公共社区于2019年9月发布了当地《2019-2025区域房屋发展纲要》（PLH），根据该文件，利摩日将着重于旧房改造和提升工作、平衡各区域间的发展、减少不必要的城市开发区域，以实现当地的可持续发展。该纲要为当地五年内的住房建设及发展提供了政策引导，并将作为此后城市改造、市际合作等的行动的决策性依据。
在住房保障政策方面，2017年，利摩日境内共有27,701户家庭获得了住房经济补助，受益人数占总人口数量的21%，其中27,132份为房租补助。

### 商业

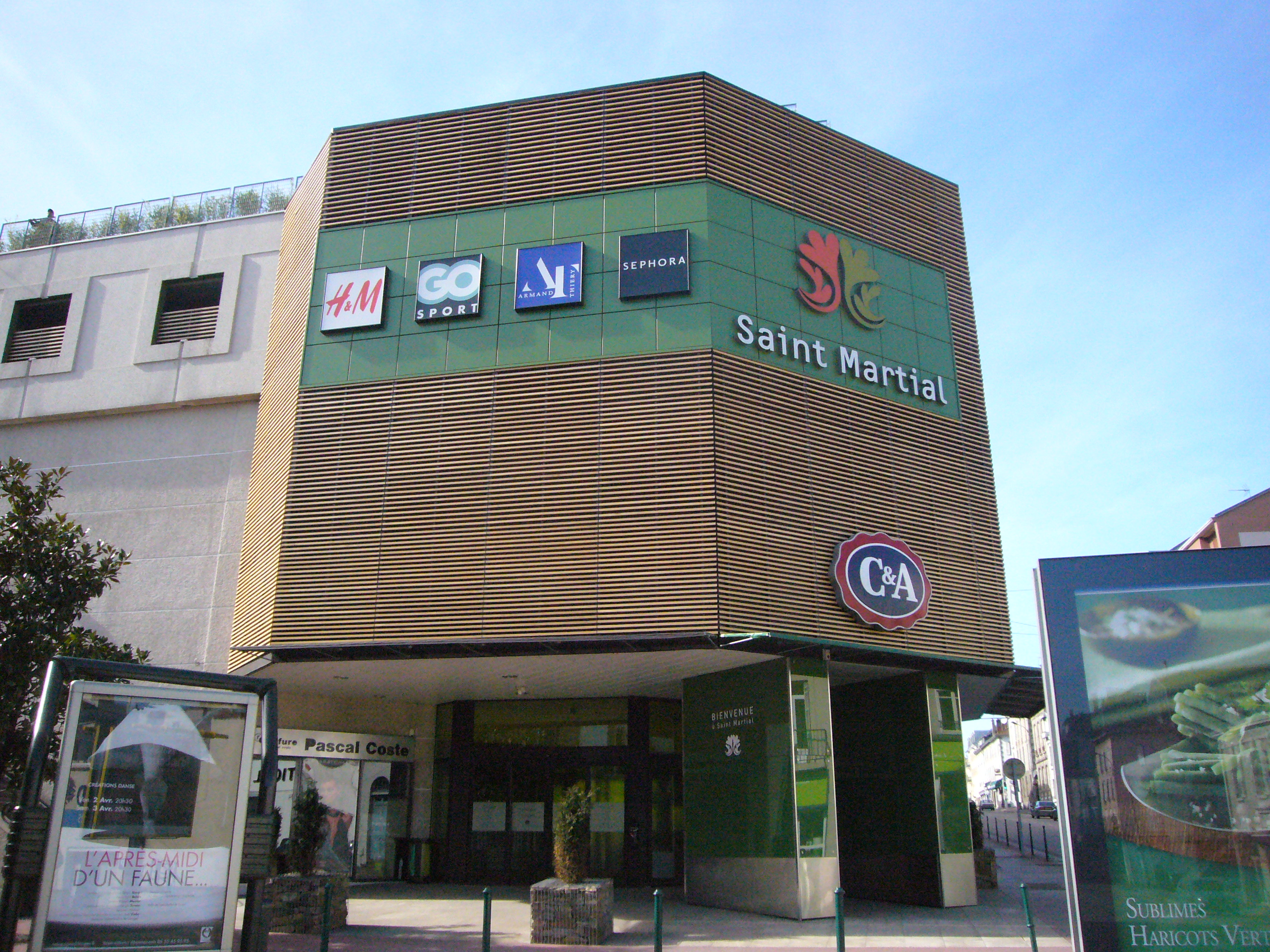
圣马夏尔商业中心

2019年，利摩日境内共有各类实体商铺2,698家，其中餐厅463家、大型超市35家、杂货店50家、面包房58家、肉铺46家、书店42家、装饰品店13家、银行门店80家、美容美发店203家、汽车维修店133家。
利摩日老城的主要零售商铺分布于市中心的拉莫特广场和圣马夏尔广场附近，利摩日中央大堂是当地的传统商业市场，附近共六条街道被开辟为商业步行街，仅供行人通行。除此之外，利摩日市镇范围内还有多处商业购物场所：
| 利摩日主要商业场所 | 利摩日主要商业场所 | 利摩日主要商业场所 | 利摩日主要商业场所    | 利摩日主要商业场所             |
| 中文名称           | 原名               | 类型               | 地理位置              | 主要商场                       |
| ------------------ | ------------------ | ------------------ | --------------------- | ------------------------------ |
| 圣马夏尔           | Saint-Martial      | 室内商业购物中心   | 加里波第街            | C&A、Go Sport                  |
| 老佛爷万花筒       | Galeries Lafayette | 独立百货大楼       | 卡尔诺大街            | 老佛爷百货                     |
| 家庭村             | Familly Village    | 开放式购物商业中心 | A20高速公路28号出入口 | Cultura、Leroy Merlin、大新鲜  |
| 博布勒伊           | Beaubreuil         | 开放式购物商业中心 | A20高速公路29号出入口 | 科拉超市、利多超市、Intersport |
| 科尔尼亚克         | Corgnac            | 集中式购物商业中心 | 乔治·布里凯大街       | U超市                          |
| 北部利摩日         | Limoges Nord       | 开放式购物商业中心 | 亨利·吉法尔街         | 勒克莱尔超市                   |

除商业中心外，利摩日境内还有一些零散分布的大型商场，包括家乐福、麦德龙、奥乐齐超市、Intermarché、Leader Price等。

### 通讯

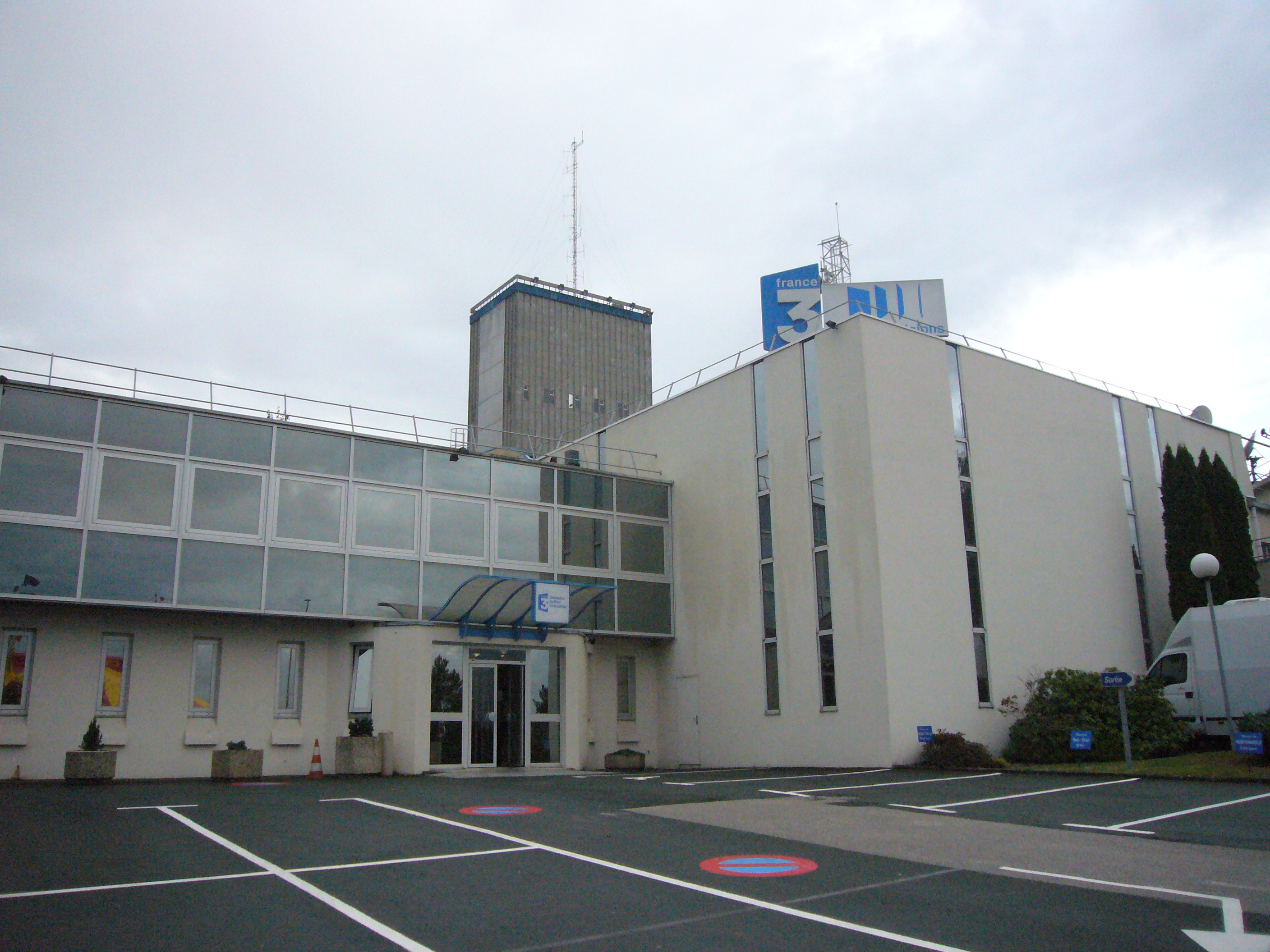
法国电视三台利穆赞频道总部

法国主要的媒体均可在利摩日接收，法国电视三台下属的利穆赞频道总部位于利摩日，该频道在部分时段播出该地区的地方新闻；《中央人民报》创刊于1905年，总部位于利摩日市区，覆盖区域包括整个上维埃纳省、科雷兹省、克勒兹省，以及夏朗德省东部的部分市镇。在无线电广播方面，蓝色法兰西、法兰西基督广播、维珍广播、NRJ、Chérie FM等在利摩日设有地方转播中心，组织并传送传送地方节目。在现代网络通讯方面，利摩日市政府在Facebook、Twitter、YouTube、Instagram等社交媒体上建有官方账号，不定期发布地方相关信息。

### 环境

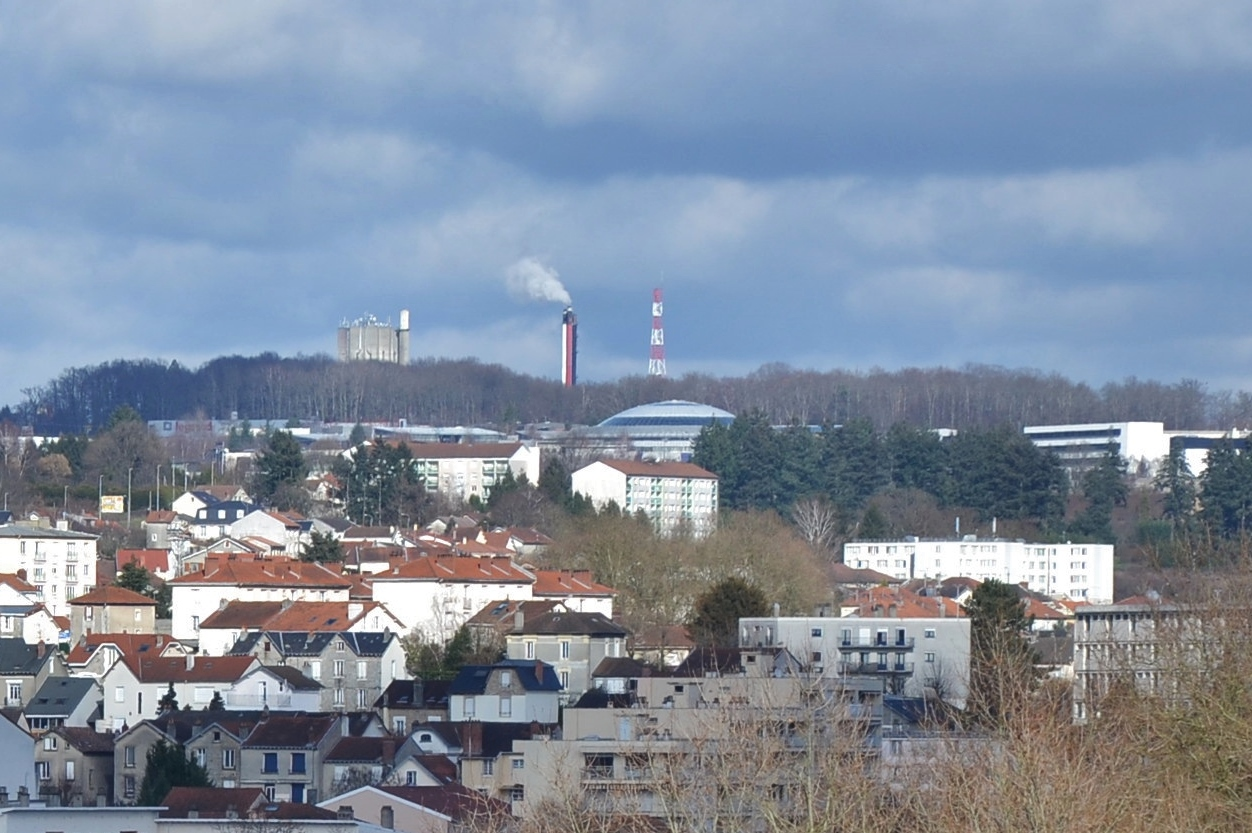
远眺利摩日近郊的工业区

利摩日的环境事务由利摩日都会城市公共社区负责。2019年，利摩日城市公共社区内共有11处垃圾处理中心，当年共处理生活垃圾超过3.6万吨。利摩日市中心有数十处可回收垃圾及废旧衣物放置点，当地政府定期安排人员进行清理。在水环境方面，利摩日城市公共社区内共有105处储水池和52处净水设施，各类公共排水管道总长达1,794公里，并实现了雨污分流。2021年初，利摩日都会区提出了“水文提升土地”（Territoire en transition Hydrique）计划，希望通过优化改造水网设施、合理调整工农业部门生产资料、科技创新以及加强宣传等措施，在现有用水量的基础上五年内减少10%、十五年内减少25%。
2019年，利摩日境内共有16家污染企业，铅、汞、碳氢化合物是当地主要的污染源。利摩日境内设有一处大气环境监测点，2015年测得的一氧化碳浓度平均值为161µg/m³、二氧化氮浓度平均值为25.5µg/m³、臭氧浓度平均值为47µg/m³、二氧化硫浓度平均值为0.4µg/m³、可吸入颗粒物浓度平均值为16µg/m³。利摩日境内另设有一处水环境监测点，该地2015年测得的水体坤化物浓度为5µg/L、汞化物浓度为0.5µg/L、硝酸盐浓度为19mg/L。

### 治安
利摩日市镇范围内共有5处派出所。距离利摩日最近的国家宪兵队位于索利尼亚克境内，距离利摩日市区大约7.8公里。上维埃纳省消防总站位于利摩日市区，共有消防官兵79人，2020年累计出动救援3,260次。
创建于2011年的法国国家宪兵队多媒体制作中心（CPMGN）设于利摩日，后者负责为全法国的宪兵提供视频模拟训练教程，并负责影像采集和制作。
2014年，利摩日及附近地区共发生各类案件8,591起，其中盗窃类案件5,324起，经济类案件963起，毒品交易类案件464起。

## 文化
2019年，利摩日境内共有6家剧场、3家电影院、2家博物馆和1家音乐厅。利摩日多媒体图书馆建于1804年，由利摩日市政府直接负责管理，该馆开设有一处主馆和五处分馆，其中主馆大楼建于1998年，总面积达1.48万平方米，向全社会开放。

### 城市形态

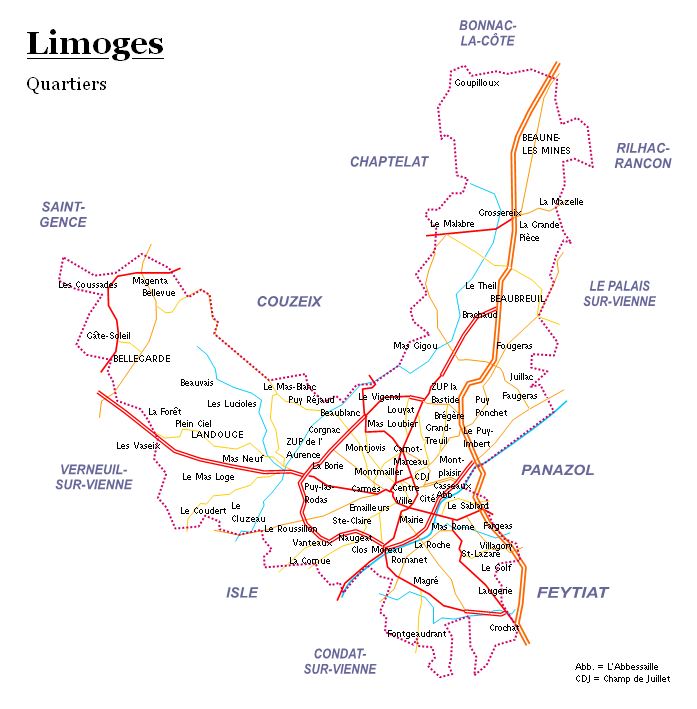
利摩日城市街区地图

利摩日位于维埃纳河谷中，历史城区位于河流右岸，在18世纪以前，利摩日长期为一座由“城池”（Cité）和“教堂”（Cathédrale）两个部分组成的“双核城市”，两者间隔不到一公里。法国大革命后，城池与教堂两个区域逐渐合为一体，并随着人口的增加而不断向四周扩张。至20世纪初，利摩日市中心的街道骨架以基本形成，此后新建的街区及建筑多分布于市区周边以及维埃纳河左岸。现代利摩日是一座放射状的城市，其城市几何中心位于拉莫特广场（place de la Motte），以其正东方向为基点，顺时针方向的主要放射性干道分别为乔治·迪马大道（avenue Georges Dumas）、博丹大道（avenue Baudin）、弗朗索瓦·佩兰街（rue François Perrin）、阿尔芒·迪特雷街（rue Armand Dutreix）、蒙马耶街（rue Montmailler）、弗朗索瓦·谢尼厄街（rue François Chénieux）、本笃会大街（avenue des Bénédictins），可依次连接帕纳佐勒、伊勒、维埃纳河畔艾克斯、维埃纳河畔韦尔讷伊、库泽克斯、博纳克拉科特、维埃纳河畔勒帕莱。
相比同类型的丘陵城市，尽管受地形、历史及周边聚落分布影响，利摩日市区街道的走向普遍不规则，但在线型上普遍较为顺直，少有弧度超过30°街道。在过境通道方面，维埃纳河利摩日段共有七处过河通道，包括四座公路桥和两座人行便桥，这些设施使得利摩日的道路网整体较为完整；经过利摩日的莱索布赖－蒙托邦铁路则通过一条超过一公里的“本笃会隧道”（tunnel des Bénédictins）纵贯市中心的丘陵地带。此外，尽管维埃纳河横穿市区，但由于该河航运价值较低，历史上未能得到大规模的开发利用，故利摩日主要的历史建筑及设施均未沿河修建，这也使得该河沿岸的自然景观得以保留。利摩日市政府对这一区域的开发亦有较为严格的限制，其中一些地带禁止修建任何固定建筑物。

### 建筑
利摩日是法国艺术与历史之城。截至2021年5月，利摩日境内共有66处法国国家文物保护单位，其中利摩日圣斯德望主教座堂位于市中心，是当地的地标性建筑，于1862年列入法国国家文物保护单位；本笃会火车站位于市区东北部，其主站房建于1929年，因其高耸的钟楼而闻名，被提名为“法国最美火车站”之一，凯鲁瓦圣伯多禄教堂、利摩日市政厅、利摩日美术博物馆等也是当地的代表性建筑物。

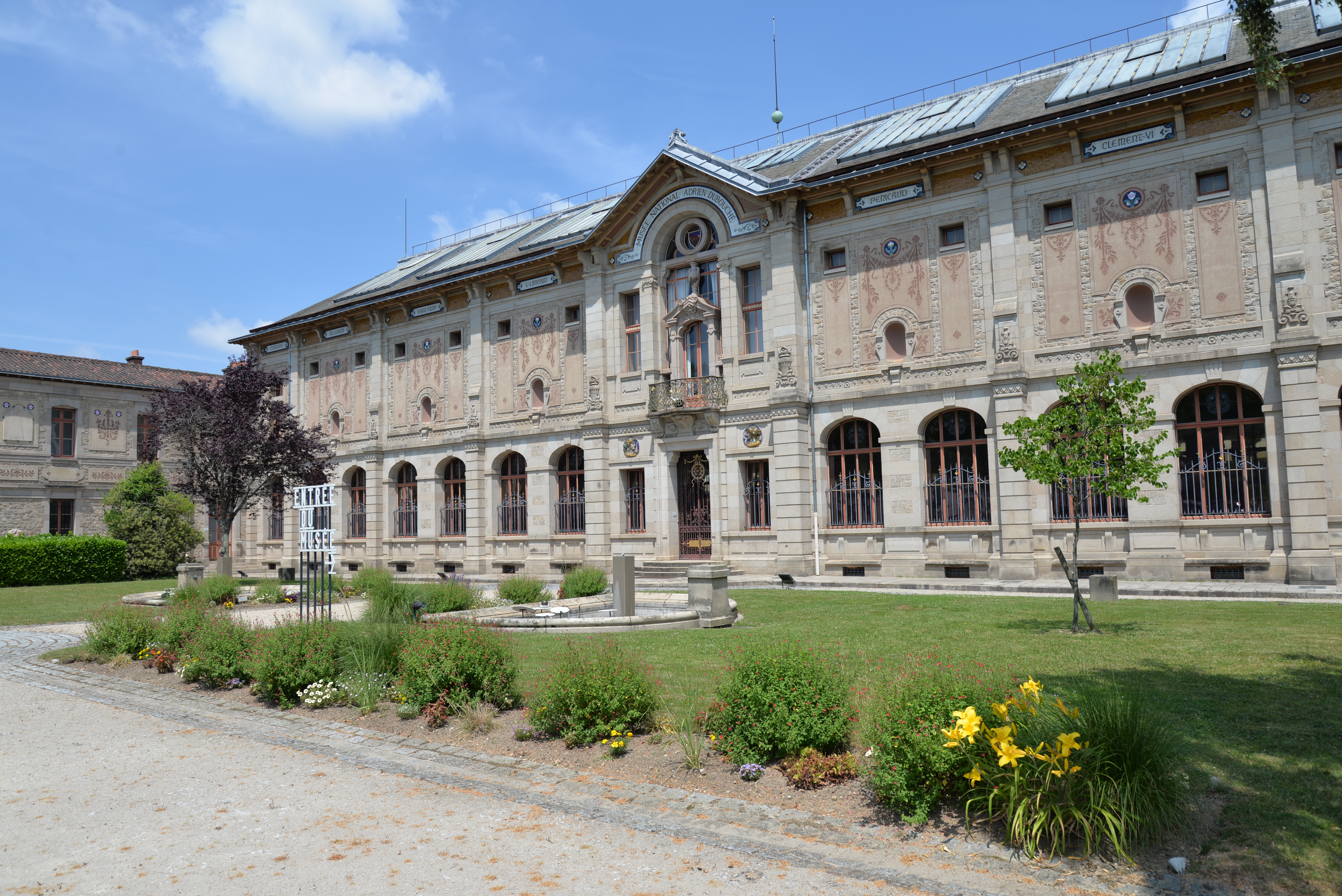
国家瓷器博物馆
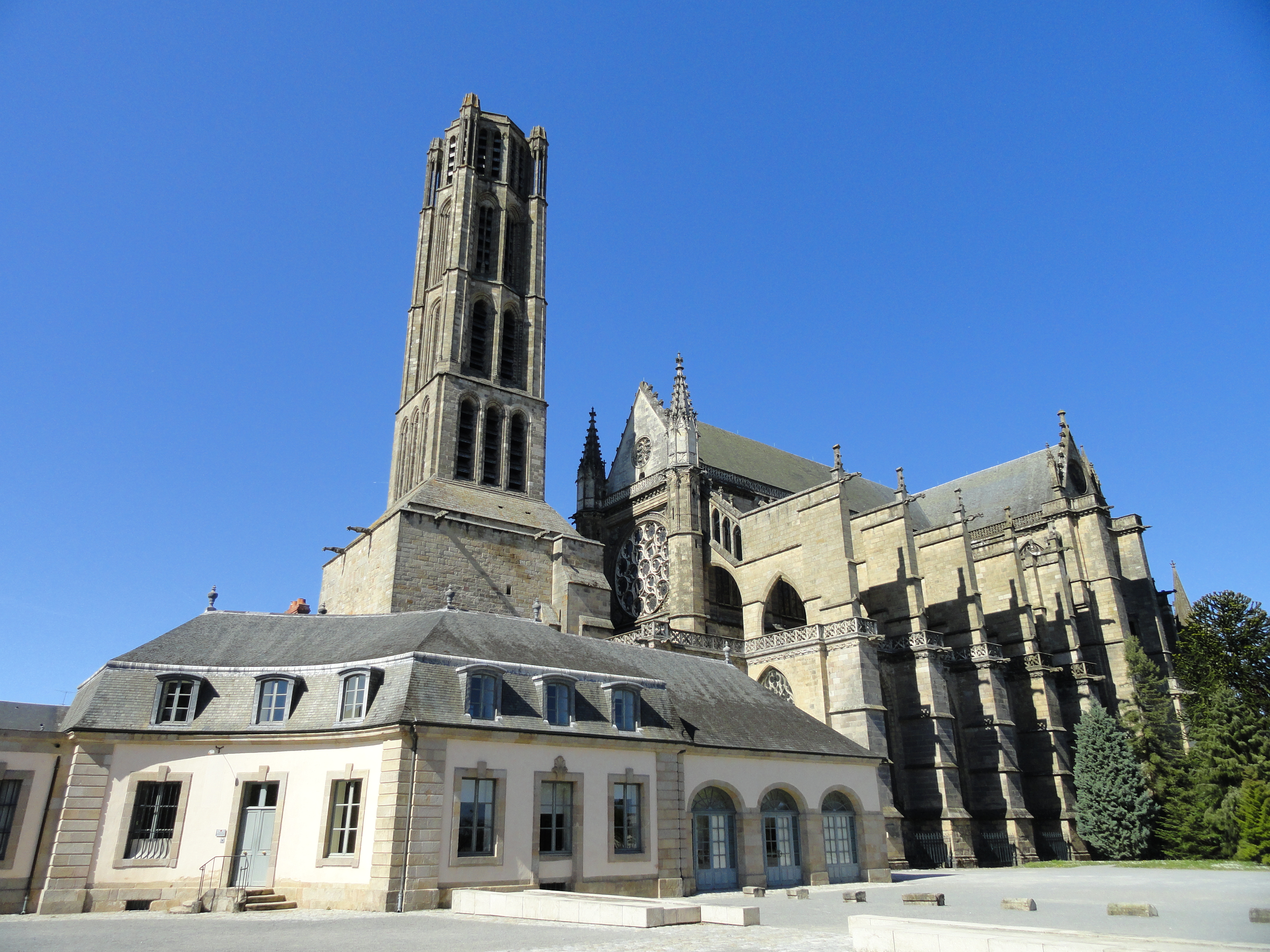
利摩日大教堂及前方的博物馆
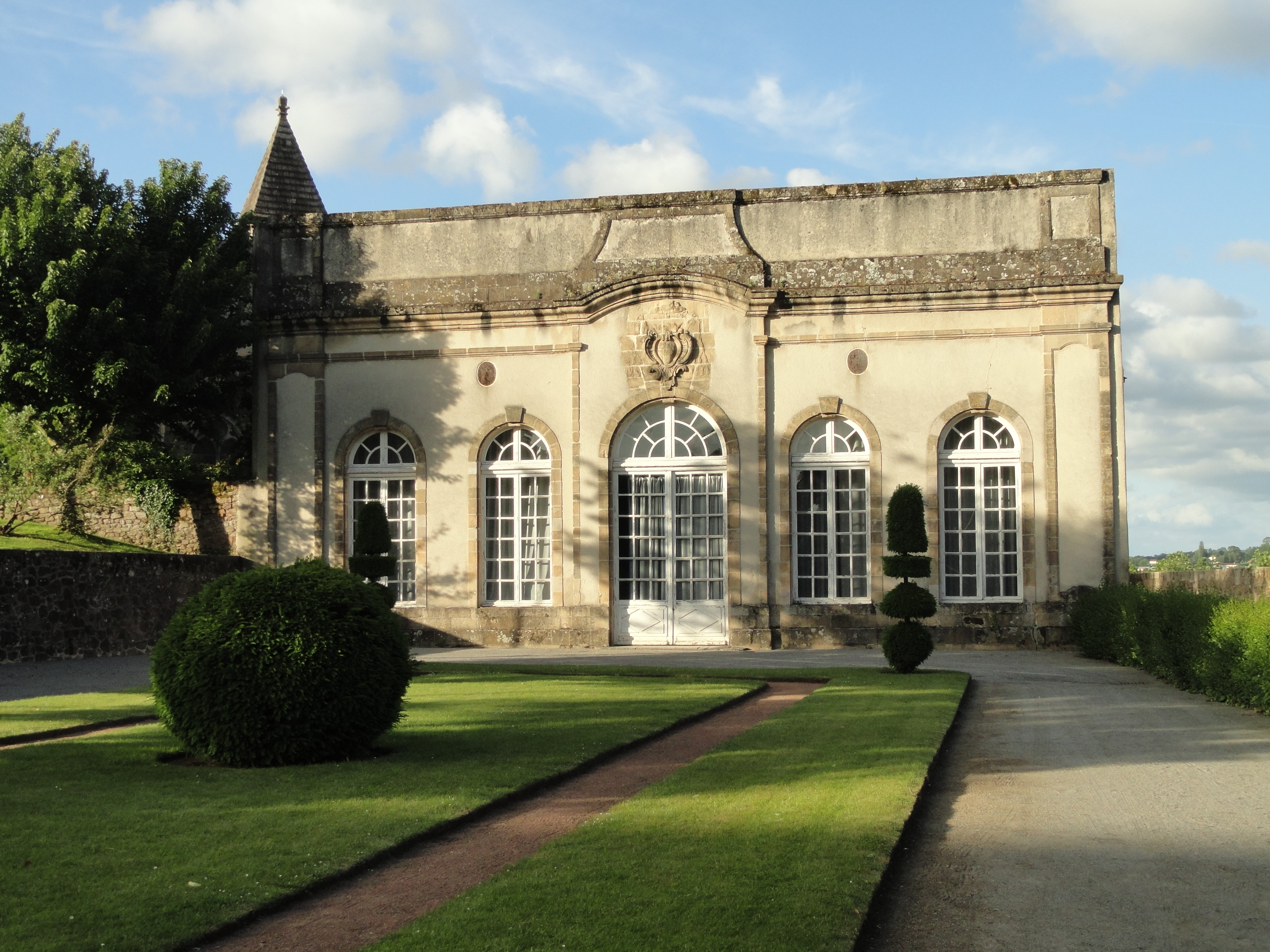
利摩日主教宫
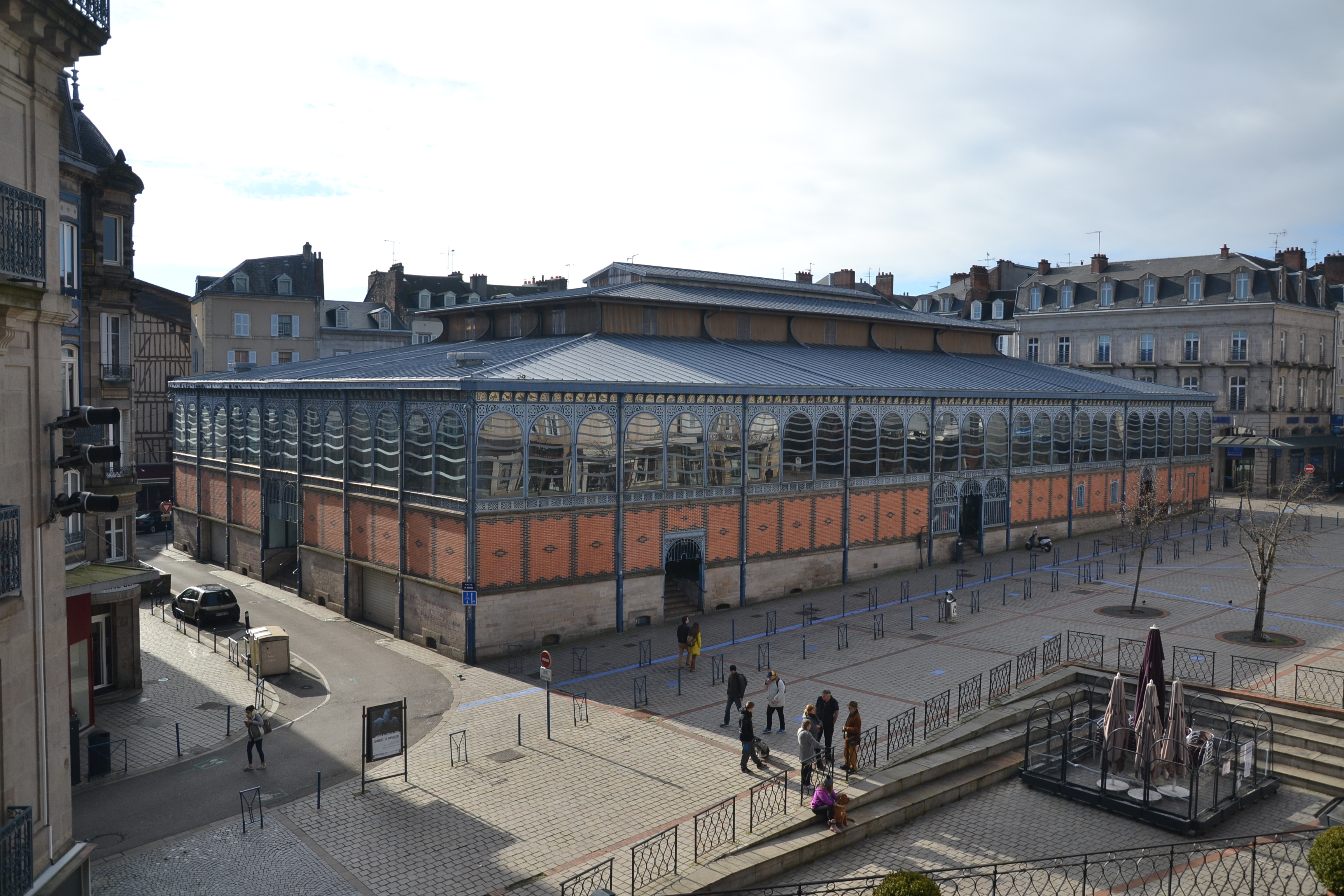
利摩日大集市
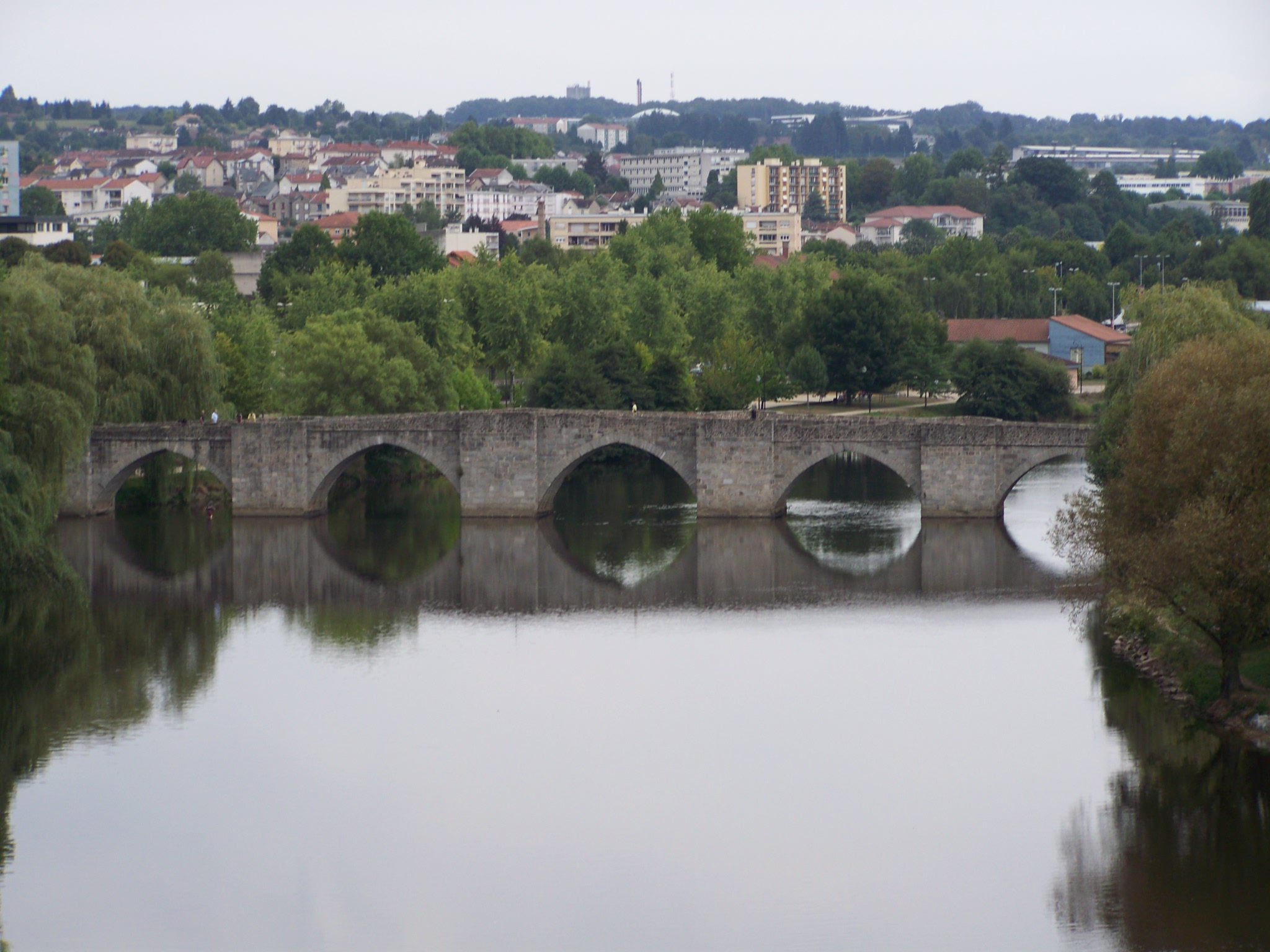
横跨维埃纳河的圣艾蒂安桥

### 瓷器
利摩日因陶瓷而闻名，被称为“法国瓷器之都”。18世纪时，出生于利摩日的天主教传教士殷弘绪在中国景德镇长期居住并学习和研究了瓷器制造工艺，将其整理记录后传至家乡，并在利摩日附近发现了高岭土。19世纪初，随着工业革命的发展，这一地区的高岭土资源得以开发，并出现了多处大型瓷器制造工厂，利摩日瓷器由此成为当地的重要经济来源。2017年，利摩日瓷器获得法国地理保护标志。

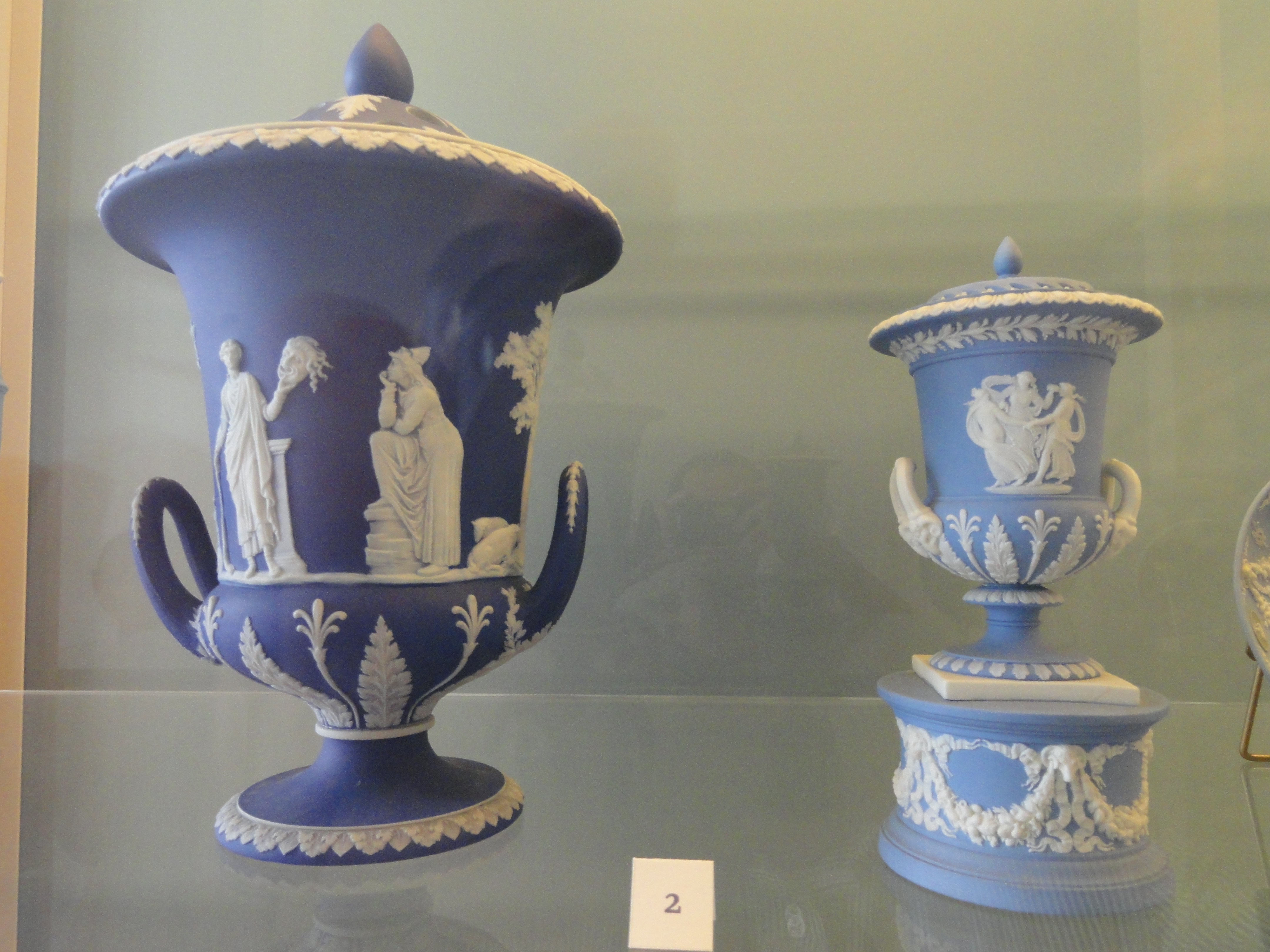
瓷器
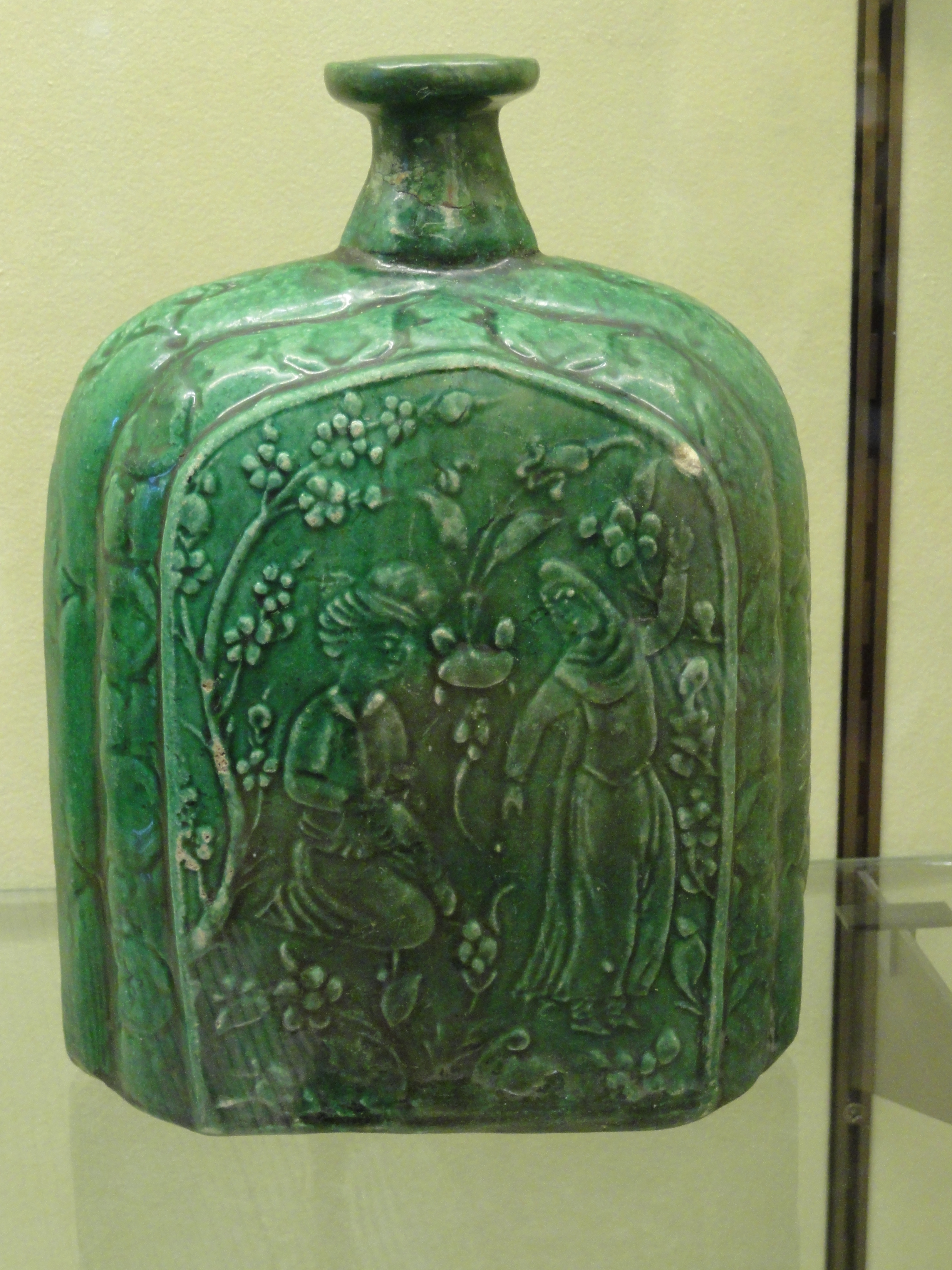
瓷瓶
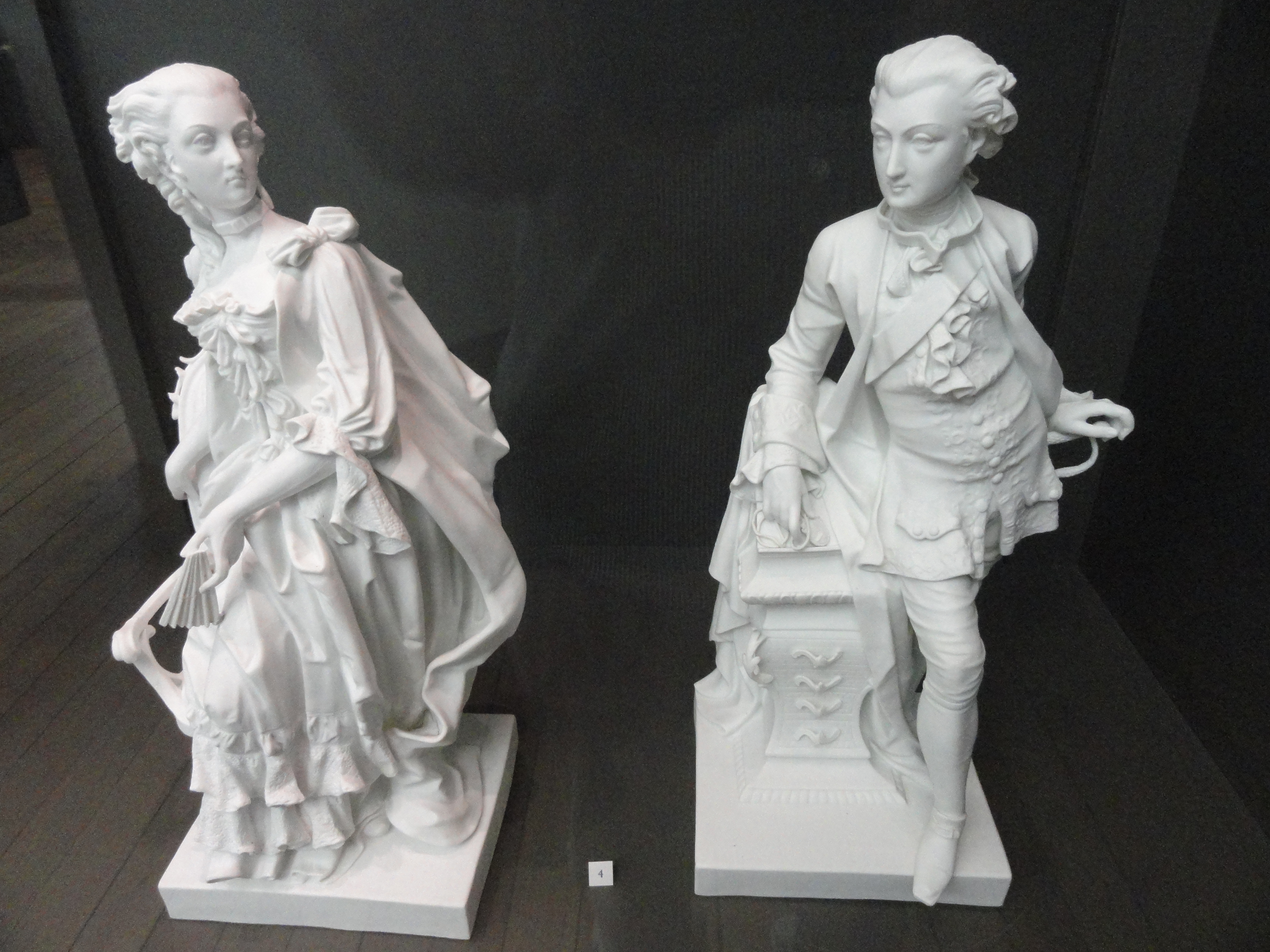
瓷雕
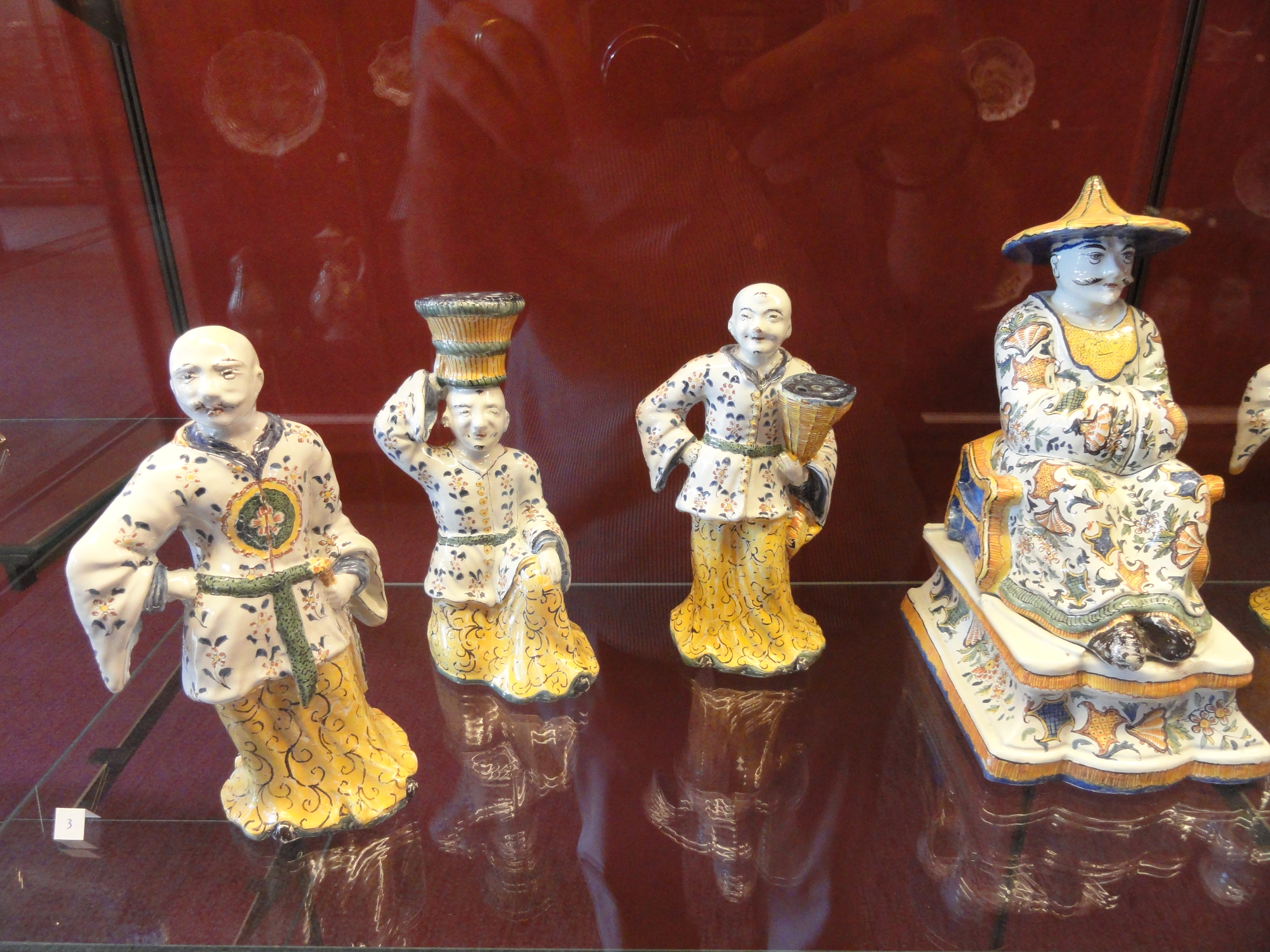
瓷人
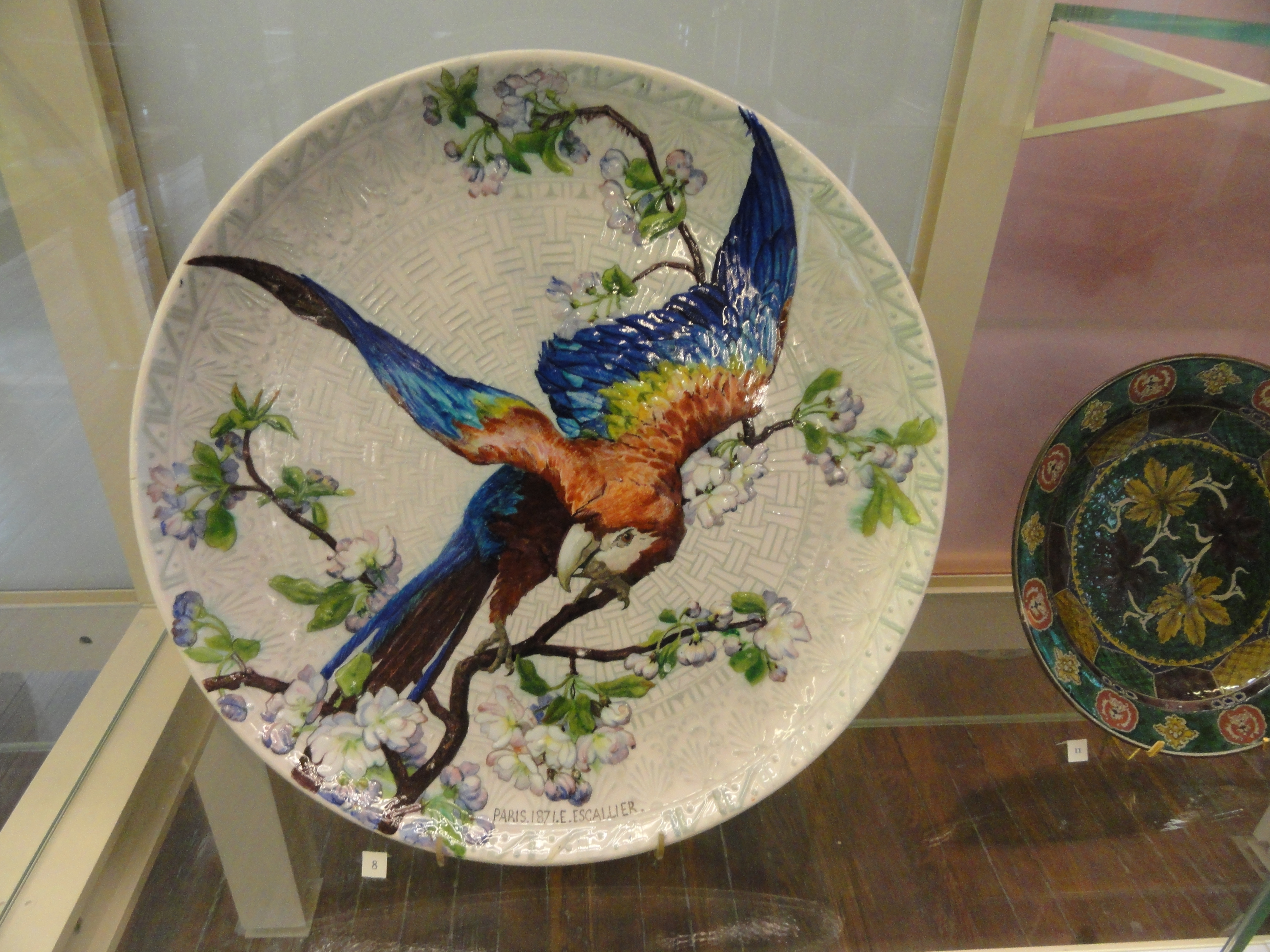
瓷盘
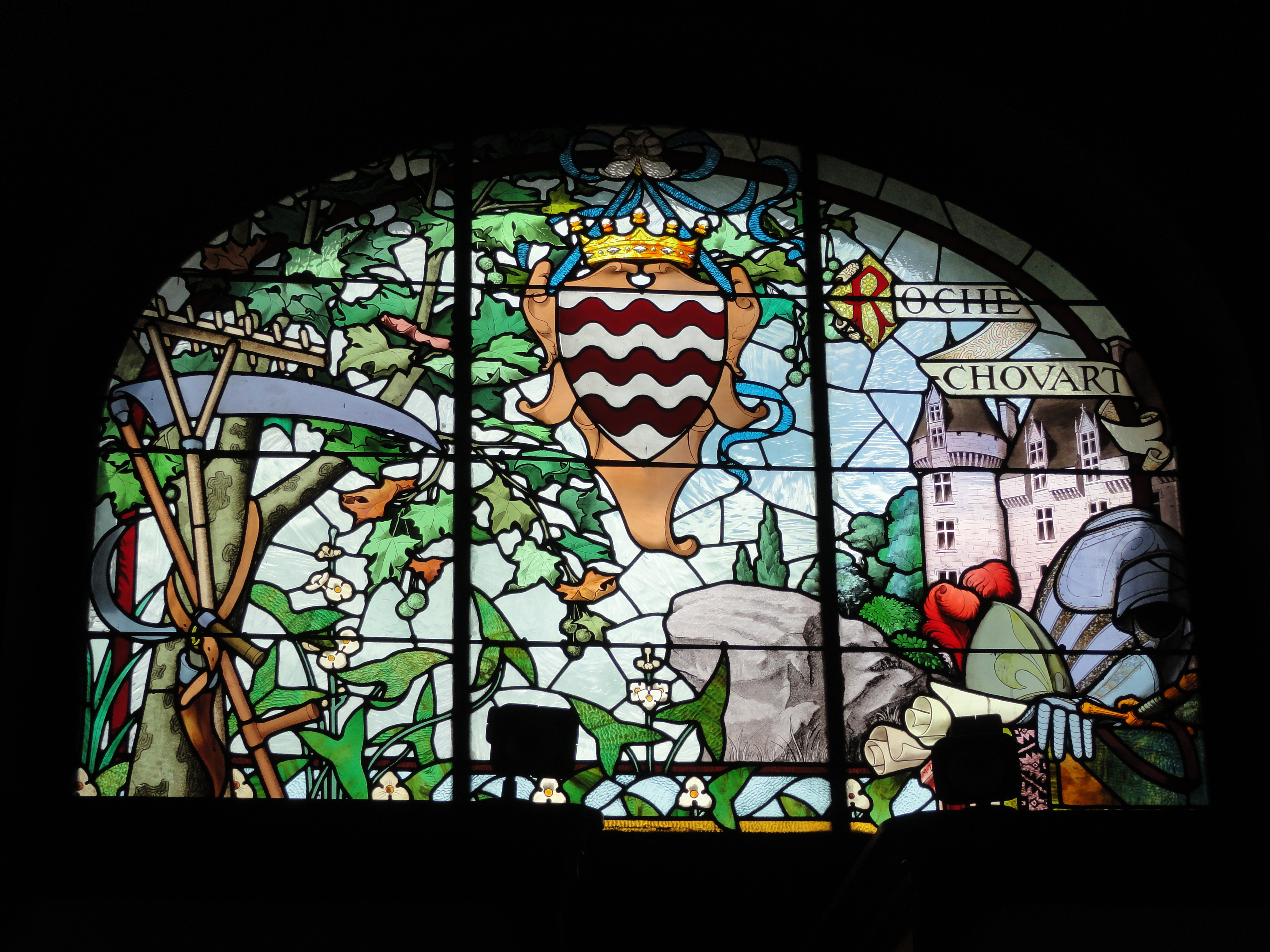
瓷窗
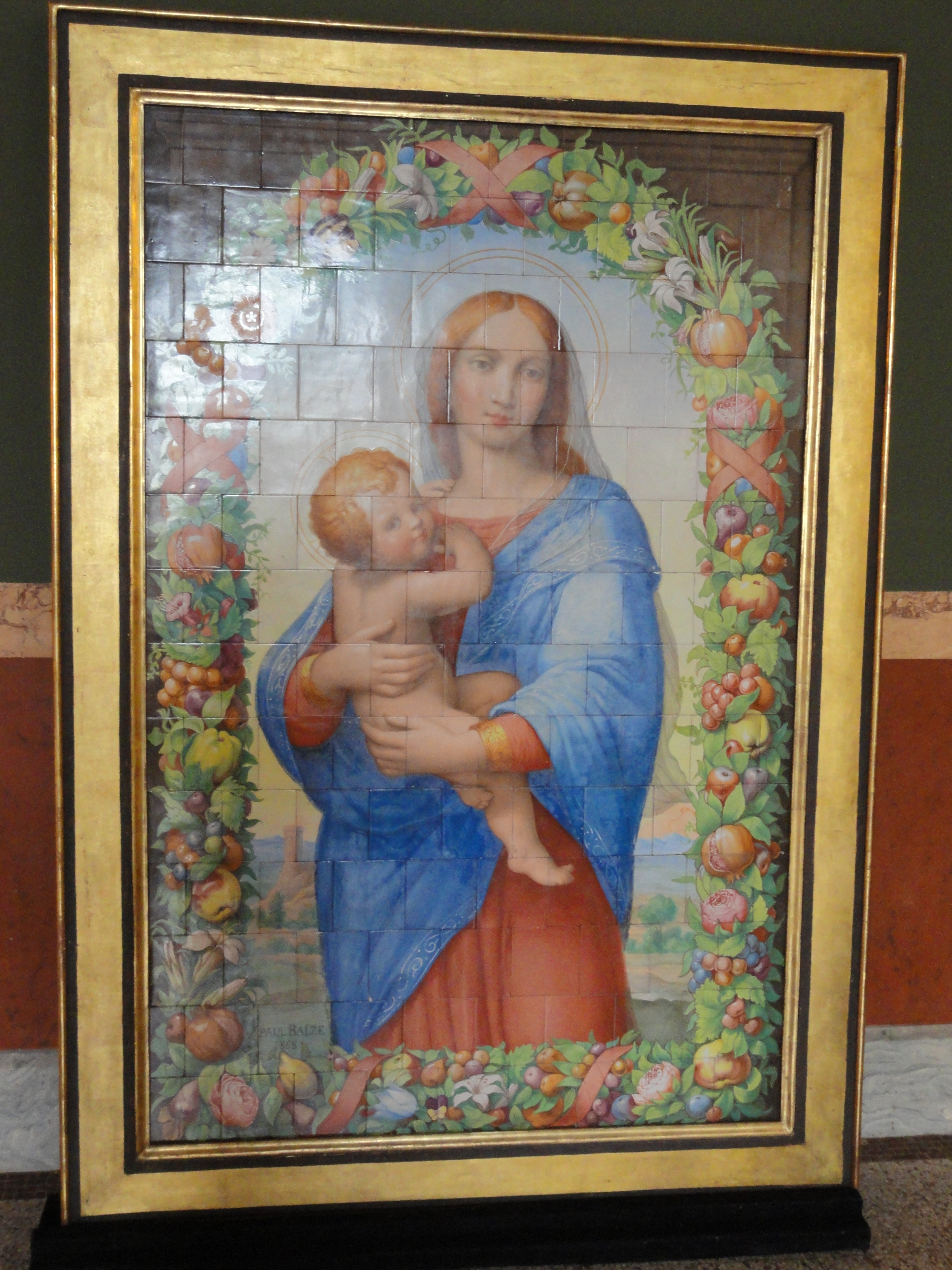
瓷画

### 旅游

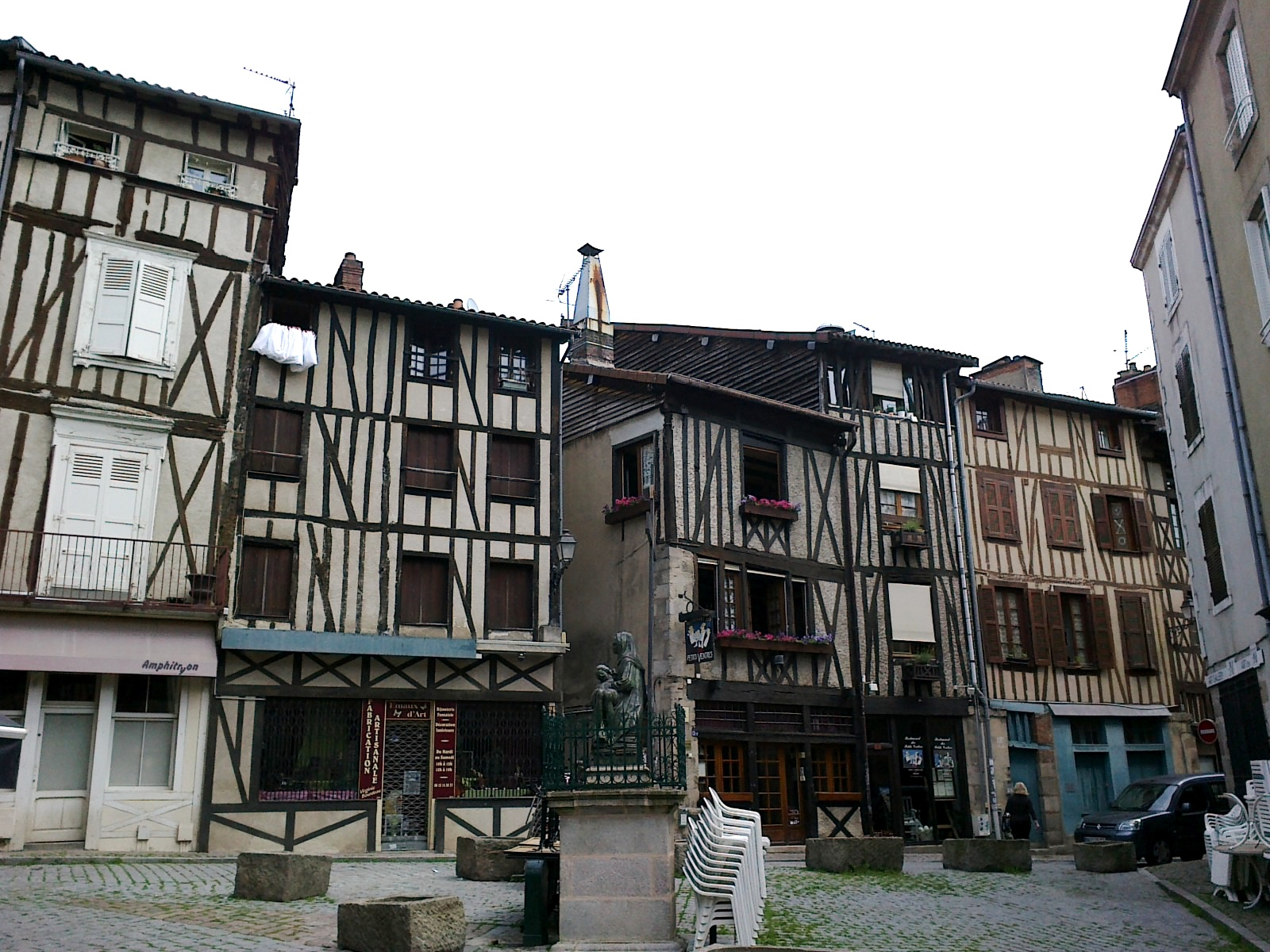
利摩日市中心的传统建筑

利摩日的旅游事务由利摩日都会城市公共社区以及上维埃纳省和新阿基坦大区共同负责，当地设有一处游客服务中心。截至2020年，利摩日境内共有40家酒店共计1,861间房间，其中包括3家四星级酒店、13家三星级酒店、10家二星级酒店、1家一星级酒店和13家五星级酒店。利摩日北部的博纳克勒科特和西南部的维埃纳河畔艾克斯境内各有一处野营车宿营地。

### 宗教
利摩日是天主教同名教区的首府，截至2021年5月，该教区共包括八个总铎区，其范围覆盖了上维埃纳省和克勒兹省，其中“大利摩日总铎区”下含10个堂区。现任利摩日主教为皮埃尔-安托万·博佐先生，于2017年5月11日由方济各任命。
20世纪60年代以后，利摩日接纳了大批来自阿尔及利亚等地的穆斯林移民，使得当地形成了穆斯林社团并不断扩张。1983年，当地组建了“利摩日穆斯林联盟”（L’Union Islamique de Limoges），后成为“利摩日穆斯林兄弟联盟”（AMLF）。截至2021年5月，利摩日共有两处清真寺，其中“利摩日大清真寺”（Grande Mosquée de Limoges）建于2001年，是当地主要的伊斯兰活动中心。
除此之外，利摩日境内还有一处新教教堂、一处犹太教堂和多处佛教文化中心。

### 体育

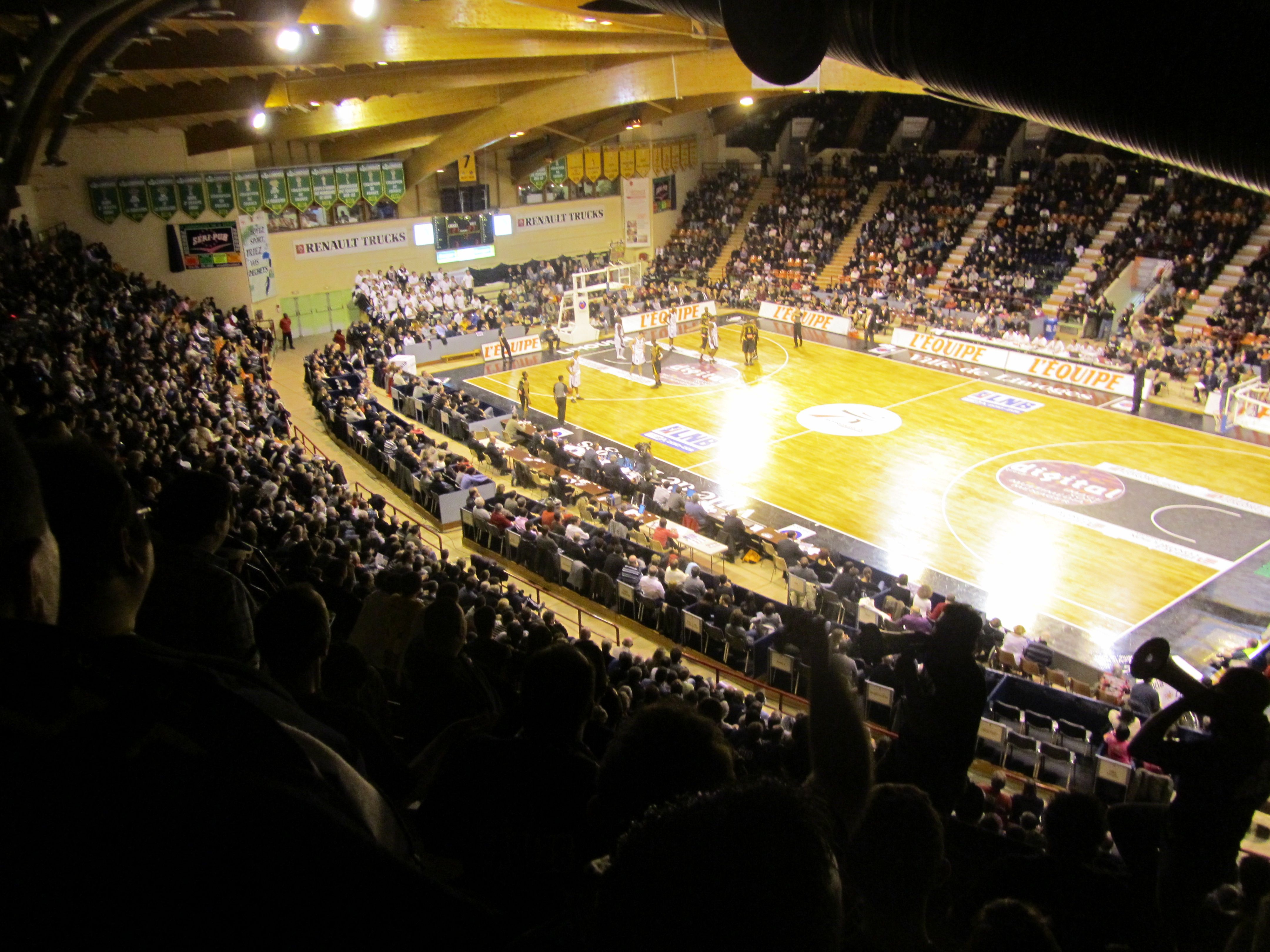
比赛中的利摩日CSP

2017年，利摩日境内共有6家游泳池、37间健身房、5座综合体育场、64处网球场、26处足球或橄榄球场、21处篮球或排球场以及1处高尔夫球场。利摩日大学下属的体育经济管理中心自1984年起开设体育经济管理专业（仅研究生阶段），是法国最早开设此专业的公立大学，该中心同时也为社会提供各类体育项目管理培训和咨询服务，齐内丁·齐达内曾在此接受足球教练的培训课程。
利摩日因其篮球队而闻名，后者成立于1929年，自1983年以来相继获得11次法国篮球冠军联赛的总冠军，是取得该项目冠军次数第二多的球队，此外该队还于1993年获得了欧洲篮球联赛的总冠军。其主场博布朗体育馆也是利摩日市区内的重要体育设施。
利摩日橄榄球俱乐部成立于1902年，2021至2022赛季参加法国橄榄球甲组联赛（法丁），其主场博布朗市政球场可同时容纳超过1.3万名观众。
利摩日足球会是当地的代表性足球俱乐部，成立于1947年，曾于1957至1987年间参加法国足球职业联赛，后因财政问题而解散。

### 饮食
利摩日地区的传统饮食与法国大部分区域接近，酪块饼（La tarte à la caillade）、牛肝菌蛋饼（L'omelette aux cèpes）、克拉芙缇蛋糕、盖浇汤、土豆饼等以及以利穆赞种牛为原料做出的各类肉制菜品是当地的地方性代表食物。利摩日附近的佩里戈尔地区以及凯尔西地区均因美食而闻名，同时也是法国西南葡萄酒产区的组成部分，当地定期举办各类食品及农产品展览会。在外来食物方面，利摩日的首家肯德基餐厅与2011年5月开业，一些带有中东及东亚特色的餐厅也陆续出现于利摩日街头。

### 活动

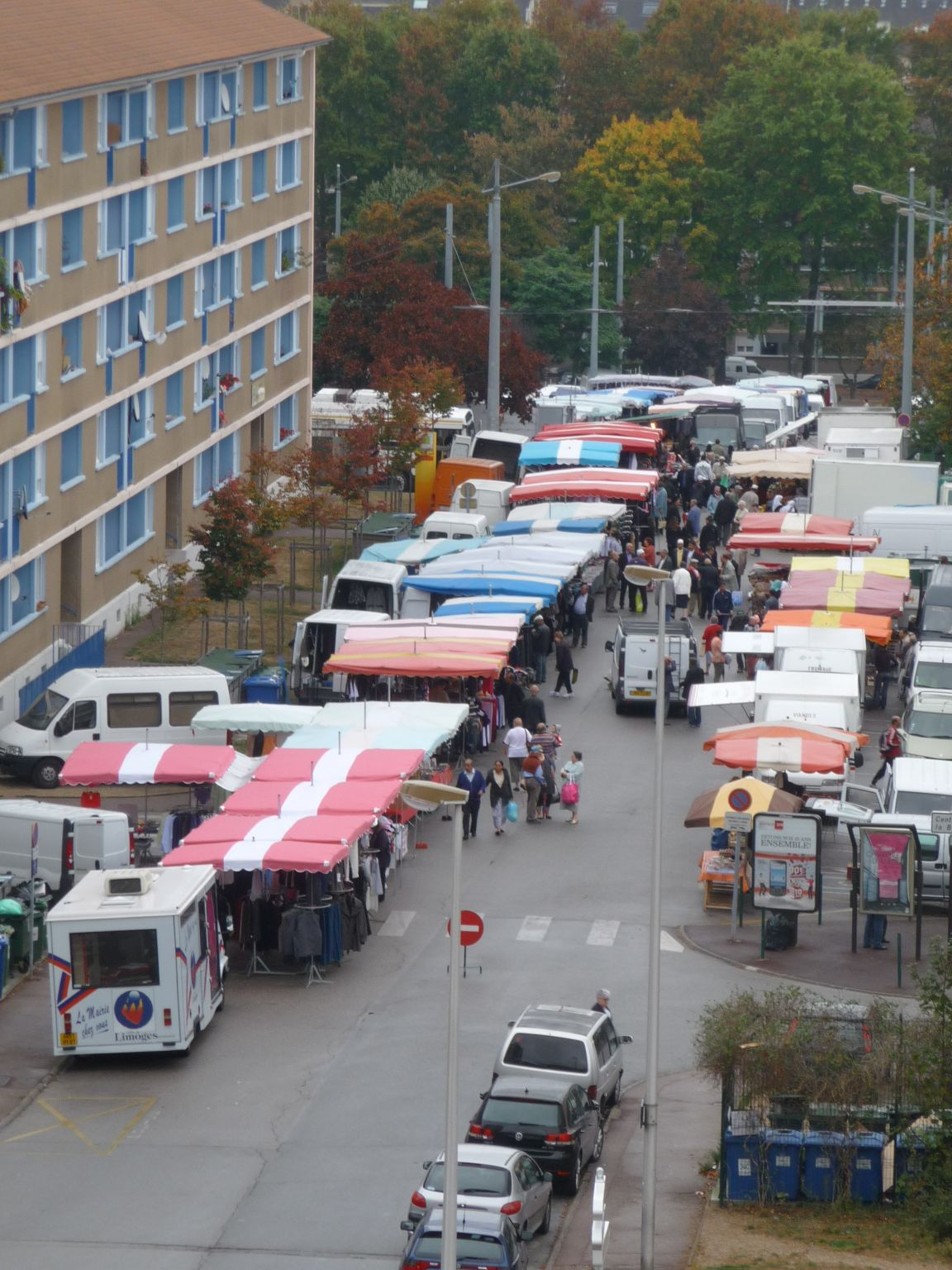
拉巴斯蒂德街区的一处集市

利摩日境内的多个街区每周都会举办各类型的商业集会，当地每年12月还举办圣诞集市：
| 利摩日商业集市（部分） |              |                      |                           |
| 集市规模               | 交易商品类型 | 地点                 | 举办时间                  |
| 综合性                 | 综合         | 莱邦广场（Place des Bancs）         | 每周二至六5至18点         |
| 综合性                 | 综合         | 卡尔姆广场（Place des Carmes）       | 每周二至六8至13点         |
| 综合性                 | 土特产       | 贝尔戈尼耶医生街（Rue Docteur Bergonié） | 每周二8至13点             |
| 综合性                 | 旧货         | 大教堂广场           | 每个月第二个星期日8至13点 |
| 综合性                 | 旧书         | 共和广场（Place République）         | 每个月第一个星期三9至18点 |
| 区域性                 | 综合         | 维日纳勒（Vigenal）         | 每周二7至13点             |
| 区域性                 | 综合         | 蓬圣马夏尔（Pont Saint-Martial）       | 每周三8至13点             |
| 区域性                 | 综合         | 科尔尼亚克（Corgnac）       | 每周四8至13点             |
| 区域性                 | 综合         | 拉巴斯蒂德（La Bastide）       | 每周四8至14点             |
| 区域性                 | 综合         | 博布勒伊（Beaubreuil）         | 每周五8至14点             |
| 区域性                 | 综合         | 马索广场（place Marceau）         | 每周六8至13点             |

在活动设施方面，利摩日都会天顶大剧场建成于2007年3月，是法国17家天顶大剧场之一，可同时容纳超过六千名观众，是当地规模最大的室内文化设施；利穆赞大区现代艺术中心位于利摩日市中心，由一处废弃工业厂房改建而成，1982年开业，是一个区域性的现代艺术展览与交流中心。

### 文艺作品
巴尔扎克小说《人间喜剧》系列当中的《村里的神棍》主人公和莫里哀喜剧作品《德·浦尔叟雅克先生》的主人公均来自于利摩日。此外俄罗斯作曲家莫杰斯特·彼得罗维奇·穆索尔斯基《展覽會之畫》的第七章《利摩日集市——新东西》（Лимож. Рынок. Большая новость）亦直接取材于利摩日。

## 相关人物
法国指挥官让-巴蒂斯特·儒尔当、警官加布里埃尔·尼古拉斯·德·拉·雷尼、元帅托马-罗贝尔·比若、政治家皮埃尔·维克蒂尼安·韦尼奥、医学家让·克吕韦耶、画家皮埃尔-奥古斯特·雷诺阿、作家乔治-埃马纽埃尔·克朗西耶、自行车运动员吕克·勒布朗、橄榄球运动员达米安·舒利和足球运动员伯努瓦·巴迪亚西勒出生于利摩日。
法国物理学家约瑟夫·路易·盖-吕萨克曾在利摩日度过童年并求学，当地一所中学以其命名。

## 友好城市
截至2020年4月，利摩日共与六座城市互为友好城市关系。
- 白俄羅斯 格罗德诺 （1982年）
- 捷克 比尔森 （1987年）
- 德国 菲尔特 （1992年）
- 美国 夏洛特 （1992年）
- 日本 瀨戶市 （2003年）
- 利川（2015年）

### 文献网站
- INSEE.  [法国国家经济统计局关于利摩日的详细数据统计]. insee.fr.   [2021-05-06]. （原始内容存档于2021-03-29） （法语）.
- ville de Limoges.  [利摩日地方城市规划纲领]. limoges.fr.   [2021-05-07]. （原始内容存档于2021-04-25） （法语）.

### 分类资料
历史类
1. ↑  Xavier Delamarre. Errance , 编. . Paris. 2003 （法语）.
2. ↑  Charles Gorceix et Franck Delage. Bulletin de la Société préhistorique de France , 编. . 20. Commune de Saint-Denis-des-Murs (Haute-Vienne). 1923: 208–228. ISSN 0249-7638 （法语）.
3. ↑  Jean-Paul Brethenoux. Harnois , 编. . Histoire Antique, 5 : La Guerre des Gaules. Vercingétorix et le sursaut celtique. : 50–57 （法语）.
4. ↑  Christian Vernou. . Carte archéologique de la Gaule. Paris: Maison des Sciences de l'Homme. 1993: 253. ISBN 2-87754-025-1 （法语）.
5. ↑  catalogue du musée municipal de l'Évêché. Musée municipal de l'Evêché , 编. . Limoges. 1990: 181 （法语）.
6. ↑  Wauchier de Denain. Molly Lynde-Recchia , 编. . Textes littéraires français. Genève. 2005: 130 （法语）.
7. ↑  Claude Andrault-Schmitt. . L'âge d'or de son architecture. 2016: 157-171. ISBN 978-2-901837-61-9 （法语）.
8. ↑   (pdf). museebal.fr.   [2020-04-07]. （原始内容存档 (PDF)于2020-08-10） （法语）.
9. ↑  . lhistoire.fr.   [2021-05-04]. （原始内容存档于2021-05-03） （法语）.
10. ↑  François Marvaud. . Les régionalismes  (编). . ISBN 978-2-8240-0141-8 （法语）.
11. ↑  Vincent Roblin. Droz , 编. . Hautes études médiévales et modernes (no 95). Genève. 2009: 426. ISBN 978-2-600-01352-9 （法语）.
12. ↑  Claude Andrault-Schmitt. . Ambition politique et production culturelle (Xe-XIIIe siècles). Limoges: Presses universitaires de Limoges. 2005. ISBN 2-84287-400-5 （法语）.
13. ↑  . Collection de l'École française de Rome 236. De Boccard. 1997: 398  [2021-05-04]. （原始内容存档于2021-05-04） （法语）.
14. ↑  Jacques Viret. L'Age d'Homme , 编. . Lausanne/Paris. avril 2011: 514. ISBN 978-2-8251-3238-8 （法语）.
15. ↑  François Marvaud. Les Régionalismes , 编. . 2013 [1873]. ISBN 9782824001418 （法语）.
16. ↑  Guignebert, Charles. . F. G. Richmond Translator. New York: Macmillan and Company. 1930 （英语）.
17. ↑  Alfred Leroux. . tome 56. Bulletin de la société archéologique et historique du Limousin. 1906: 233 （法语）.
18. ↑  M. le comte de Pastoret. Imprimerie royale , 编.  16. Paris. 1814: 882 （法语）.
19. ↑  Jean Levet. Dessagne , 编. . Limoges. 1973: 296. ASIN B0014KMAYO （法语）.
20. ↑  . contractorquotes.us.   [2021-05-04]. （原始内容存档于2021-05-04） （英语）.
21. ↑  Pierre Huard et Ming Wong.  1. Bulletin de l'École française d'Extrême-Orient. 1966: 226 （法语）.
22. ↑  Jacqueline Queneau; Bertrand Raynaud. . Paris: La Martinière. 2009 （法语）.
23. ↑  Laurent Bourdelas. Geste , 编. . Beau Petit Pays. Paris. 2019: 32. ISBN 1035304767 （法语）.
24. ↑  . agl87.org.   [2021-05-04]. （原始内容存档于2021-05-05） （法语）.
25. ↑  . agl87.org.   [2021-05-04]. （原始内容存档于2021-05-06） （法语）.
26. ↑  . agl87.org.   [2021-05-08]. （原始内容存档于2021-05-08） （法语）.
27. ↑  . cassini.ehess.fr. Cassini.   [2021-05-04]. （原始内容存档于2021-05-06） （法语）.
28. ↑   (pdf). limoges.fr. ville de Limoges.   [2021-05-04]. （原始内容存档 (PDF)于2021-05-04） （法语）.
29. ↑  Antoine Perrier. Le Bastion , 编. . Étude de géographie urbaine. 1939 （法语）.
30. ↑  Chantal Meslin-Perrier. Jean-Paul Gisserot , 编. . Paris. 1998: 32. ISBN 978-2737323003 （法语）.
31. ↑  Nicholas Wadley. Belfond , 编. . 1989  [2021-05-04]. ISBN 9782714423771. （原始内容存档于2021-05-06） （法语）.
32. ↑  D'Hollander Paul. . PULIM. 2003: 305 （法语）.
33. ↑  . lepopulaire.fr. Le Populaire. 2014-08-14  [2021-05-04]. （原始内容存档于2021-10-08） （法语）.
34. ↑  L. Lefèvre; S. Capot. . Culture et patrimoine en Limousin. 2009 （法语）.
35. ↑  Jean-Loup Aubour. . Les Ardents Éditeurs  (编). . 2014. ISBN 978-2-917032-53-4 （法语）.
36. ↑  Danthieux Dominique. . collection histoire. Presse universitaires de Limoges. 2005: 342 （法语）.
37. ↑  Marie-Victoire Louis. l'Atelier , 编. . Patrimoine. Paris. 1994. ISBN 9782708230620 （法语）.
38. ↑  Jean Bodet. . 147. La Science et la Vie. septembre 1929 （法语）.
39. ↑  Claudine Gourinal (编).  (pdf). archives.haute-vienne.fr. ARCHIVES DÉPARTEMENTALES DE LA HAUTE-VIENNE.   [2021-05-04]. （原始内容存档 (PDF)于2019-03-06） （法语）.
40. ↑  Lazare Landau (编). . judaisme.sdv.fr. judaisme.sdv.fr.   [2021-05-04]. （原始内容存档于2012-10-17） （法语）.
41. ↑  Philippe Nivet. . Histoire, économie et société 23. Paris: C.D.U. et S.E.D.E.S. 2004: 259. ISSN 0752-5702 （法语）.
42. ↑  Michel Baury. . 2013 （法语）.
43. ↑  André Papazian. ETAI , 编. . 2002. ISBN 2-7268-8575-6 （法语）.
44. ↑  Georges Vérynaud.  la Veytisou. 1994 （法语）.
45. ↑  . lanouvellerepublique.fr. la Nouvelle République. 2016-09-29  [2021-05-04]. （原始内容存档于2021-05-11） （法语）.

地理类
1. ↑  Nicolas Bost; Nicolas Charles.  BRGM. 2017: 120  [2021-05-04]. （原始内容存档于2020-11-28） （法语）.
2. ↑  中国粉体网 (编). . news.cnpowder.com.cn. 2018-07-05  [2021-05-04]. （原始内容存档于2022-03-31） （中文）.
3. ↑  BRGM (编). . id.eaufrance.fr. id.eaufrance.fr.   [2021-05-04]. （原始内容存档于2021-06-14） （法语）.
4. ↑  BRGM (编). . id.eaufrance.fr. id.eaufrance.fr.   [2021-05-04]. （原始内容存档于2021-04-27） （法语）.
5. ↑  . lepopulaire.fr. Le Populaire. 2017-10-13  [2021-05-04]. （原始内容存档于2020-11-02） （法语）.
6. ↑  La ville de Limoges. . limoges.fr.   [2020-04-07]. （原始内容存档于2020-04-04） （法语）.
7. ↑  insee.fr. . insee.fr.   [2021-05-07]. （原始内容存档于2021-10-08） （法语）.
8. ↑  insee.fr. . insee.fr.   [2021-05-07]. （原始内容存档于2020-11-10） （法语）.
9. ↑  insee.fr. . insee.fr.   [2021-05-07]. （原始内容存档于2021-04-20） （法语）.
10. ↑  sig.ville.gouv.fr. . sig.ville.gouv.fr.   [2020-04-07]. （原始内容存档于2020-04-07） （法语）.
11. ↑  . transports.nouvelle-aquitaine.fr.   [2021-05-07]. （原始内容存档于2021-03-03） （法语）.
12. ↑  . sncf.com.   [2020-04-07]. （原始内容存档于2020-08-10） （法语）.
13. ↑  . aeroportlimoges.com.   [2020-04-07]. （原始内容存档于2020-06-19） （法语）. Parcourez tous nos vols directs, par pays, au départ de Limoges
14. ↑  . stcl.fr.   [2021-05-07]. （原始内容存档于2021-05-10） （法语）.
15. ↑  Cassini. . cassini.ehess.fr.   [2020-12-15]. （原始内容存档于2012-11-20） （法语）.
16. ↑  insee.fr. . insee.fr.   [2021-05-07]. （原始内容存档于2021-05-01） （法语）.
17. ↑  . sig.ville.gouv.fr.   [2021-05-07]. （原始内容存档于2016-07-01） （法语）.

社科类
1. ↑  collectivites-locales.gouv.fr. . collectivites-locales.gouv.fr.   [2020-04-07]. （原始内容存档于2017-08-03） （法语）.
2. ↑  insee.fr. . insee.fr.   [2020-04-07]. （原始内容存档于2018-07-24） （法语）.
3. ↑  . tourisme-hautevienne.com.   [2021-05-07]. （原始内容存档于2021-05-11） （法语）.
4. ↑  . linternaute.fr.   [2020-04-07]. （原始内容存档于2020-04-07） （法语）.
5. ↑  Jean Bodet. . La Science et la Vie. 1929-09 （法语）. |issue=被忽略 (帮助)
6. ↑  . ter.sncf.com.   [2020-04-07]. （原始内容存档于2020-04-07） （法语）.
7. ↑  . stcl.fr.   [2021-05-07]. （原始内容存档于2020-02-16） （法语）.
8. ↑  . limoges-metropole.fr.   [2021-05-07]. （原始内容存档于2021-04-30） （法语）.
9. ↑  Francetvinfo (编). . francetvinfo.fr.   [2020-04-07]. （原始内容存档于2020-04-06） （法语）.
10. ↑  . elections.interieur.gouv.fr.   [2020-06-30]. （原始内容存档于2020-06-06） （法语）.
11. ↑  Ministère de l'Intérieur (编). . interieur.gouv.fr. 2019-05-26  [2021-05-06]. （原始内容存档于2021-01-20） （法语）.
12. ↑  en-marche.fr (编). . en-marche.fr. 2019-05-09  [2021-05-06]. （原始内容存档于2020-11-12） （法语）.
13. ↑  Ministère de l'Intérieur (编). . interieur.gouv.fr.   [2021-05-06]. （原始内容存档于2021-05-11） （法语）.
14. ↑  Ministère de l'Intérieur (编). . interieur.gouv.fr.   [2021-05-06]. （原始内容存档于2021-05-11） （法语）.
15. ↑  Ministère de l'Intérieur (编). . interieur.gouv.fr.   [2021-05-06]. （原始内容存档于2021-05-11） （法语）.
16. ↑  Ministère de l'Intérieur (编). . interieur.gouv.fr.   [2021-05-06]. （原始内容存档于2021-05-11） （法语）.
17. ↑  Ministère de l'Intérieur (编). . interieur.gouv.fr.   [2021-05-06]. （原始内容存档于2016-03-06） （法语）.
18. ↑  Ministère de l'Intérieur (编). . interieur.gouv.fr.   [2021-05-06]. （原始内容存档于2016-03-06） （法语）.
19. ↑  Ministère de l'Intérieur (编). . interieur.gouv.fr.   [2021-05-06]. （原始内容存档于2019-10-24） （法语）.
20. ↑  Ministère de l'Intérieur (编). . interieur.gouv.fr.   [2021-05-06]. （原始内容存档于2016-03-06） （法语）.
21. ↑  Ministère de l'Intérieur (编). . interieur.gouv.fr.   [2021-05-06]. （原始内容存档于2016-03-06） （法语）.
22. ↑  Ministère de l'Intérieur (编). . interieur.gouv.fr.   [2021-05-06]. （原始内容存档于2020-10-27） （法语）.
23. ↑  Ministère de l'Intérieur (编). . interieur.gouv.fr.   [2021-05-06]. （原始内容存档于2019-10-24） （法语）.
24. ↑  Commune de Limoges (87085) - commune actuelle（法文）
25. ↑  limoges.cci.fr. . limoges.cci.fr.   [2021-04-18]. （原始内容存档于2021-05-06） （法语）.
26. ↑  INSEE, Dossier complet - Commune de Limoges (87085), EMP T7 - Emplois par catégorie socioprofessionnelle en 2017 （法文）
27. ↑  INSEE, Dossier complet - Commune de Limoges (87085), RES T1 - Établissements actifs employeurs par secteur d'activité agrégé et taille fin 2017 （法文）
28. ↑  INSEE, Dossier complet - Commune de Limoges (87085), RES T2 - Postes salariés par secteur d'activité agrégé et taille d'établissement fin 2017 （法文）
29. ↑  Manageo (编). . manageo.fr.   [2021-05-06]. （原始内容存档于2021-05-07） （法语）.
30. ↑  legrandgroup.com. . legrandgroup.com. 2017-03-17  [2021-05-06]. （原始内容存档于2021-02-27） （法语）.
31. ↑  Le Figaro (编). . entreprises.lefigaro.fr.   [2021-05-07]. （原始内容存档于2021-05-06） （法语）.
32. ↑  . societe.com. societe.com.   [2021-05-06]. （原始内容存档于2021-05-07） （法语）.
33. ↑  Le Figaro (编). . entreprises.lefigaro.fr. 2021-05-01  [2021-05-06]. （原始内容存档于2021-05-06） （法语）.
34. ↑  Le Figaro (编). . entreprises.lefigaro.fr. 2021-05-01  [2021-05-06]. （原始内容存档于2021-05-06） （法语）.
35. ↑  Le Figaro (编). . entreprises.lefigaro.fr. 2021-04-14  [2021-05-06]. （原始内容存档于2021-05-07） （法语）.
36. ↑  Le Figaro (编). . entreprises.lefigaro.fr. 2021-04-13  [2021-05-06]. （原始内容存档于2020-12-05） （法语）.
37. ↑  Le Figaro (编). . entreprises.lefigaro.fr.   [2021-05-06]. （原始内容存档于2021-05-06） （法语）.
38. ↑  JDN (编). . journaldunet.fr.   [2020-04-07]. （原始内容存档于2020-04-07） （法语）.
39. ↑  ville de Limoges (编). . limoges.fr.   [2021-05-07]. （原始内容存档于2021-05-06） （法语）.
40. ↑  Ministère de la Cohésion des territoires et des Relations avec les collectivités territoriales (编). . cohesion-territoires.gouv.fr.   [2021-05-07]. （原始内容存档于2021-05-11） （法语）.
41. ↑  JDN (编). . journaldunet.fr.   [2021-05-07]. （原始内容存档于2021-05-07） （法语）.
42. ↑  JDN (编). . journaldunet.fr.   [2020-04-07]. （原始内容存档于2020-04-07） （法语）.
43. ↑  JDN (编). . journaldunet.fr.   [2020-04-07]. （原始内容存档于2020-04-07） （法语）.
44. ↑  . ac-limoges.fr.   [2020-04-07]. （原始内容存档于2020-04-07） （法语）.
45. ↑  . linternaute.fr.   [2020-04-07]. （原始内容存档于2020-04-07） （法语）.
46. ↑  . villedata.fr.   [2020-04-07]. （原始内容存档于2020-04-07） （法语）.
47. ↑  3il-ingenieurs.fr. . 3il-ingenieurs.fr.   [2021-05-06]. （原始内容存档于2021-05-06） （法语）.
48. ↑  ensil-ensci.unilim.fr. . ensil-ensci.unilim.fr.   [2021-05-06]. （原始内容存档于2021-05-06） （法语）.
49. ↑  iut.unilim.fr. . iut.unilim.fr.   [2021-05-06]. （原始内容存档于2021-05-07） （法语）.
50. ↑  ILFOMER Institut des Sciences de la Réadaptation. . ilfomer.unilim.fr.   [2021-05-06]. （原始内容存档于2021-05-09） （法语）.
51. ↑  Institut national supérieur du professorat et de l'éducation. . inspe.unilim.fr.   [2021-05-06]. （原始内容存档于2020-12-03） （法语）.
52. ↑  ensil-ensci.unilim.fr. . ensil-ensci.unilim.fr.   [2021-05-06]. （原始内容存档于2020-06-20） （法语）.
53. ↑  . ensa-limoges.fr.   [2020-04-07]. （原始内容存档于2020-04-07） （法语）.
54. ↑  . ester-technopole.org.   [2021-05-06]. （原始内容存档于2021-05-06） （法语）.
55. ↑  . chu-limoges.fr.   [2020-04-07]. （原始内容存档于2020-04-07） （法语）.
56. ↑  . polyclinique-limoges.com.   [2021-05-06]. （原始内容存档于2021-05-07） （法语）.
57. ↑  . linternaute.fr.   [2020-04-07]. （原始内容存档于2020-04-07） （法语）.
58. ↑  . limoges-metropole.fr.   [2021-05-07]. （原始内容存档于2021-05-07） （法语）.
59. ↑   (pdf). limoges-metropole.fr. 2019-09-11  [2021-05-07]. （原始内容存档 (PDF)于2021-05-07） （法语）.
60. ↑  . linternaute.fr.   [2020-04-07]. （原始内容存档于2020-04-07） （法语）.
61. ↑  France 3 Nouvelle Aquitaine (编). . france3-regions.francetvinfo.fr.   [2020-04-07]. （原始内容存档于2020-04-07） （法语）.
62. ↑  Le Populaire du centre (编). . lepopulaire.fr.   [2021-05-07]. （原始内容存档于2021-05-07） （法语）.
63. ↑  . radiomap.eu.   [2021-05-07]. （原始内容存档于2021-04-18） （法语）.
64. ↑  . limoges-metropole.fr.   [2021-05-07]. （原始内容存档于2021-05-09） （法语）.
65. ↑  . limoges-metropole.fr.   [2021-05-07]. （原始内容存档于2021-05-07） （法语）.
66. ↑  . limoges-metropole.fr.   [2021-05-07]. （原始内容存档于2021-05-07） （法语）.
67. ↑  ville de Limoges. . limoges.fr.   [2021-05-07]. （原始内容存档于2021-05-07） （法语）.
68. ↑  . limoges-metropole.fr.   [2021-05-07]. （原始内容存档于2021-05-07） （法语）.
69. ↑  . limoges-metropole.fr.   [2021-05-07]. （原始内容存档于2021-05-07） （法语）.
70. ↑  . linternaute.fr.   [2021-05-07]. （原始内容存档于2021-05-09） （法语）.
71. ↑  . linternaute.fr.   [2021-05-07]. （原始内容存档于2021-05-09） （法语）.
72. ↑  . demarchesadministratives.fr.   [2021-05-07]. （原始内容存档于2021-05-09） （法语）.
73. ↑  . demarchesadministratives.fr.   [2021-05-07]. （原始内容存档于2021-05-07） （法语）.
74. ↑  sdis-87.fr. . sdis-87.fr.   [2021-05-07]. （原始内容存档于2021-05-07） （法语）.
75. ↑  . gendarmerie.interieur.gouv.fr.   [2021-05-07]. （原始内容存档于2021-01-22） （法语）.
76. ↑  . lepopulaire.fr. 2020-10-08  [2021-05-07]. （原始内容存档于2021-05-07） （法语）.
77. ↑  . linternaute.fr.   [2020-04-07]. （原始内容存档于2020-04-07） （法语）.
78. ↑  . limoges.fr.   [2021-05-07]. （原始内容存档于2021-05-07） （法语）.

文化类
1. ↑  ville de Limoges (编). .  (PDF).   [2021-05-05]. （原始内容存档 (PDF)于2021-05-05） （法语）.
2. ↑  . tourisme-hautevienne.com. Office de Tourisme de la Haute-Vienne.   [2020-04-07]. （原始内容存档于2020-04-07） （法语）.
3. ↑  . lepopulaire.fr. Le Populaire du Centre. 2018-12-17  [2020-04-07]. （原始内容存档于2020-04-07） （法语）.
4. ↑  Mme Yves de Thomaz de Bossierre; P. Joseph Dehergne. Belles lettres , 编. . La Chine au temps des Lumières 5. Paris. 1982: 192. ISBN 2-251-35208-2 （法语）.
5. ↑  Laurent Borderie; Alain Maulny. Geste , 编. . La Crèche. 2010 （法语）.
6. ↑  . France Bleu. 2017-07-10  [2020-04-07]. （原始内容存档于2018-02-06） （法语）.
7. ↑  campingfrance.com. . campingfrance.com.   [2021-05-05]. （原始内容存档于2021-05-09） （法语）.
8. ↑  Diocèse de Limoges. . diocese-limoges.fr.   [2021-05-05]. （原始内容存档于2021-03-10） （法语）.
9. ↑  Diocèse de Limoges. . diocese-limoges.fr.   [2021-05-05]. （原始内容存档于2021-03-26） （法语）.
10. ↑  Diocèse de Limoges. . diocese-limoges.fr.   [2021-05-05]. （原始内容存档于2021-03-15） （法语）.
11. ↑  La Mosquée Du Coin. . lamosqueeducoin.com.   [2021-05-05]. （原始内容存档于2021-05-07） （法语）. La ville de Limoges (87000) en France et ses alentours contiennent près de 2 mosquées et salles de prières.
12. ↑  Observatoire du Patrimoine Religieux. . patrimoine-religieux.fr.   [2021-05-05]. （原始内容存档于2021-05-11） （法语）.
13. ↑  comprendrebouddhisme.com. . comprendrebouddhisme.com.   [2021-05-05]. （原始内容存档于2021-05-06） （法语）.
14. ↑  CDES. . cdes.fr.   [2020-04-07]. （原始内容存档于2021-03-24） （法语）.
15. ↑  Le Populaire. . lepopulaire.fr. 2017-10-30  [2021-05-05]. （原始内容存档于2021-05-11） （法语）.
16. ↑  . limogescsp.com.   [2020-04-07]. （原始内容存档于2020-05-13） （法语）.
17. ↑  FÉDÉRATION FRANÇAISE DE RUGBY. . ffr.fr.   [2020-04-07]. （原始内容存档于2021-05-07） （法语）.
18. ↑  . lepopulaire.fr. 2020-01-08  [2020-04-07]. （原始内容存档于2020-02-17） （法语）.
19. ↑  keldelice.com. . keldelice.com.   [2021-05-06]. （原始内容存档于2020-02-16） （法语）.
20. ↑  dordogne-perigord-tourisme.fr. . dordogne-perigord-tourisme.fr.   [2021-05-07]. （原始内容存档于2021-01-16） （法语）.
21. ↑  nouvelle-aquitaine-tourisme.com. . nouvelle-aquitaine-tourisme.com. 2021-01-08  [2021-05-06]. （原始内容存档于2021-05-06） （法语）.
22. ↑  limoges.maville.com. . limoges.maville.com. 2011-02-12  [2021-05-06]. （原始内容存档于2021-05-07） （法语）.
23. ↑  ville de Limoges. . limoges.fr.   [2021-05-06]. （原始内容存档于2021-05-06） （法语）.
24. ↑  jours-de-marche.fr. . jours-de-marche.fr.   [2021-05-06]. （原始内容存档于2021-05-06） （法语）.
25. ↑  xn--marchs-de-nol-fhb1b.com. . xn--marchs-de-nol-fhb1b.com.   [2021-05-06]. （原始内容存档于2021-05-06） （法语）.
26. ↑  Le Monde. . lemonde.fr. 2007-03-08  [2021-05-06]. （原始内容存档于2021-05-06） （法语）.
27. ↑  Le Monde. . inventaire.poitou-charentes.fr. 2018-02-01  [2021-05-06]. （原始内容存档于2021-05-06） （法语）.
28. ↑  Pierre Barbéris. Garnier Frères , 编. . L'Année balzacienne. Paris. 1965: 178 （法语）.
29. ↑  国际在线. . news.cri.cn. 2018-06-16  [2021-05-07]. （原始内容存档于2021-05-07） （中文）.
30. ↑  geoculture.fr. . geoculture.fr.   [2021-05-06]. （原始内容存档于2021-05-07） （法语）.
31. ↑  La ville de Limoges. . limoges.fr.   [2020-04-07]. （原始内容存档于2020-04-04） （法语）.

综合类
1. 1 2 3  communes.com. . communes.com.   [2020-04-07]. （原始内容存档于2020-06-20） （法语）.
2. 1 2 3 4 5 6 7 8 9 10 11 12 13 14 15 16 17 18 19 20 21 22 23 24 25 26 27  Géoportail. . geoportail.fr.   [2021-05-07]. （原始内容存档于2016-04-14） （法语）.
3. 1 2 3 4  Jean-Pierre Loustaud. . Limoges. 2000 （法语）.
4. 1 2 3 4  Université de Limoges. . unilim.fr.   [2021-05-03]. （原始内容存档于2021-05-05） （法语）.
5. 1 2  Sophie Baratte. . Réunion des Musées Nationaux. 2000. ISBN 978-2-7118-4075-5 （法语）.
6. 1 2  René Courant. Cabri , 编. . 1982. ISBN 290331022X （法语）.
7. 1 2  . cnrtl.fr. cnrtl.fr.   [2021-05-04]. （原始内容存档于2020-11-12） （法语）.
8. 1 2 3  linternaute (编). . linternaute.   [2021-05-04]. （原始内容存档于2021-05-09） （法语）.
9. 1 2  BRGM (编).  (pdf). ficheinfoterre.brgm.fr. ficheinfoterre.brgm.fr.   [2021-05-04]. （原始内容存档 (PDF)于2020-01-11） （法语）.
10. 1 2 3  . linternaute.fr.   [2021-05-07]. （原始内容存档于2020-03-15） （法语）.
11. 1 2 3 4  . climat-data.fr.   [2020-04-07]. （原始内容存档于2020-04-07） （法语）.
12. 1 2  André Papazian. ETAI , 编. . 2002. ISBN 2-7268-8575-6 （法语）.
13. 1 2  . linternaute.fr.   [2020-04-07]. （原始内容存档于2020-04-07） （法语）.
14. 1 2  . limoges-tourisme.com.   [2021-05-07]. （原始内容存档于2021-01-26） （法语）.
15. 1 2 3  . linternaute.fr.   [2020-04-07]. （原始内容存档于2020-04-07） （法语）.
16. 1 2 3  Sara Reux. . Armand Colin  (编). . 2016-03: 618  [2021-05-05]. （原始内容存档于2021-05-06） （法语）.
17. 1 2  Le Populaire. . lepopulaire.fr. 2016-01-31  [2021-05-05]. （原始内容存档于2021-05-09） （法语）.